# Catalunya en Miniatura
Catalunya en Miniatura (Catalogne en miniature) est un parc de miniatures ouvert en 1983 à Torrelles de Llobregat, à 17 km de Barcelone. D'une superficie de 60 000 mètres carrés dont 35 000 mètres carrés dédiés aux maquettes, il s'agit d'un des plus grands parcs miniatures. Il présente des modèles réduits de 147 ouvrages de l'architecture catalane et majorcaine, dont les œuvres d'Antoni Gaudí.

## Conception
L'idée du parc est due à Hans Lorijn, à l'origine des parcs Minimundus en Autriche et Mini-Europe à Bruxelles. Fernando de Ercilla Ayestarán s'associe à lui avant de devenir l'actionnaire principal. Les travaux sont lancés le 6 mai 1983 et le parc est inauguré la même année.
Les maquettes, enrichies d'un aménagement paysager, sont distribuées géographiquement le long d'un sentier parcouru par les visiteurs. Les modèles réduits sont construits à une échelle de 1:25 ou 1:33 avec des matériaux résistants aux intempéries. Ils bénéficient d'une éclairage adapté et sont installés sur un sol bien drainé.

## Maquettes exposées

### Barcelone

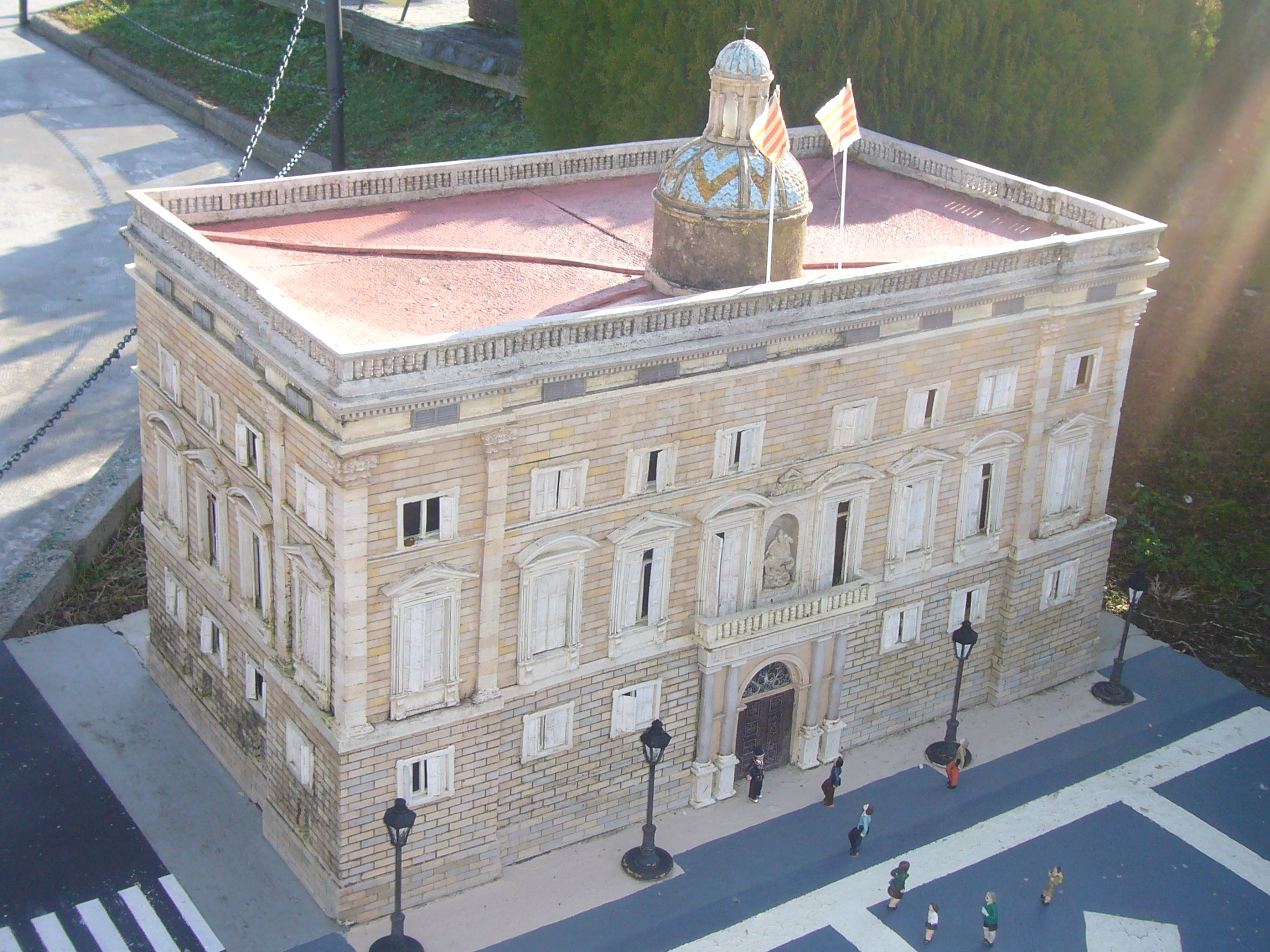
Palais de la Generalitat de Catalogne
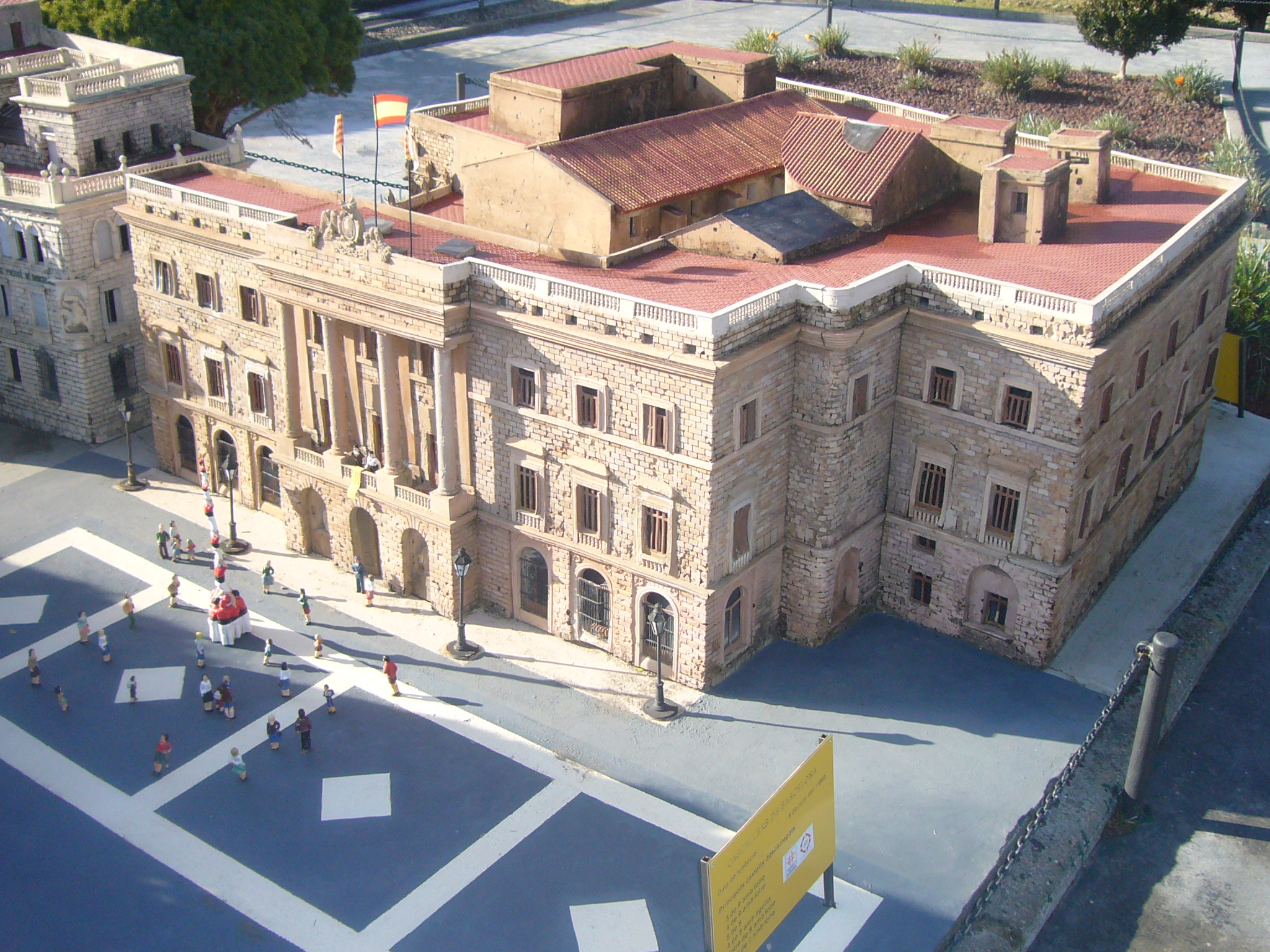
Casa de la Ciudad de Barcelona
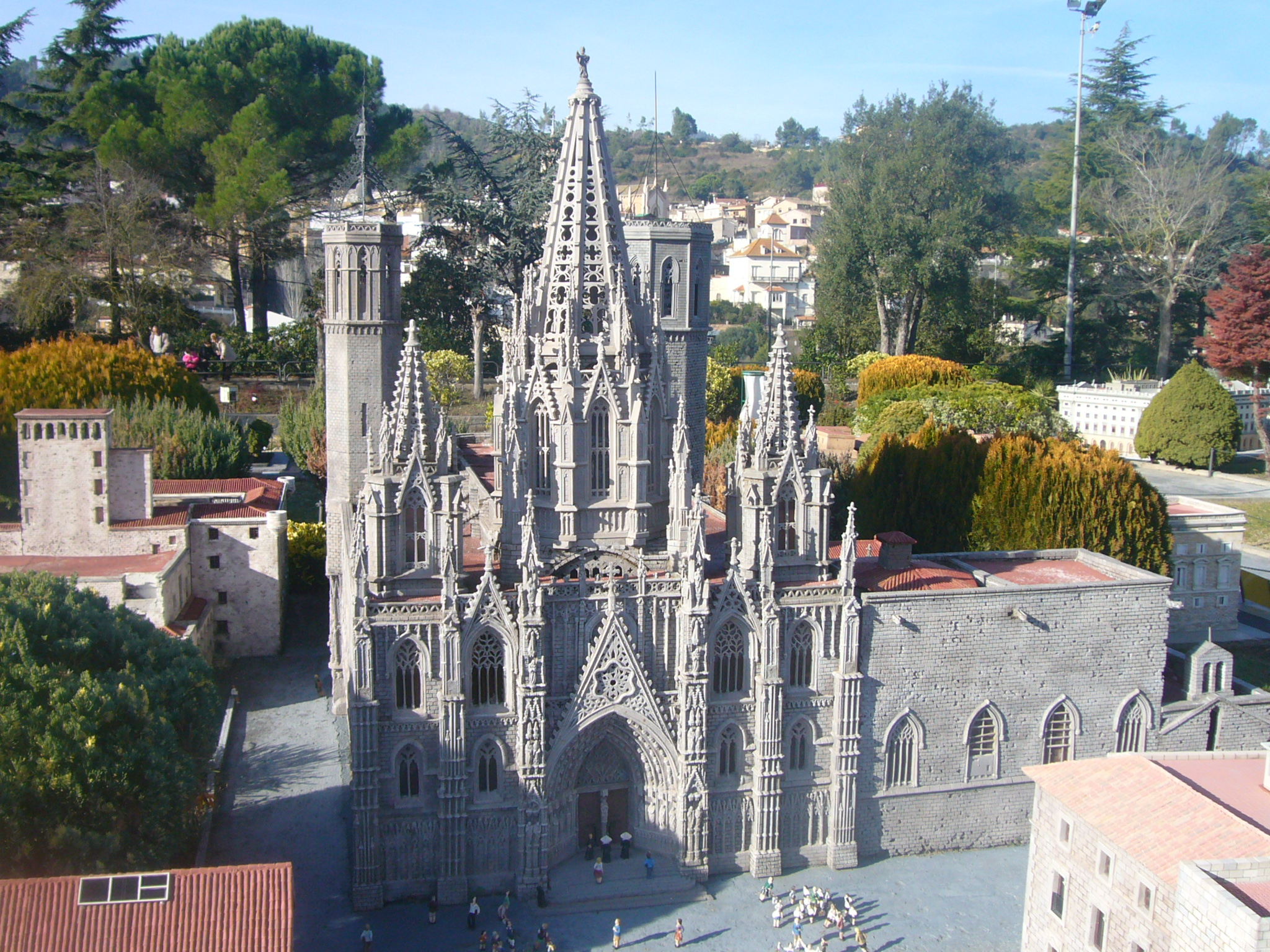
Cathédrale Sainte-Croix de Barcelone.
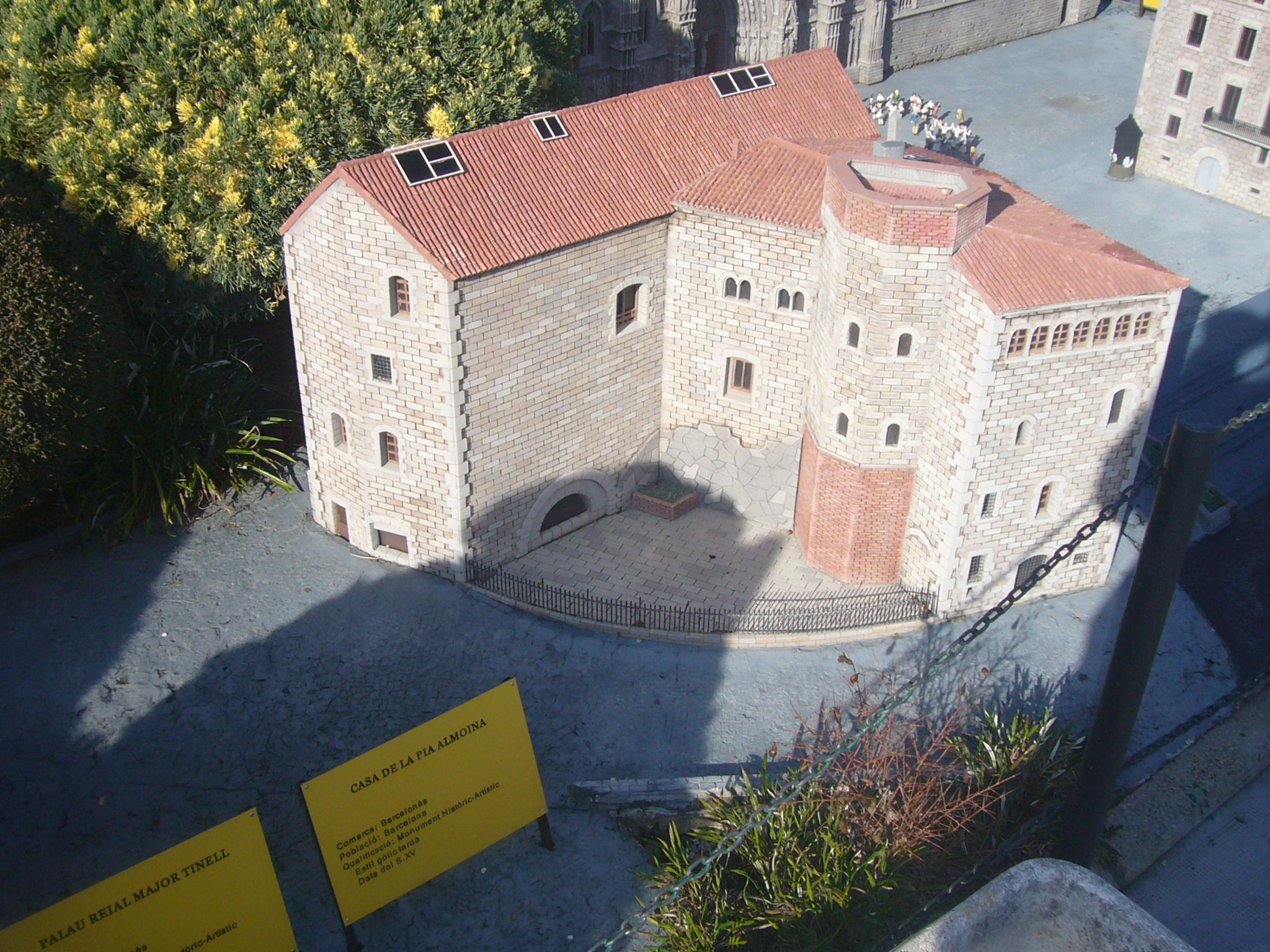
Musée diocésain de Barcelone.
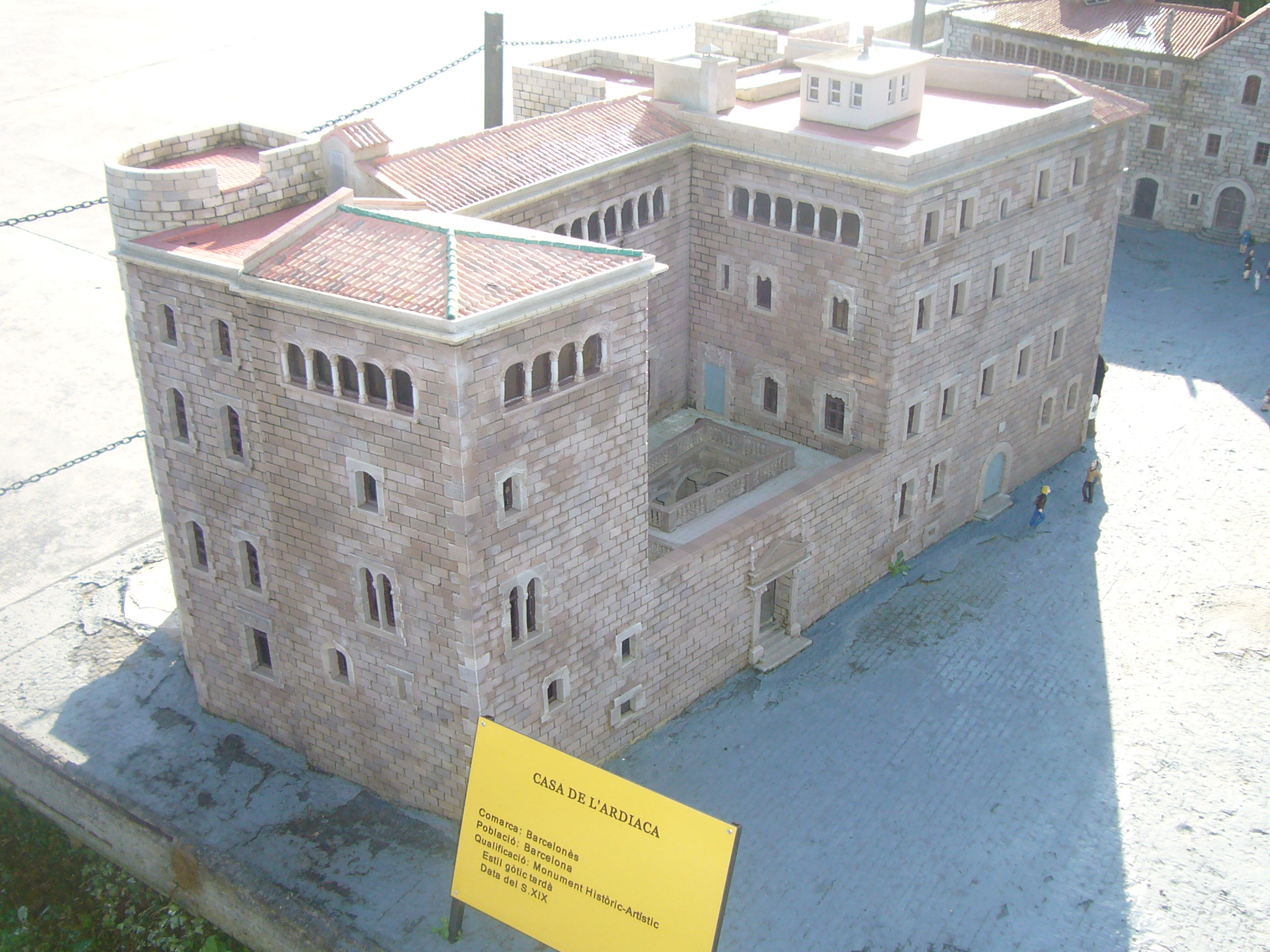
La casa de l'Ardiaca.
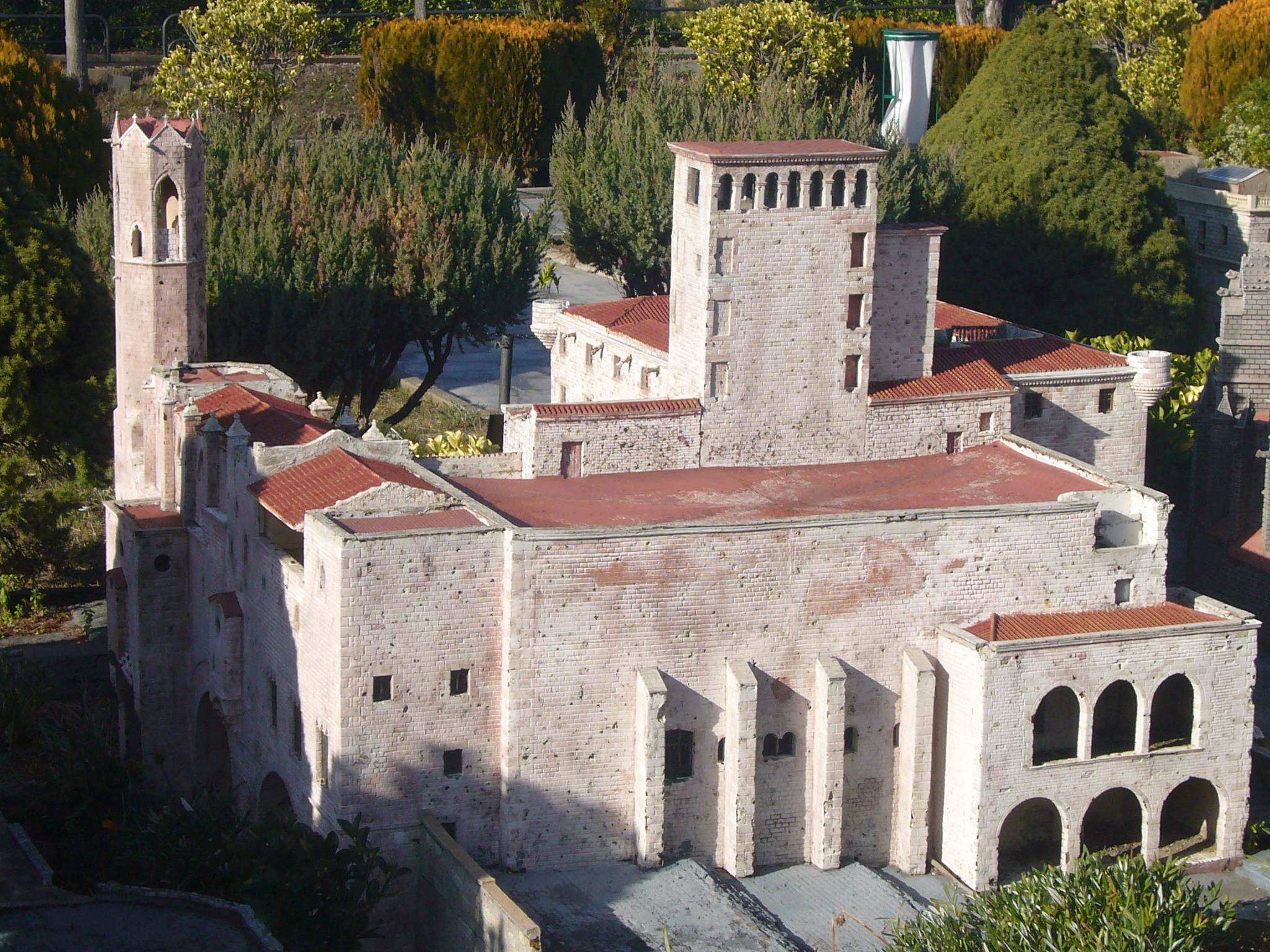
Palais Real Mayor de Barcelone et la chapelle Santa Ágata.
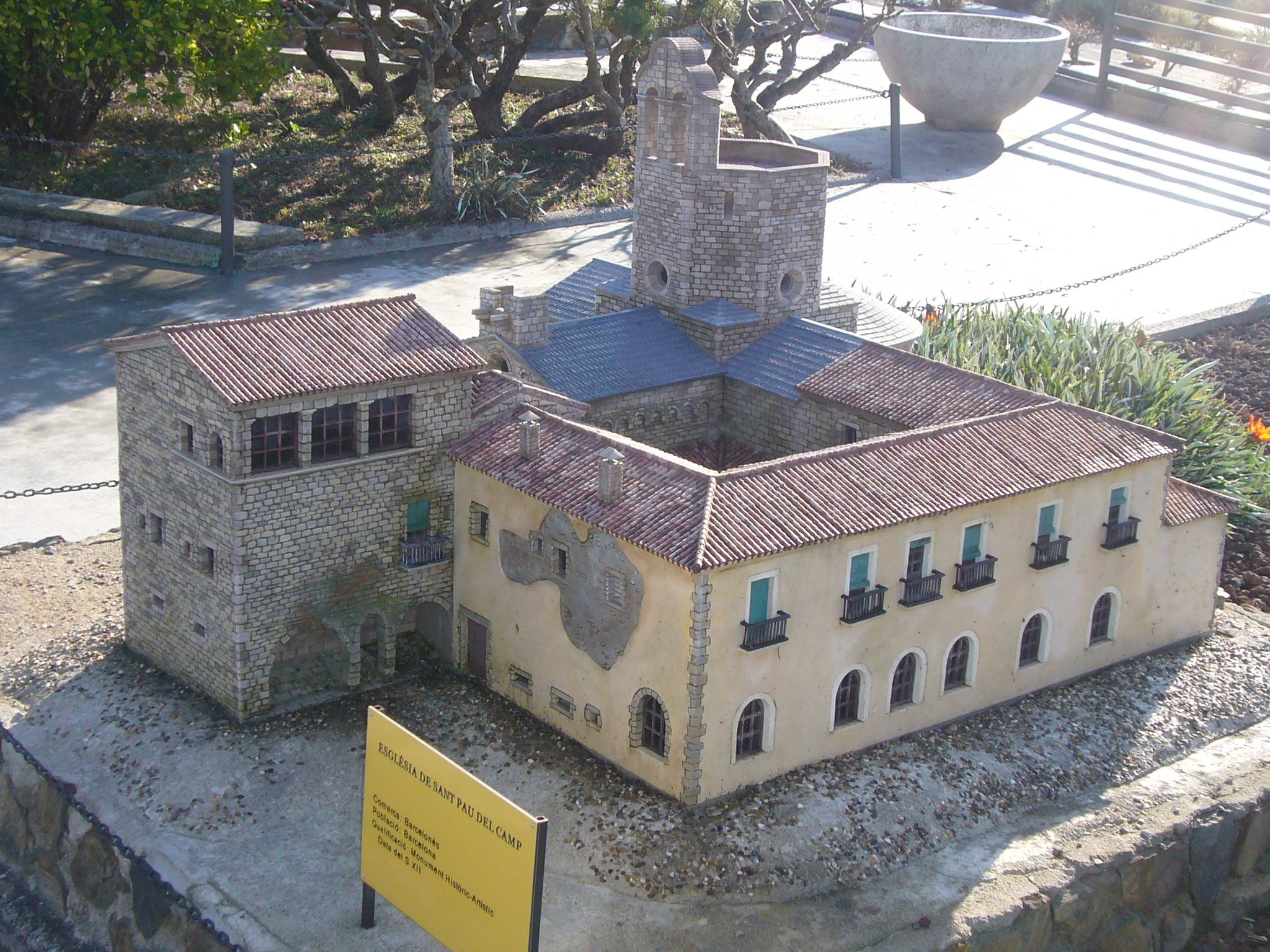
Le monastère de San Pablo del Campo.
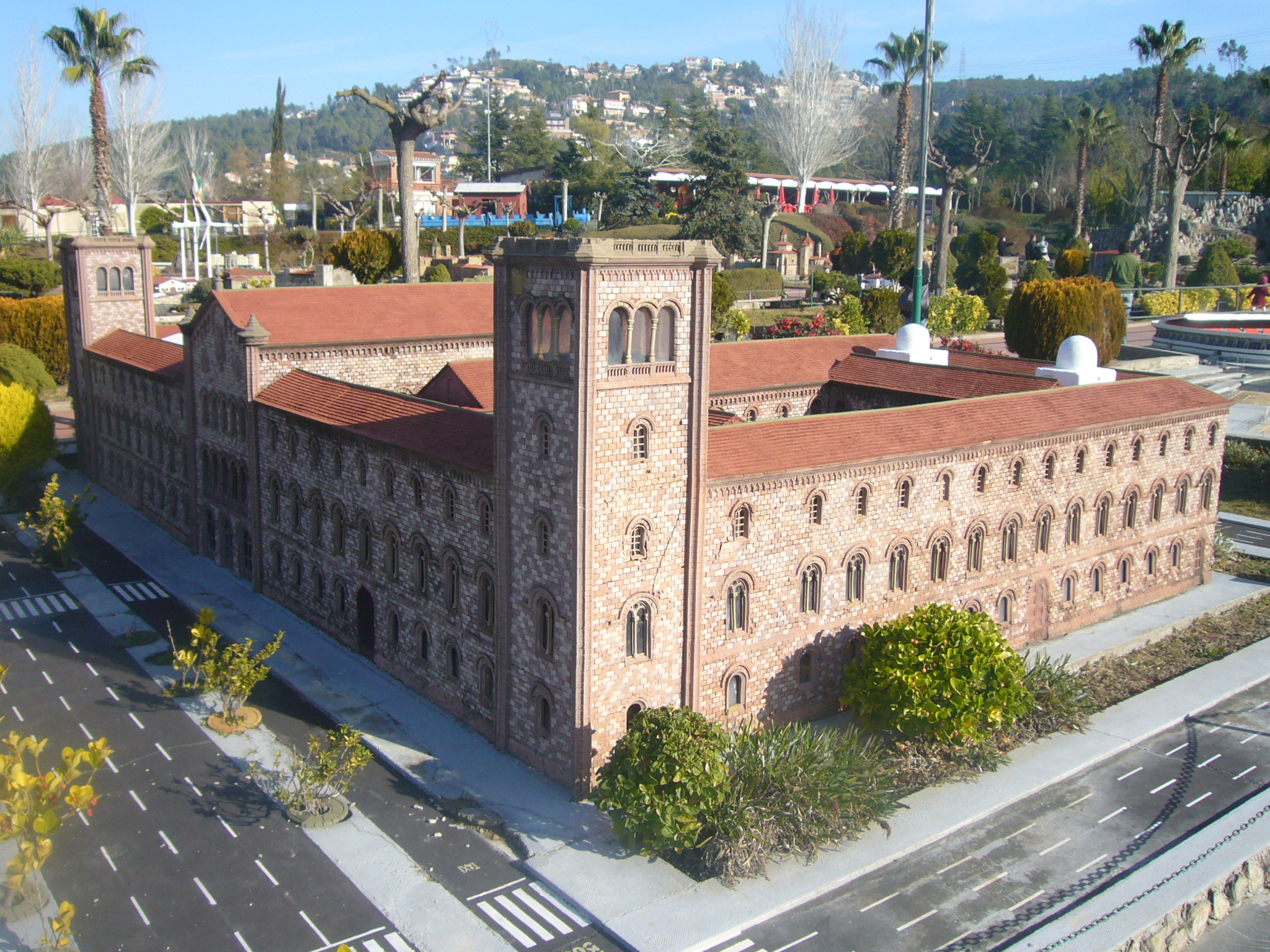
Université de Barcelone.
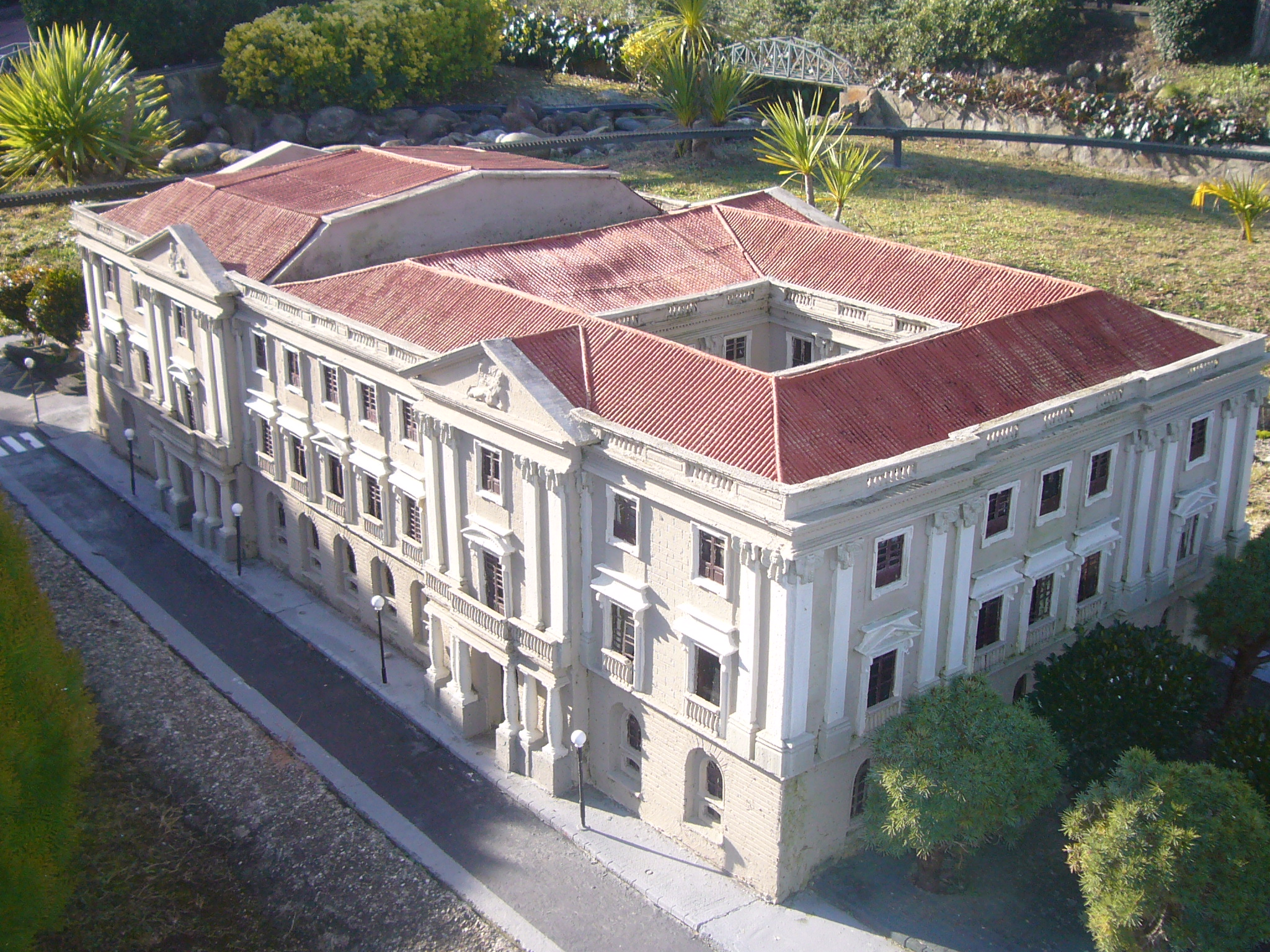
La Loge de mer de Barcelone.
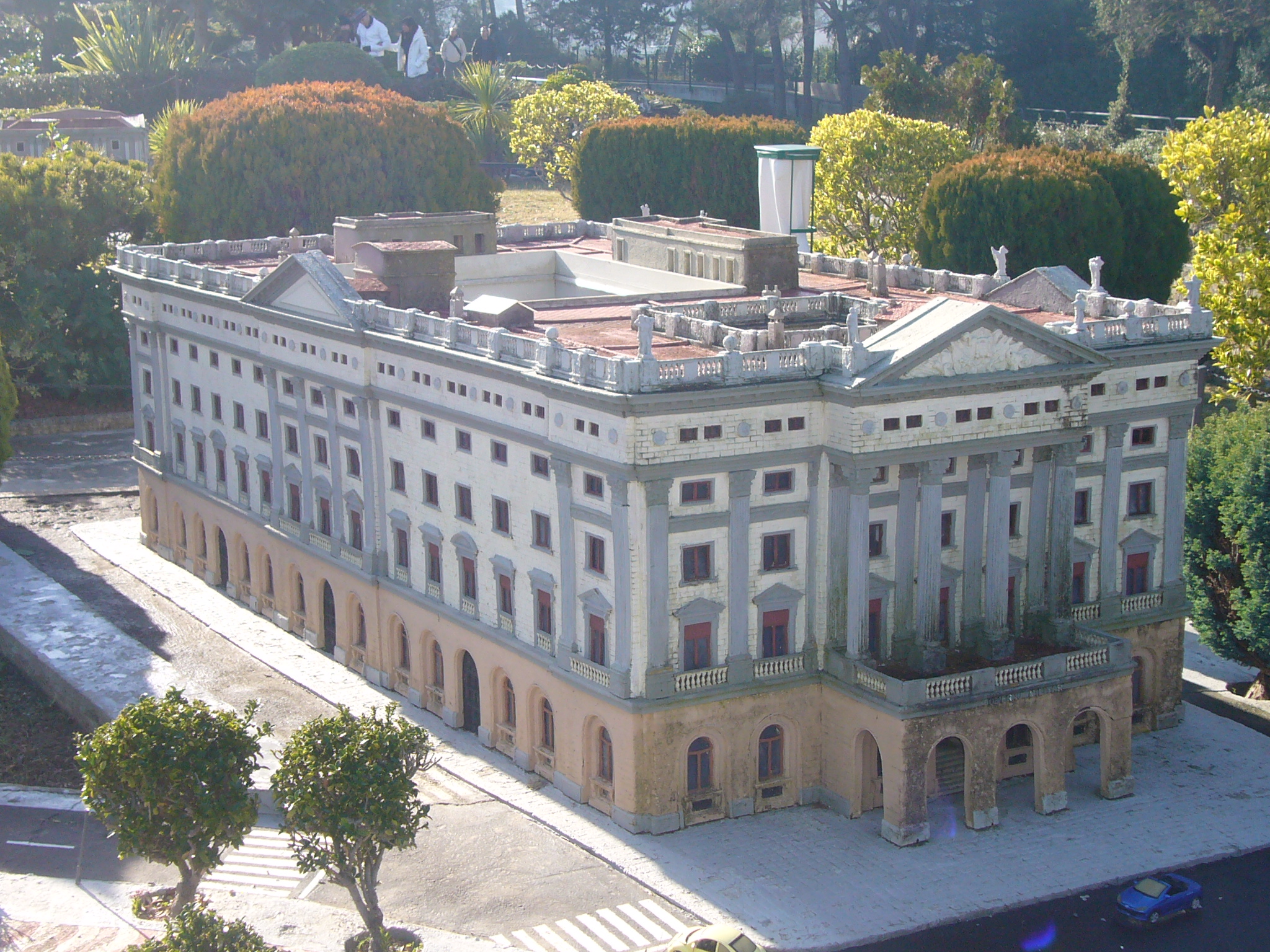
Edificio del Gobierno Militar.
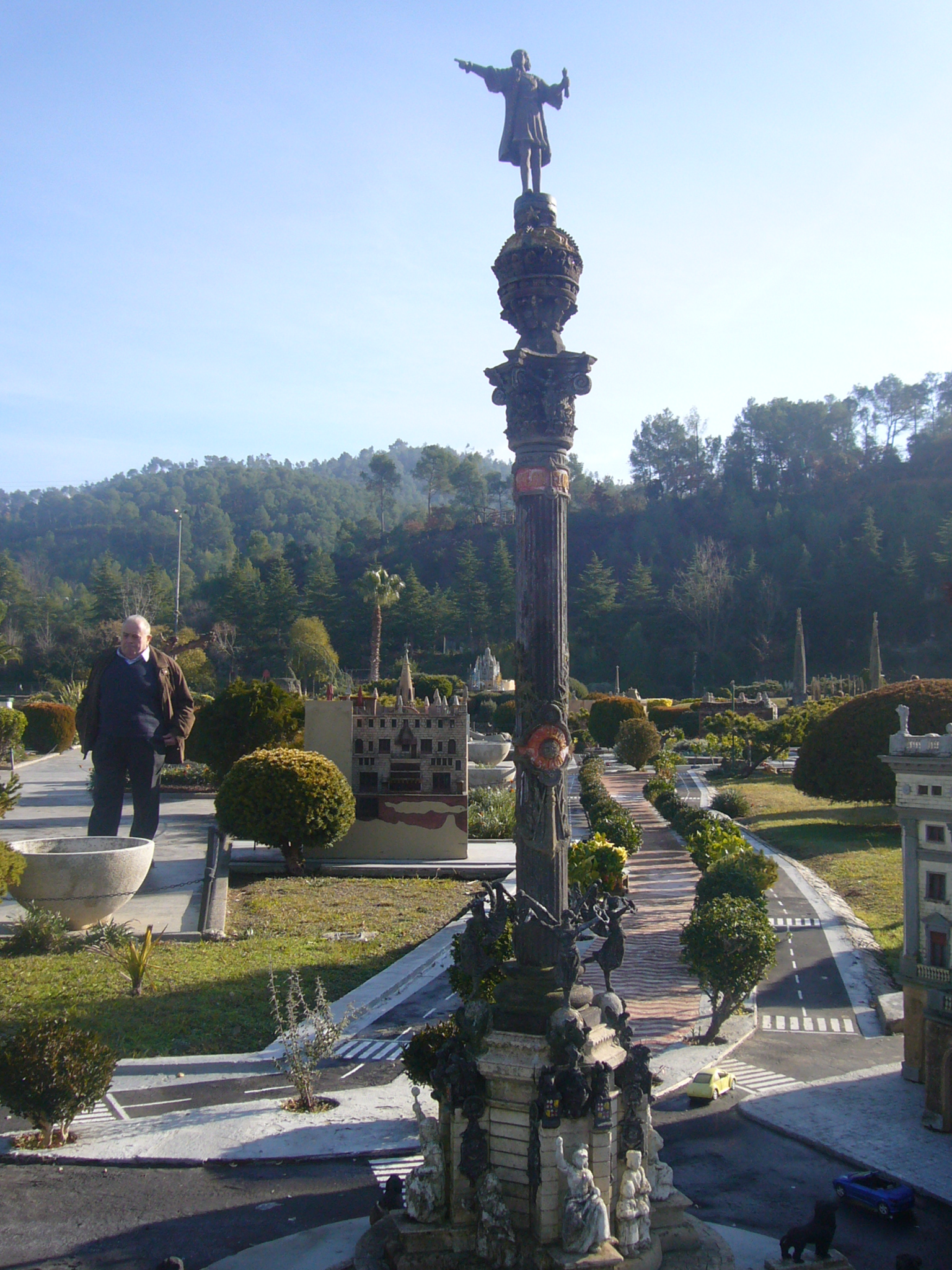
Colonne Christophe Colomb de Barcelone.
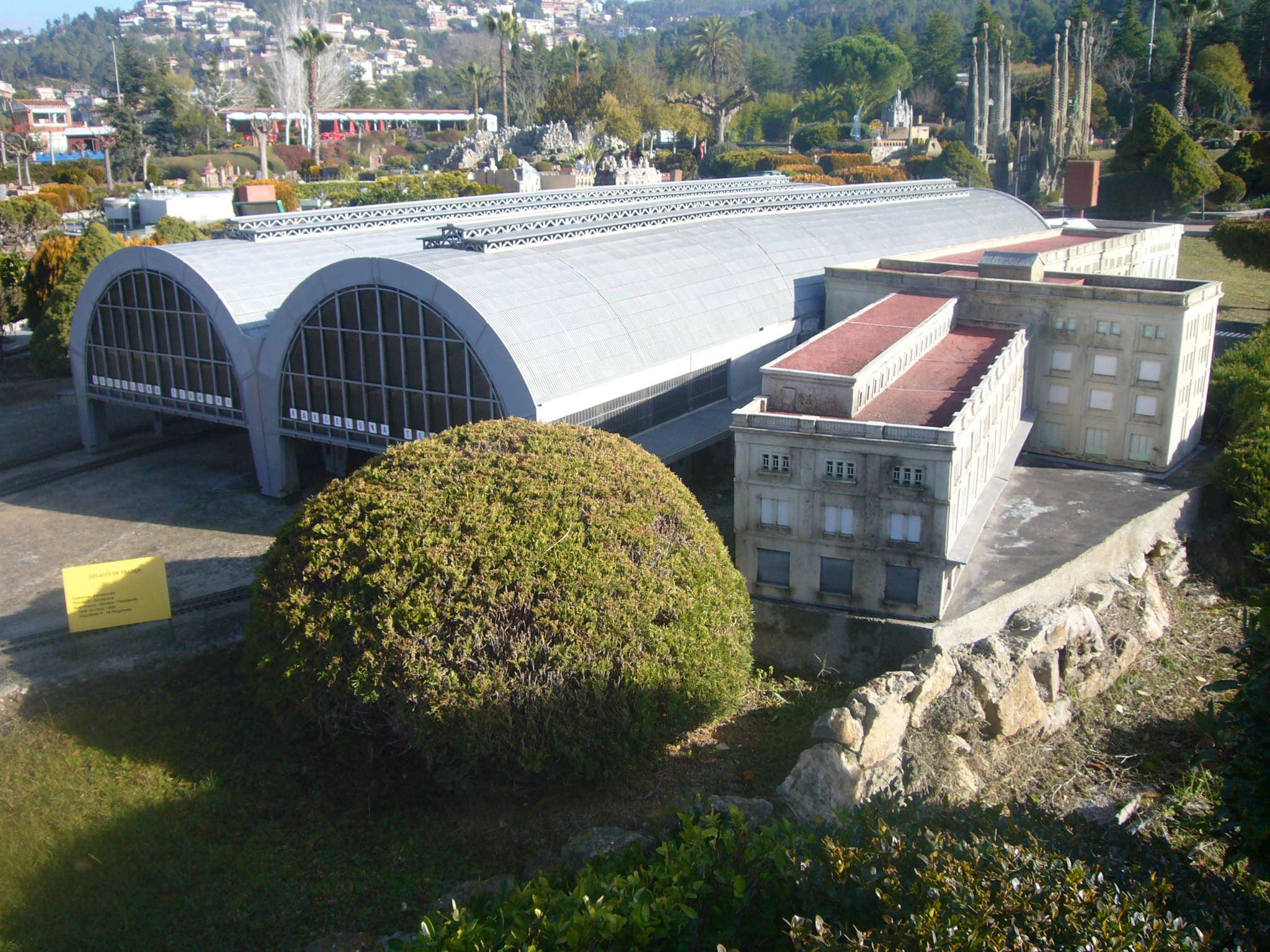
Gare de Barcelone-França.
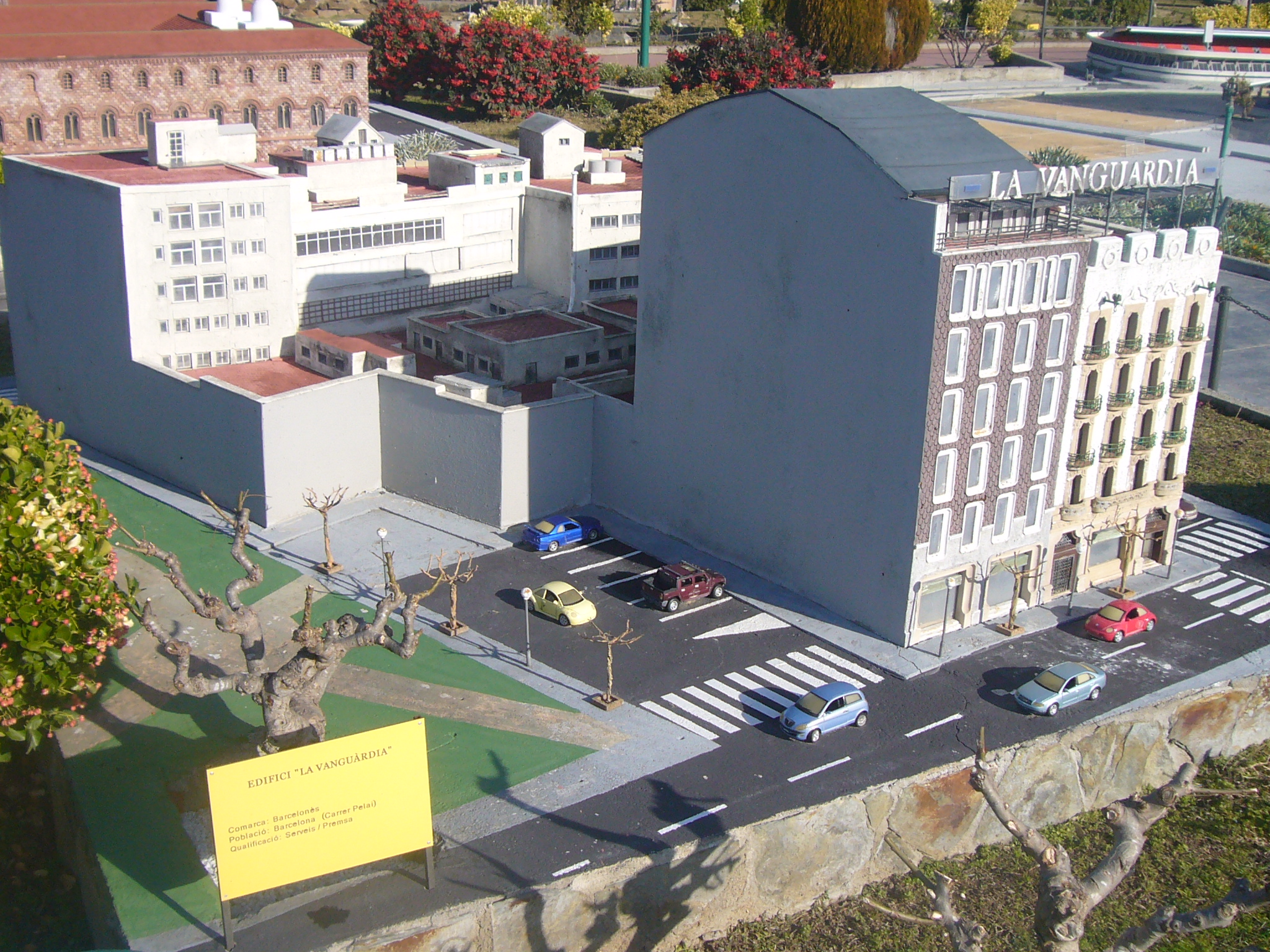
Ancien édifice de La Vanguardia.
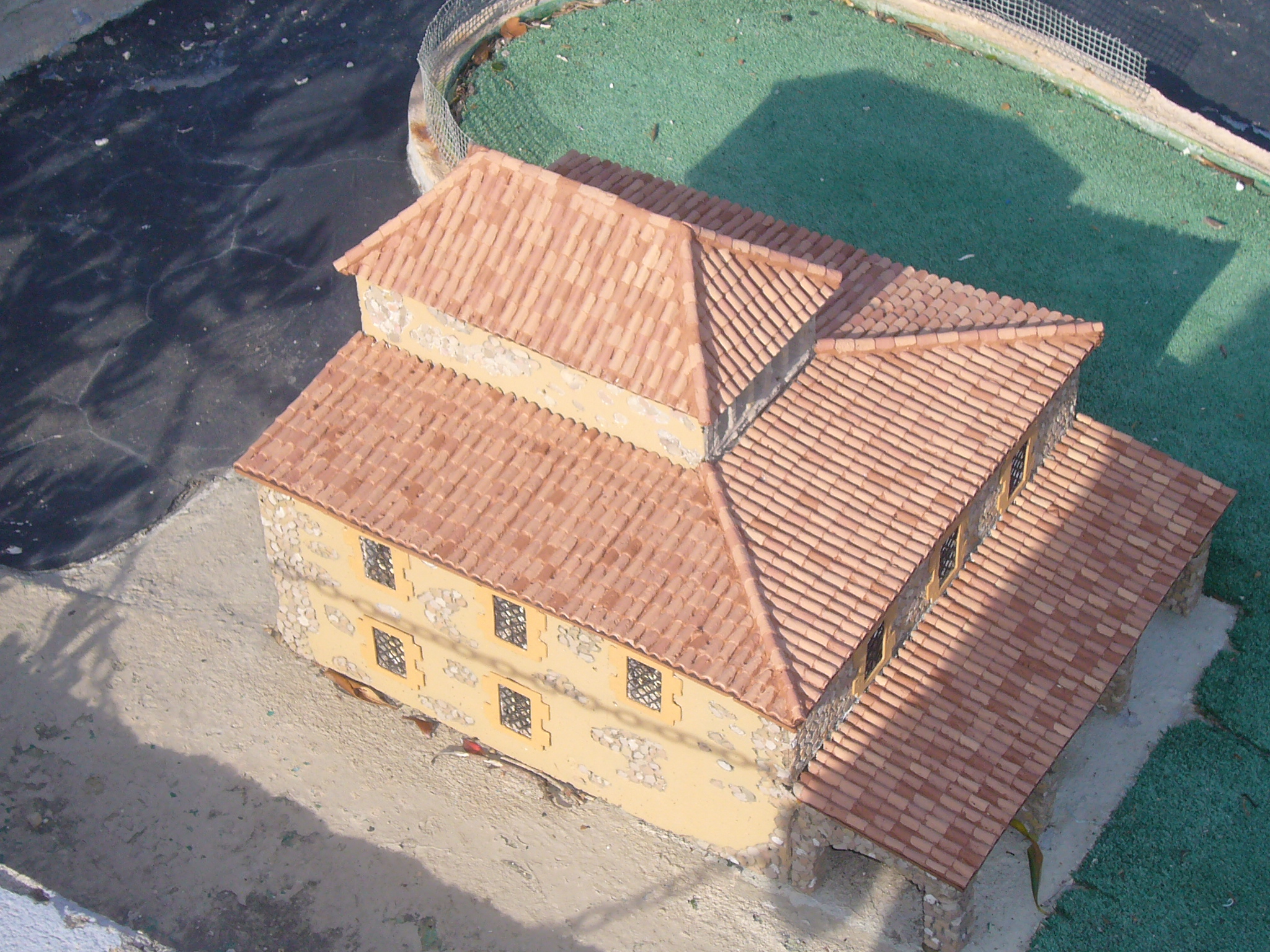
La Masía de Can Planas. du club de football FC Barcelona.
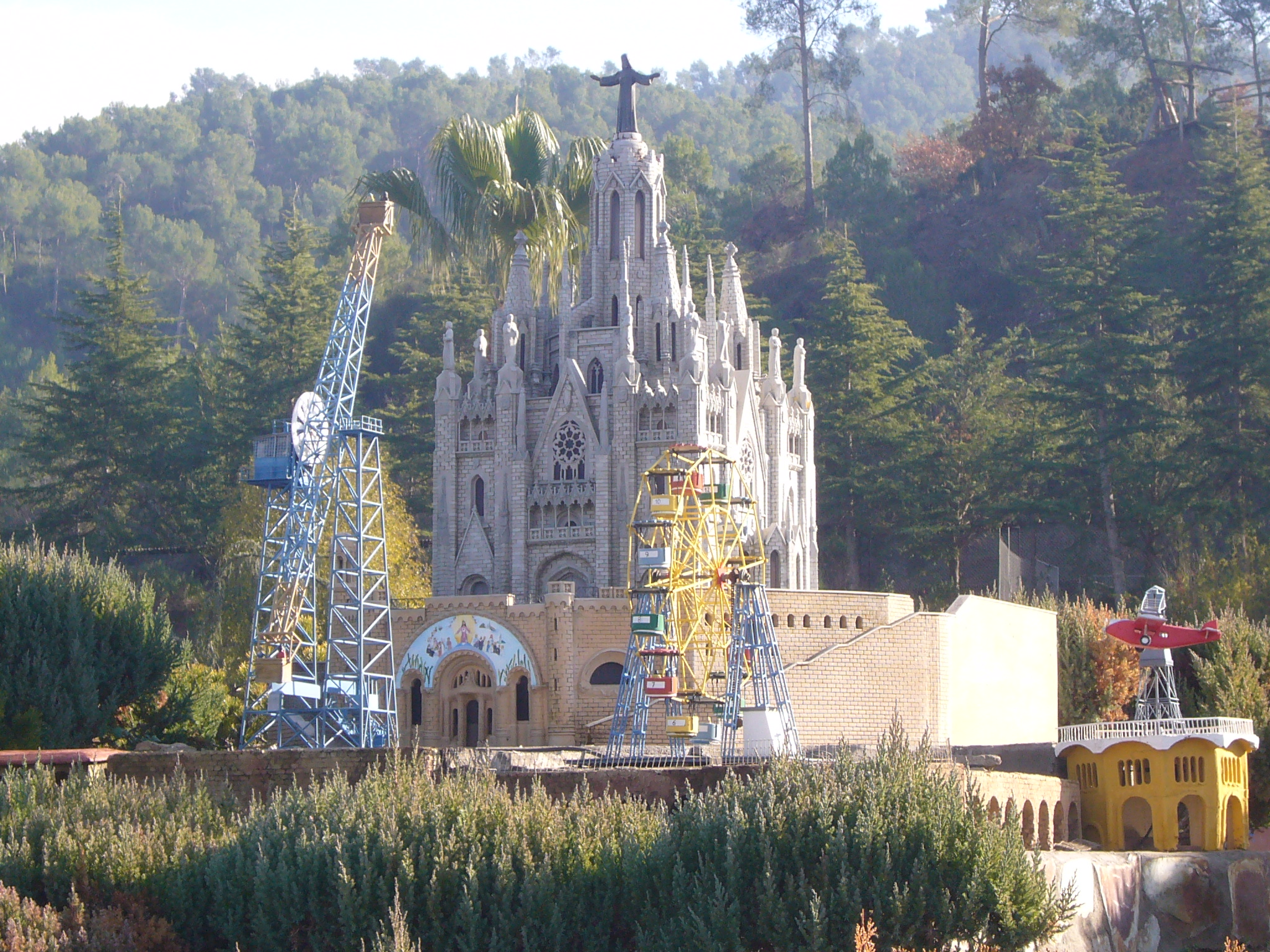
Parc d'attractions du Tibidabo à Barcelone.
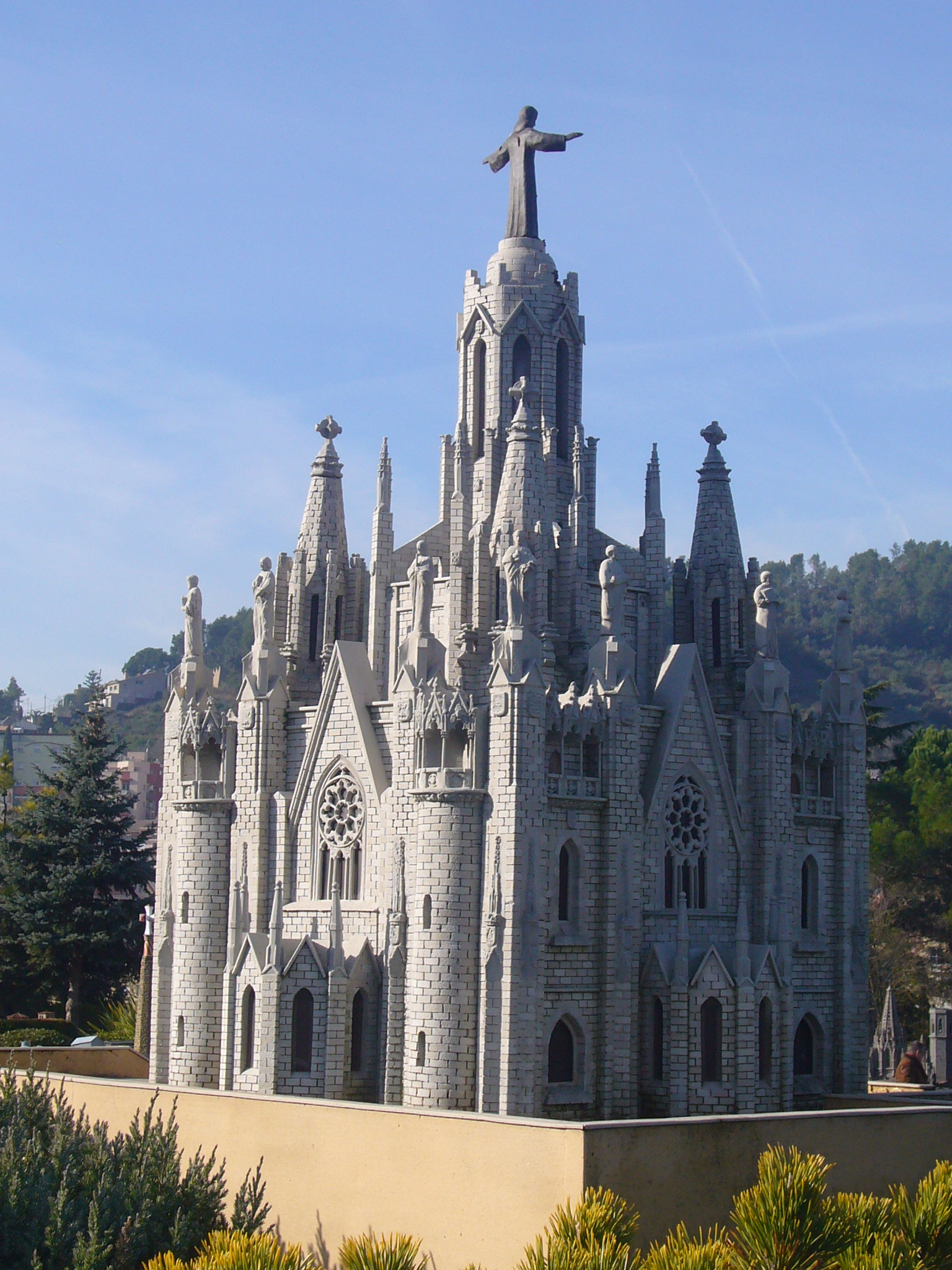
Le temple expiatoire de Sagrat Cor au Tibidabo.
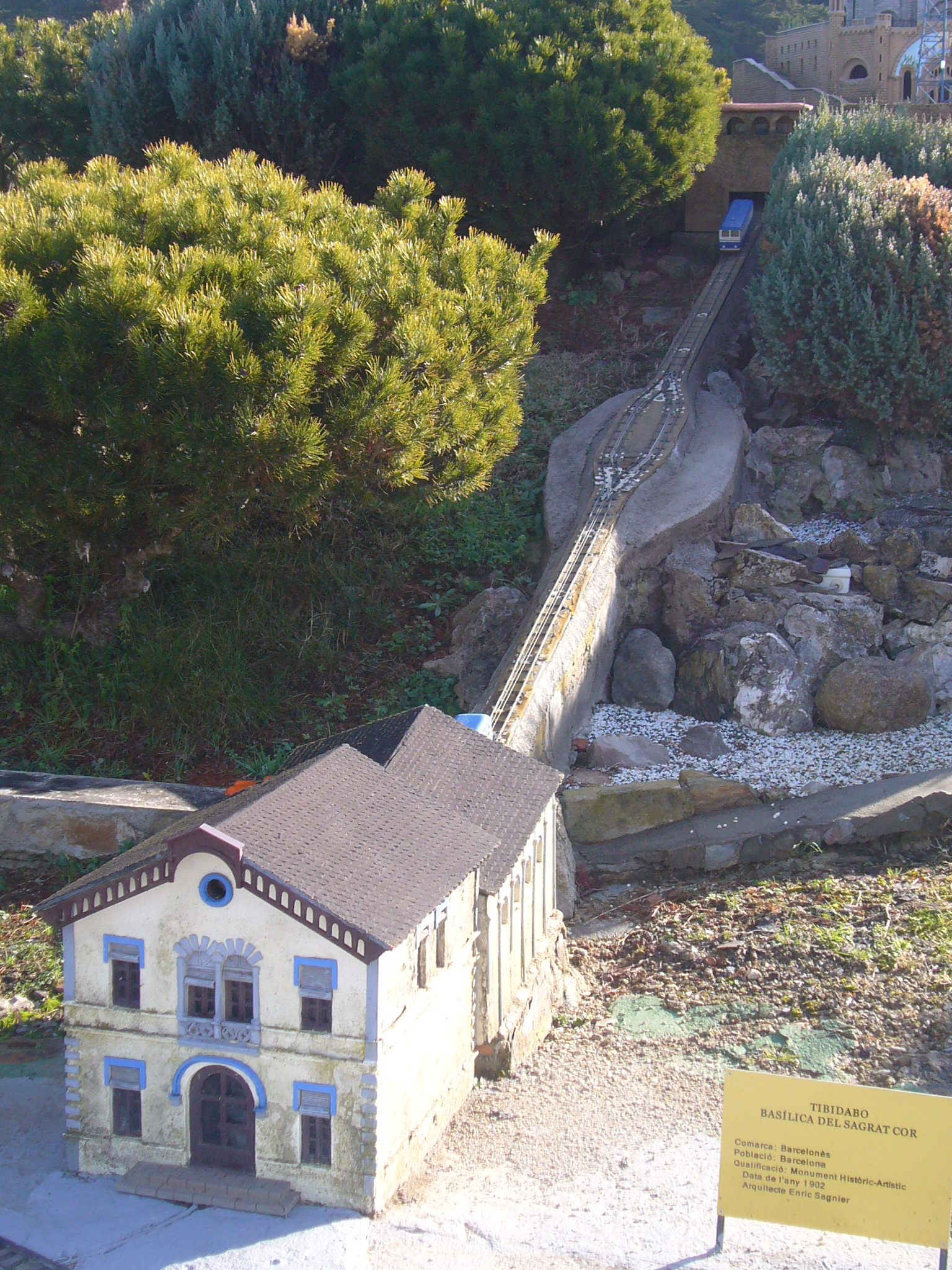
Funiculaire du Tibidabo.
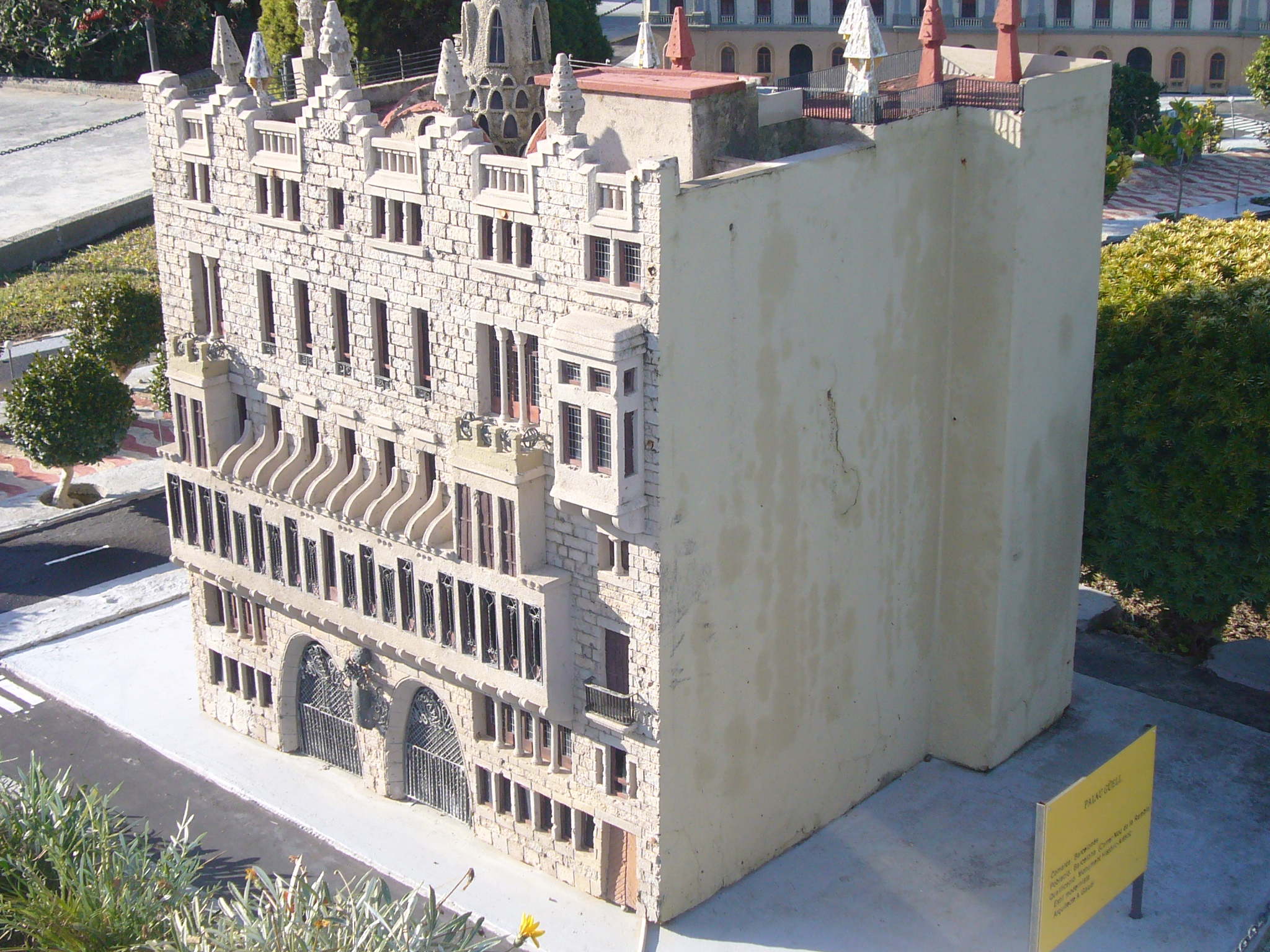
Le Palais Güell.
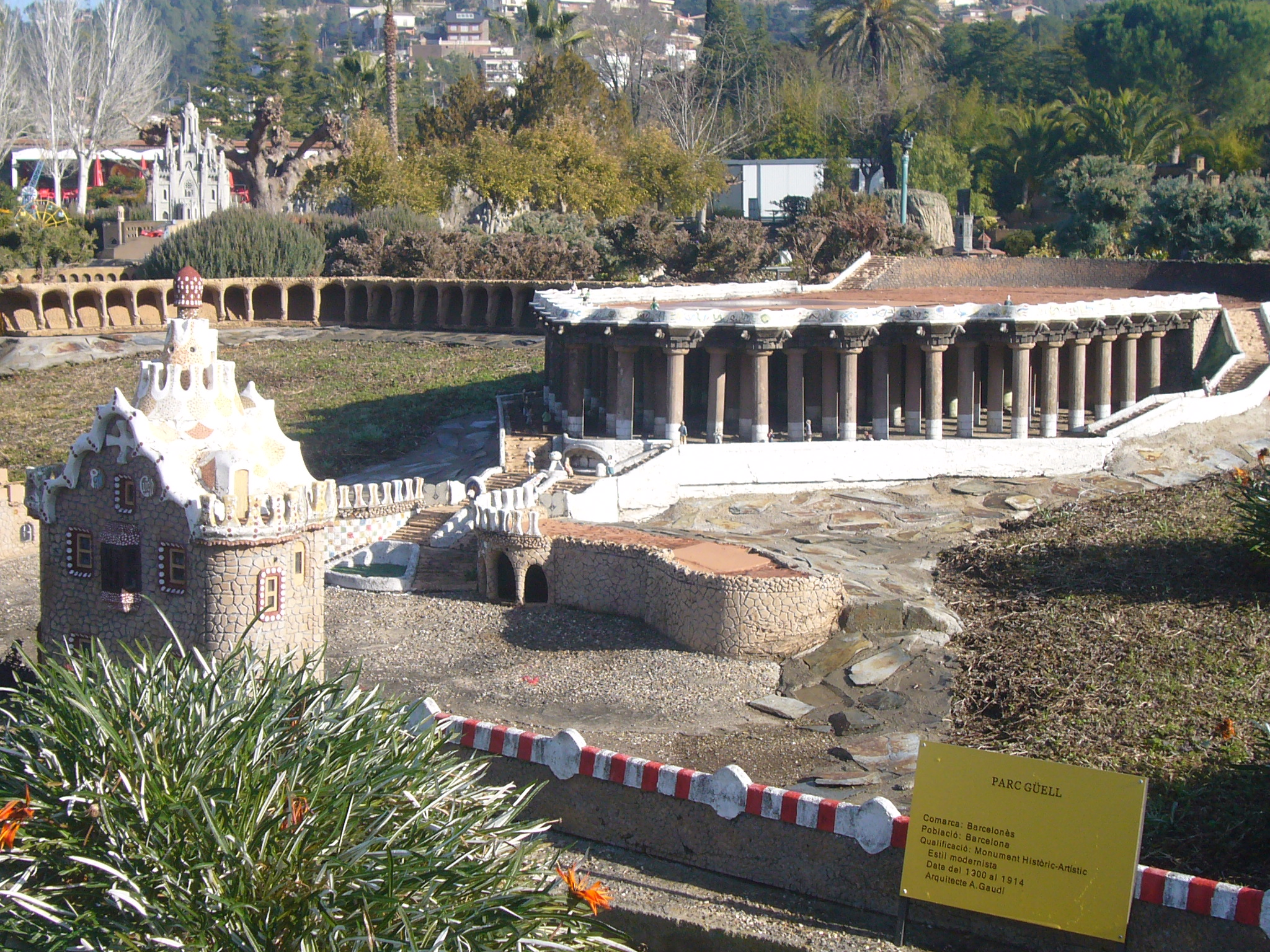
Le Parc Güell.
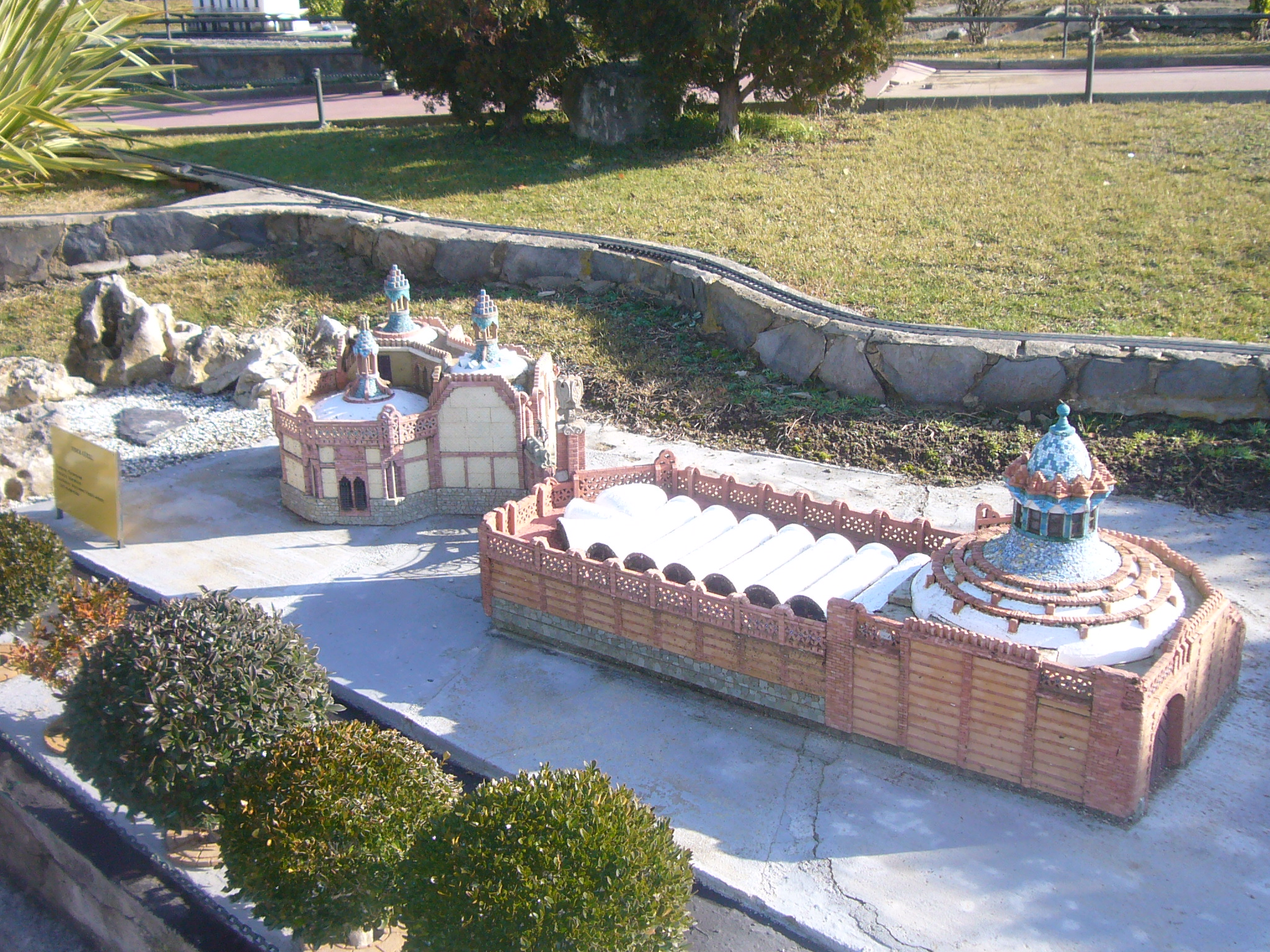
Le Pavillon Güell.
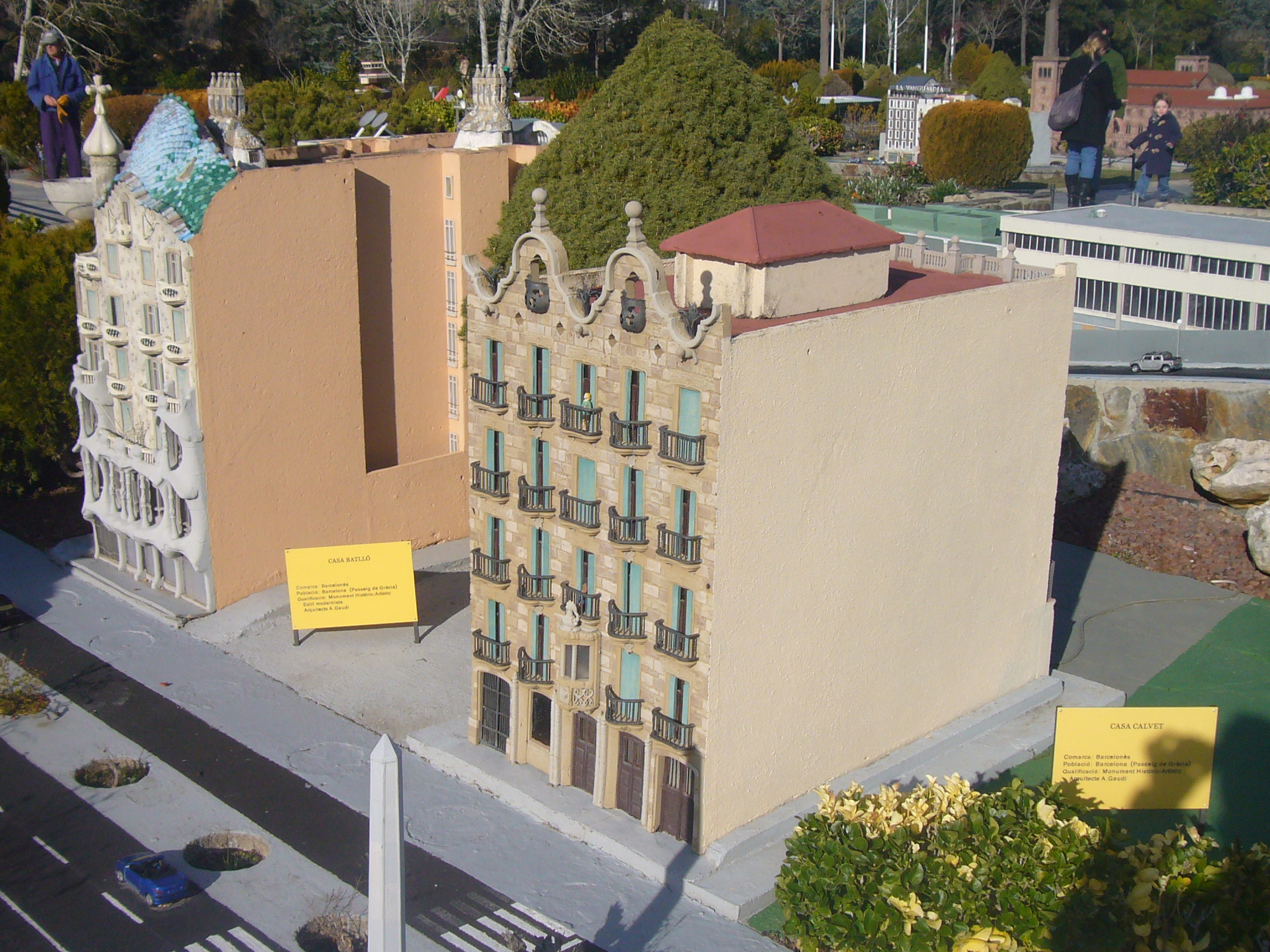
La Casa Batlló et la Casa Calvet.
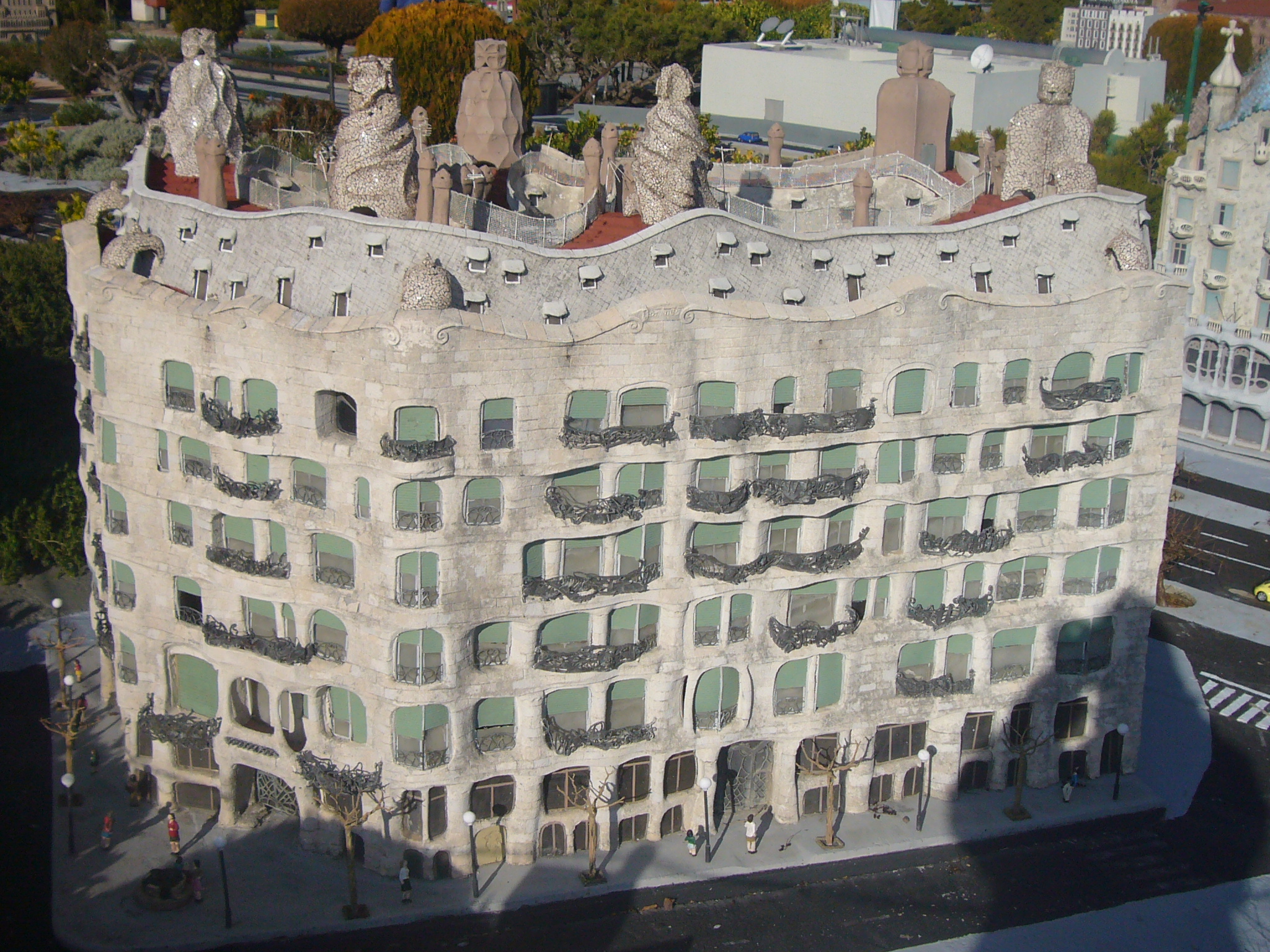
La Casa Milà (la Pedrera).
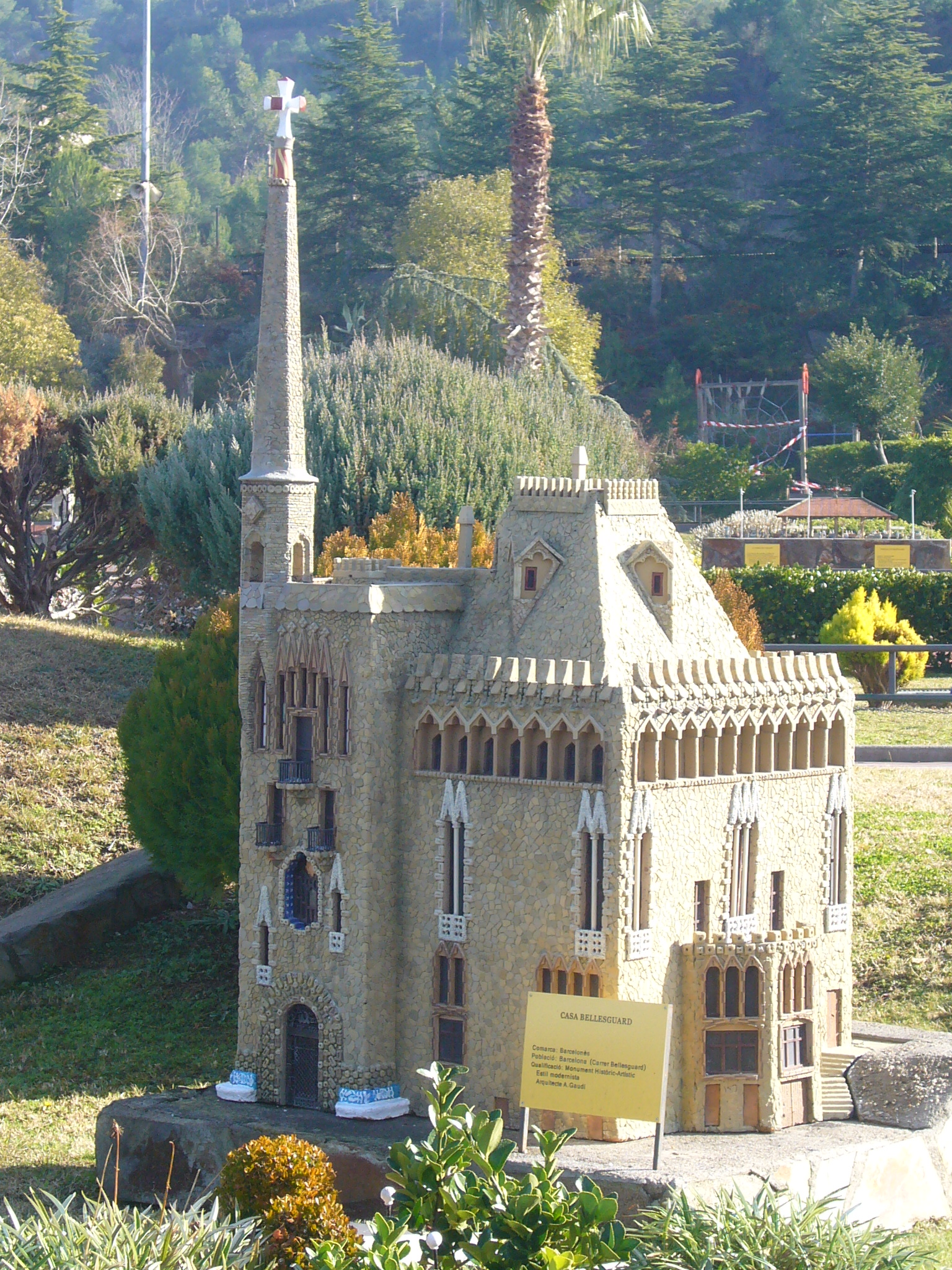
La Casa Bellesguard.
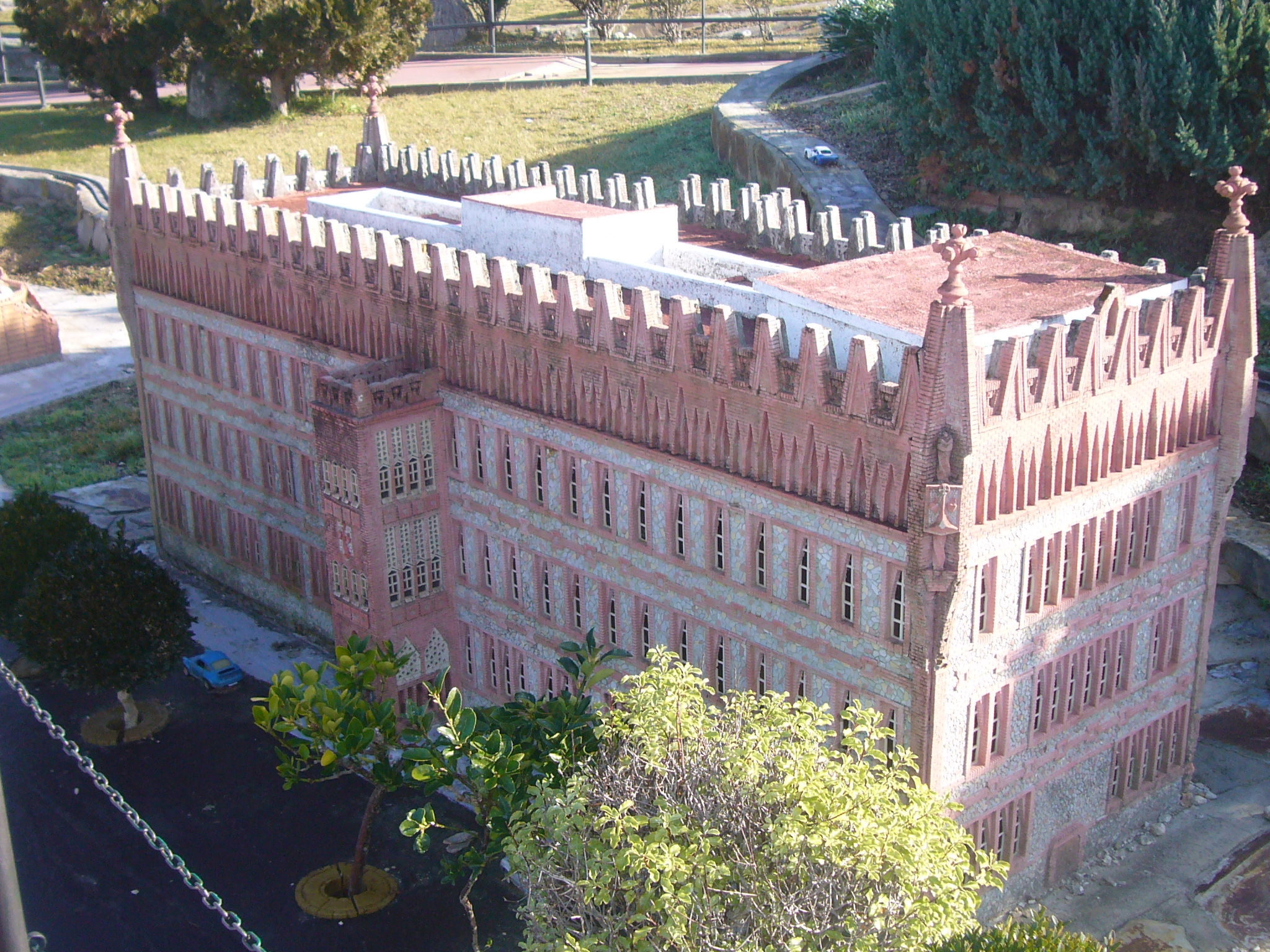
Le Collège Sainte-Thérèse.
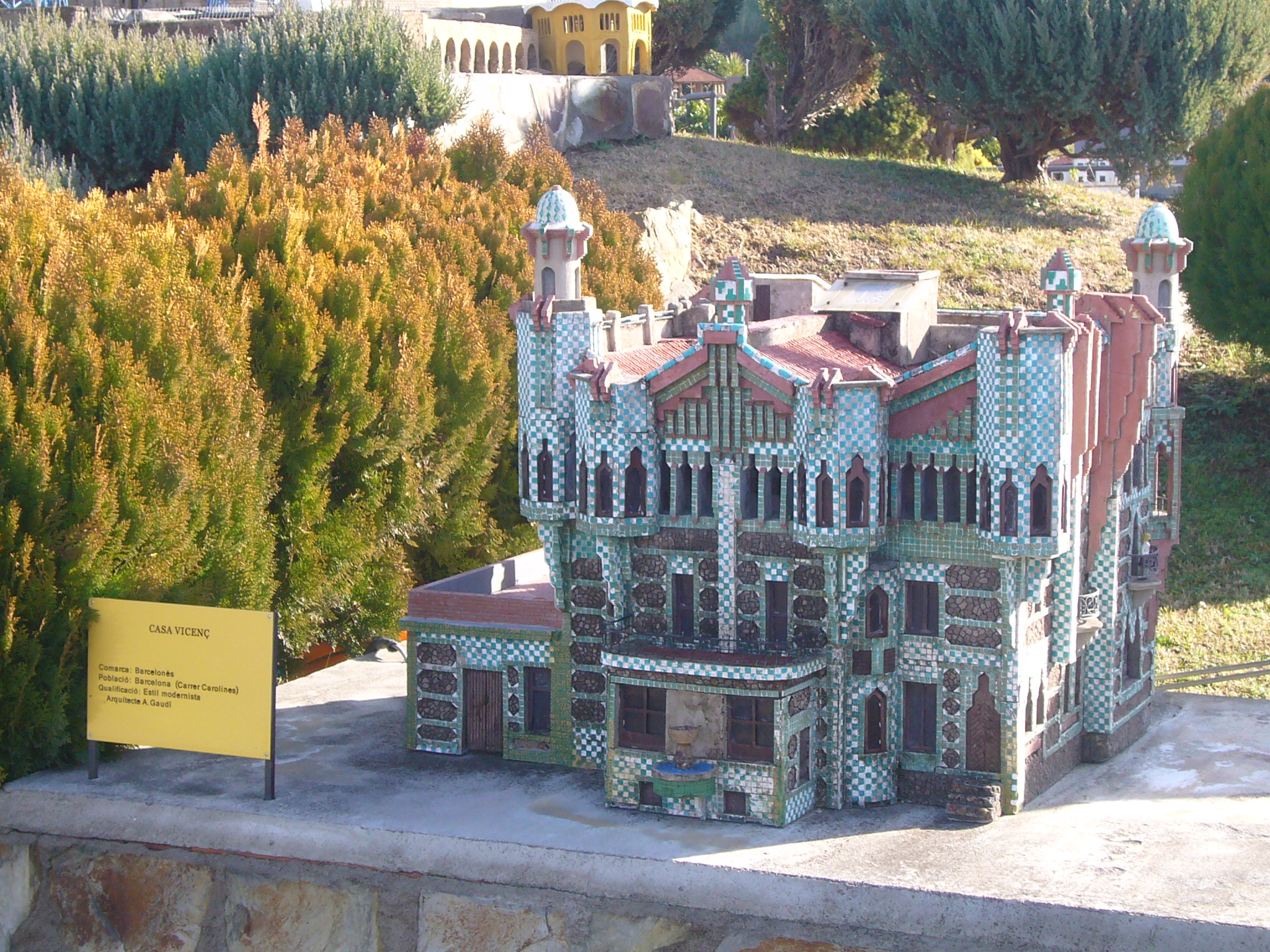
La Casa Vicens.
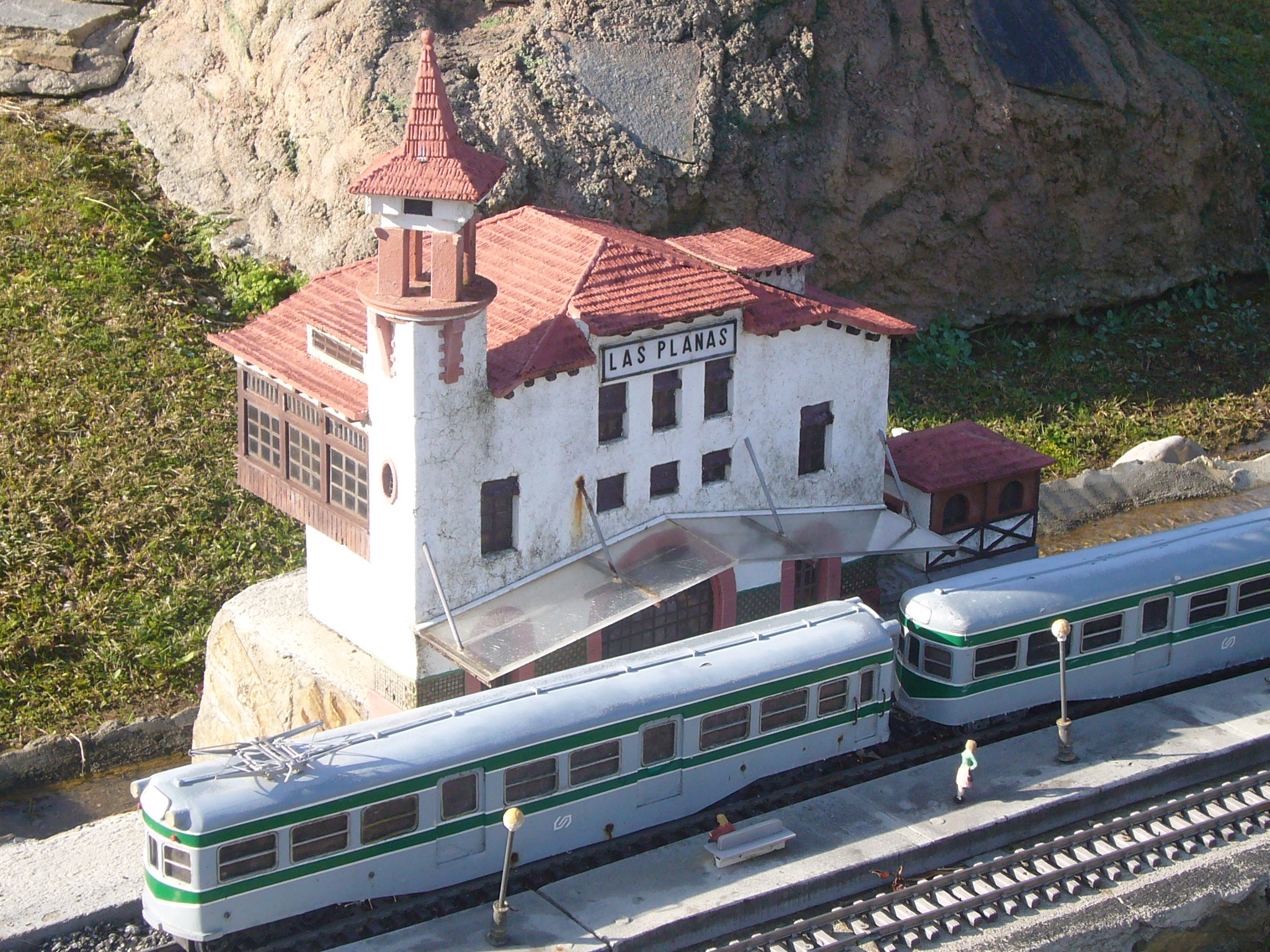
La gare de Les Planes d'Hostoles.
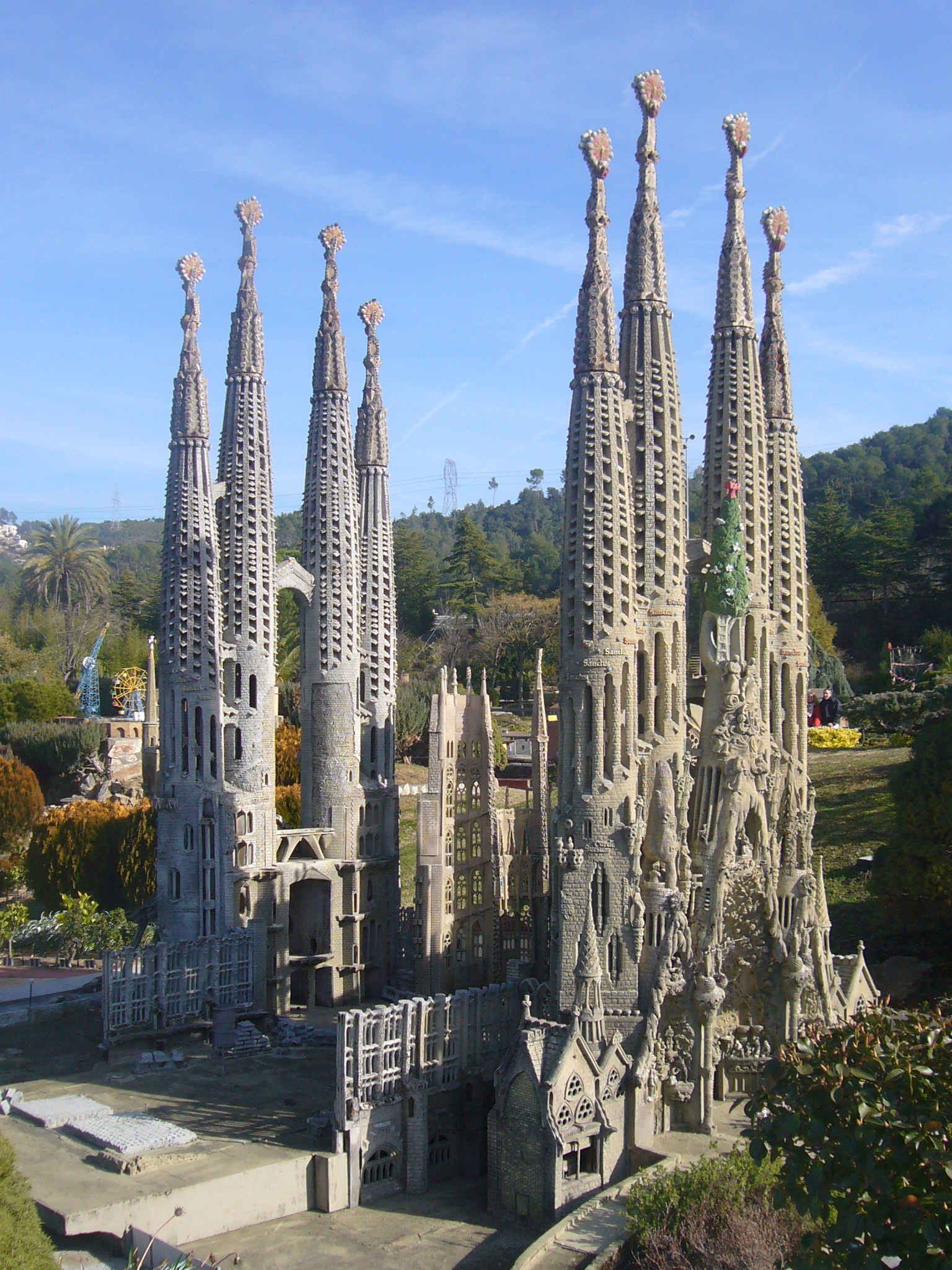
La Sagrada Familia
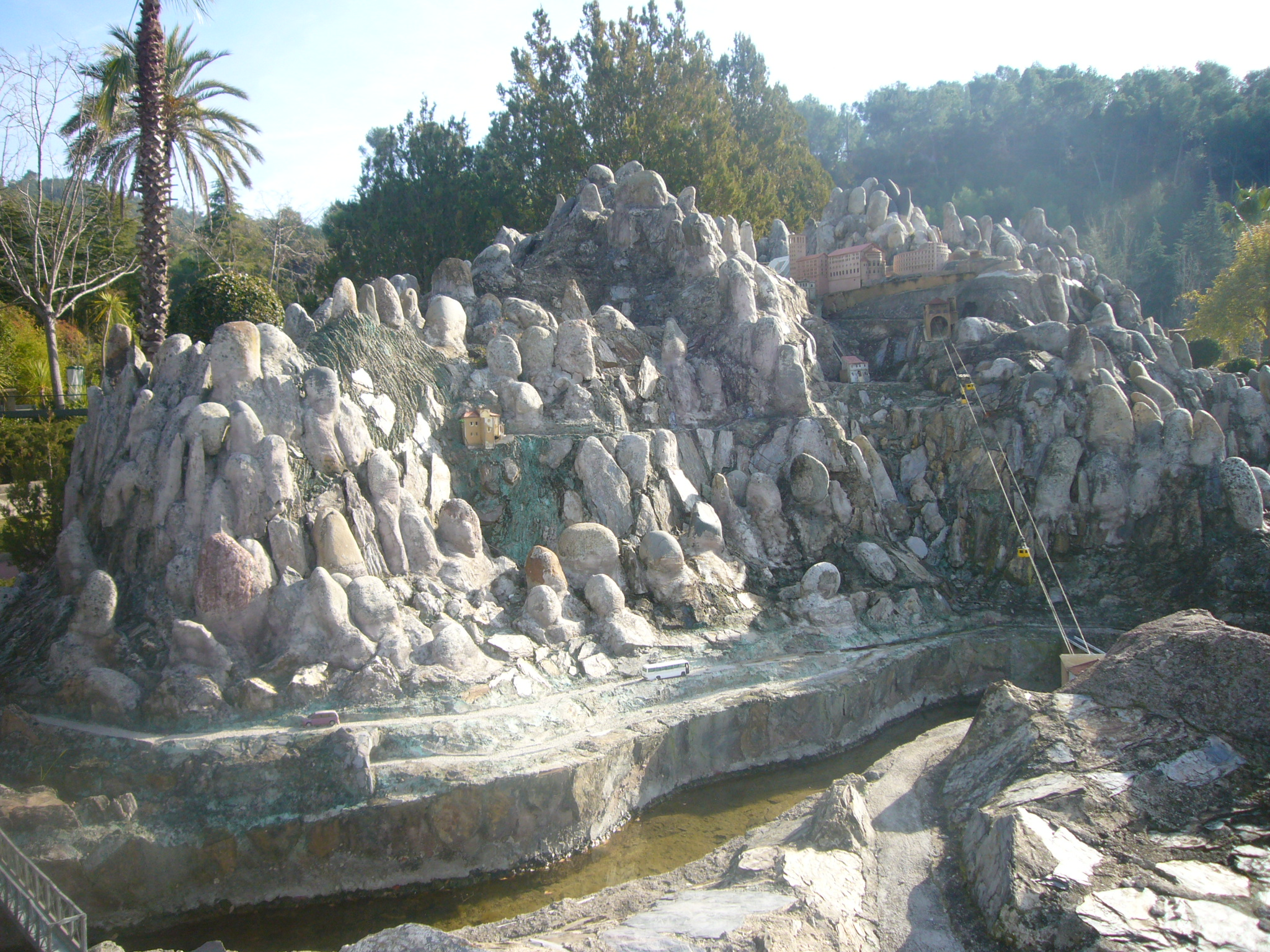
Le massif de Montserrat
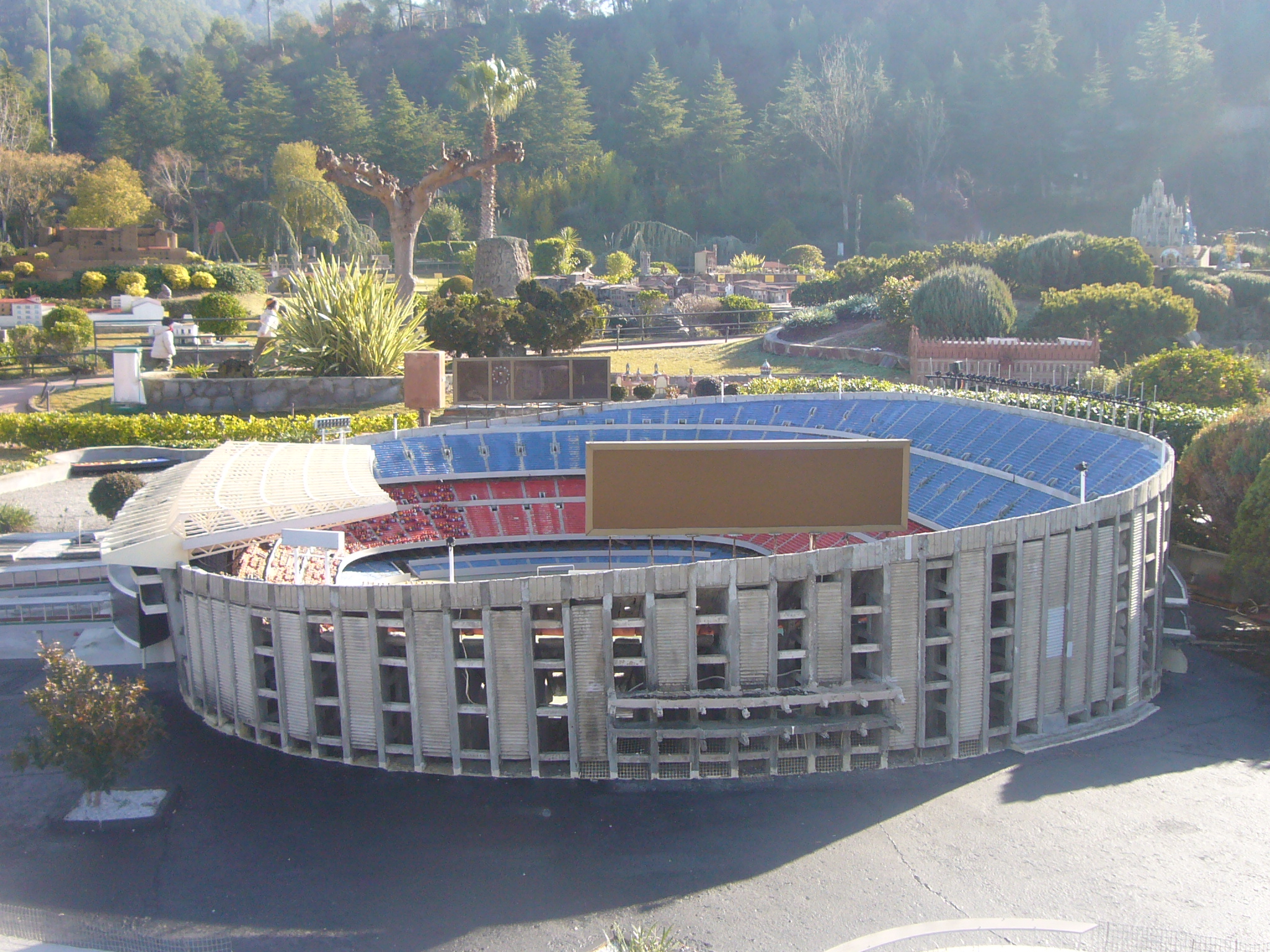
Le stade Camp Nou

### Province de Barcelone

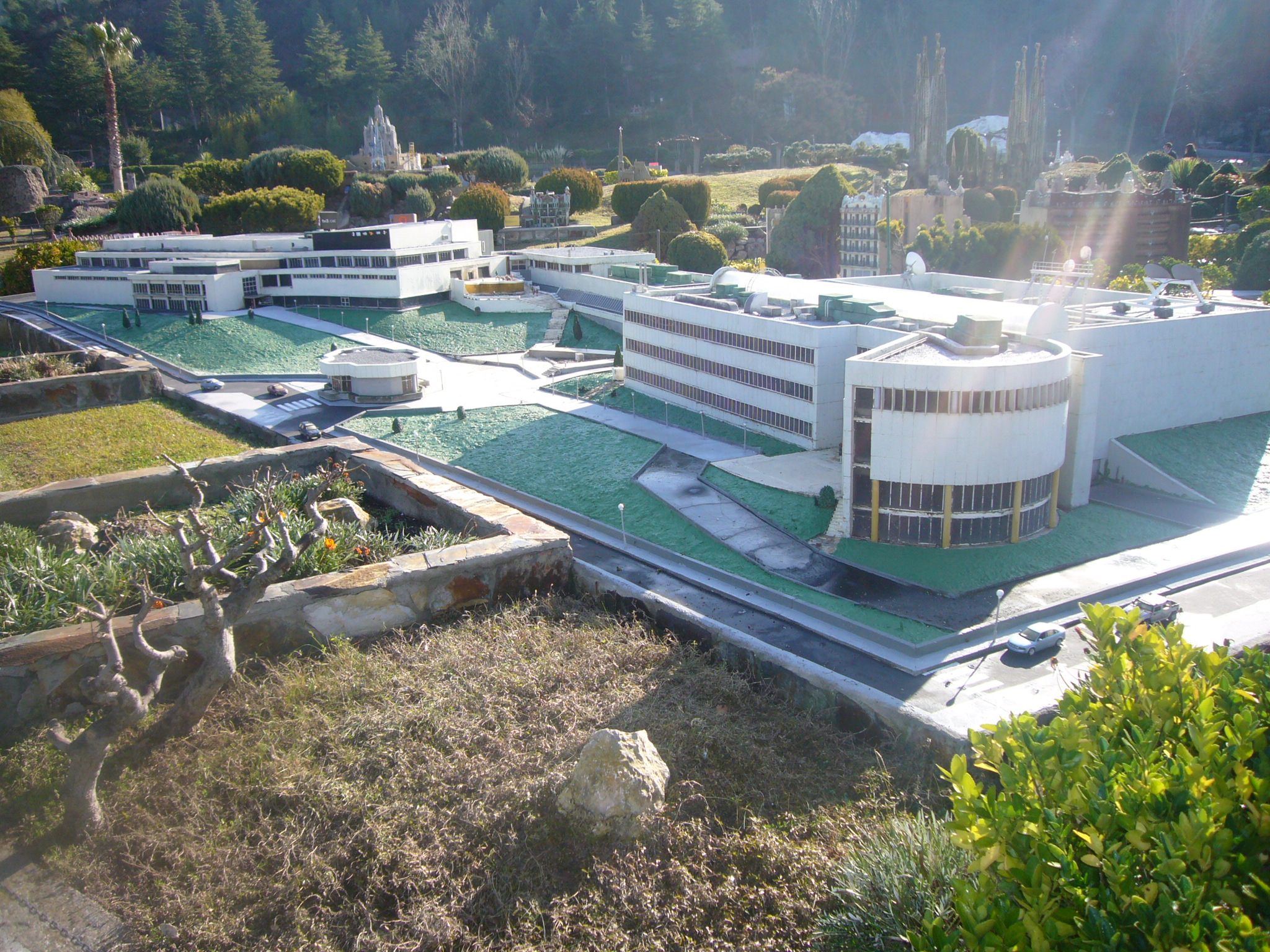
Le siège de la Televisió de Catalunya.
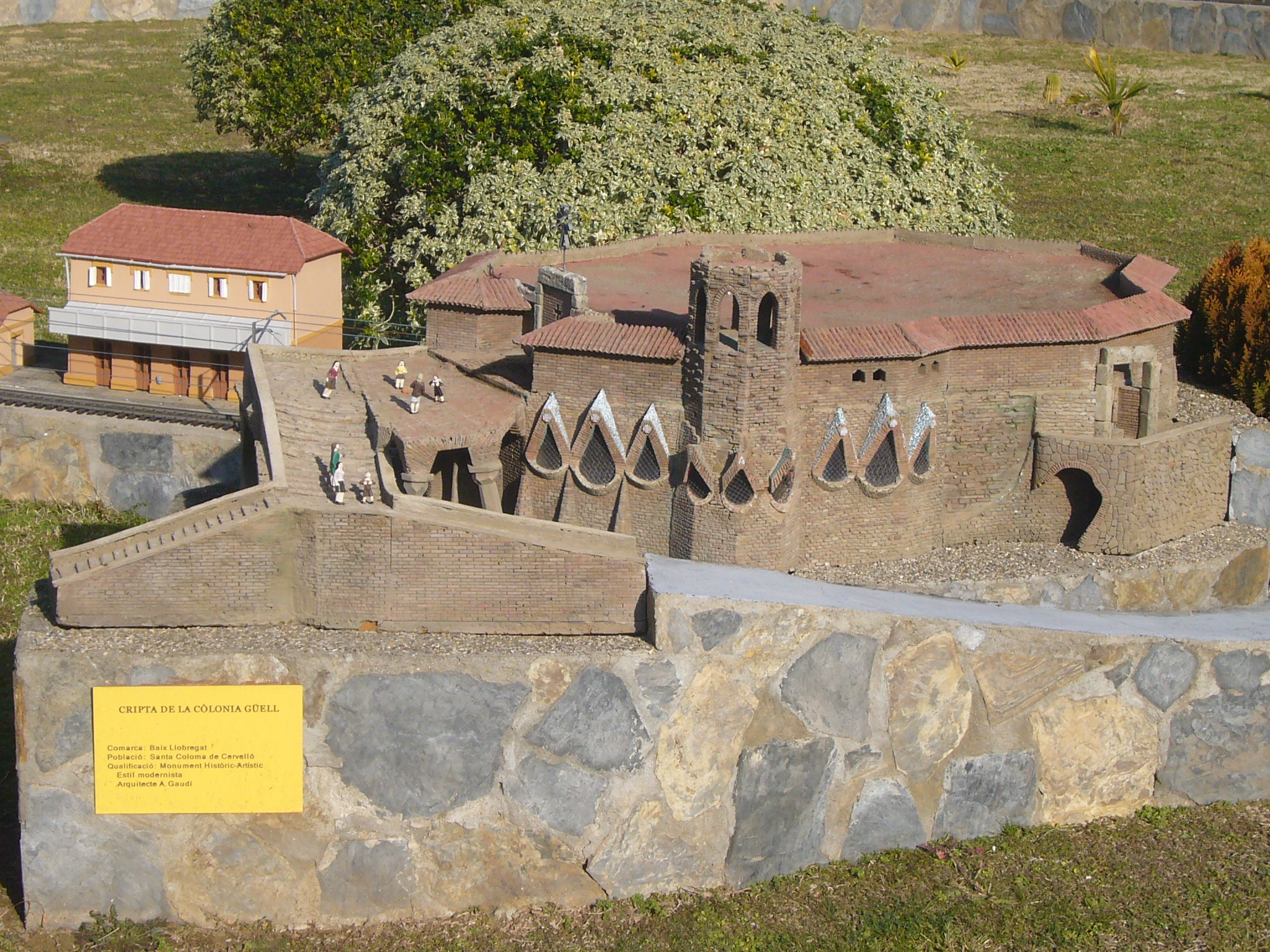
La Crypte de la Colonie Güell.
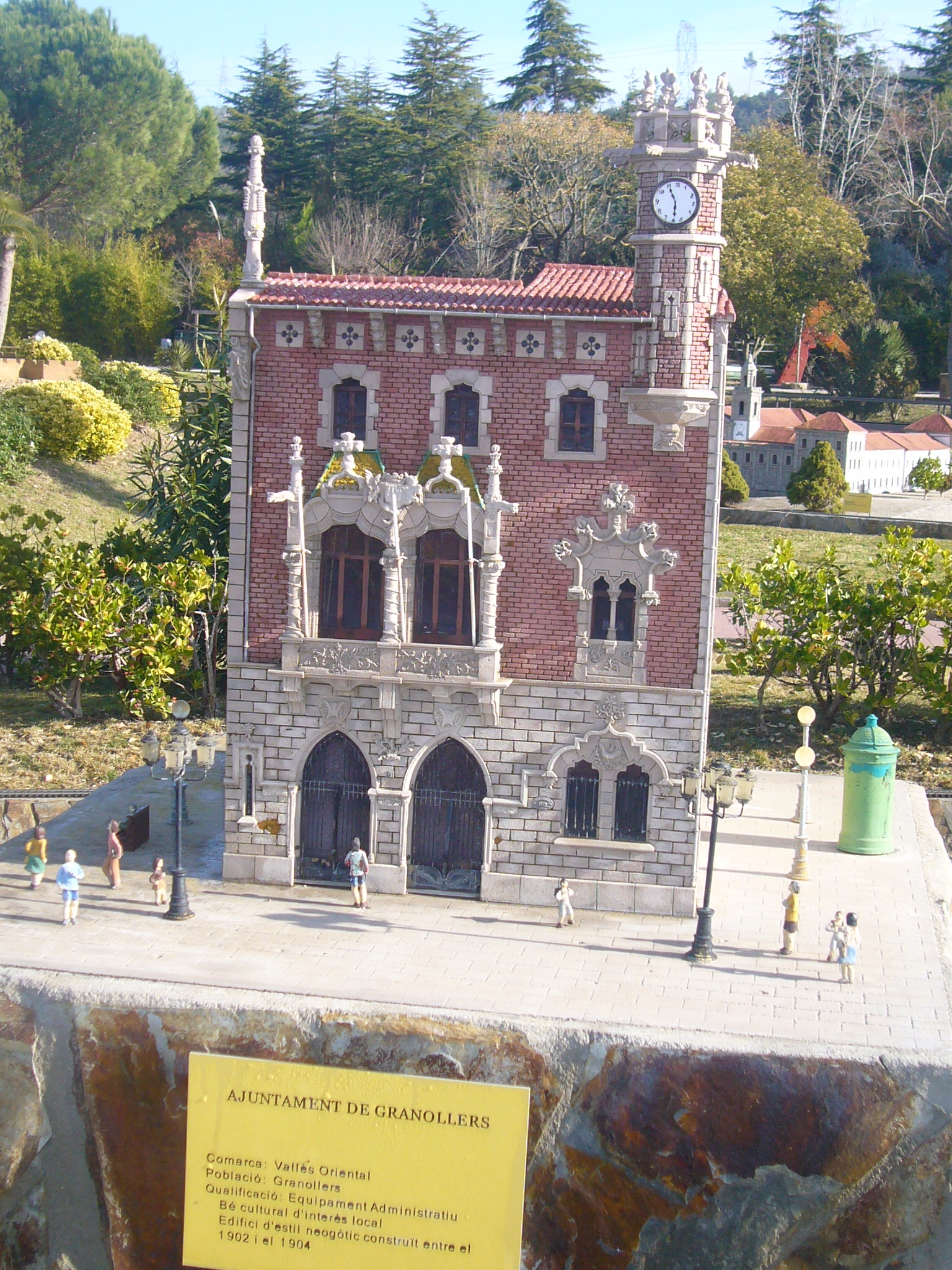
La mairie de Granollers.
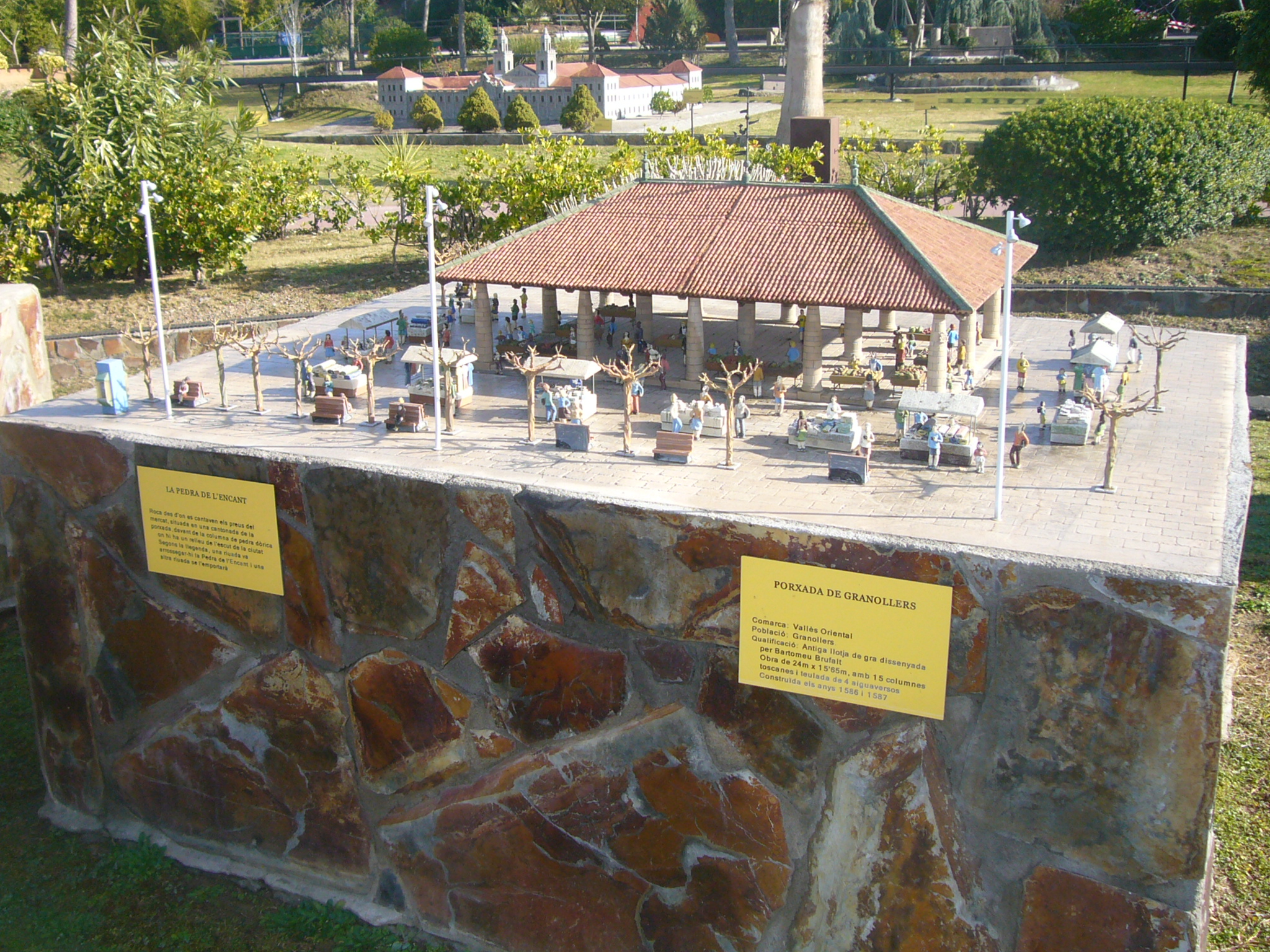
La Porxada à (Granollers).
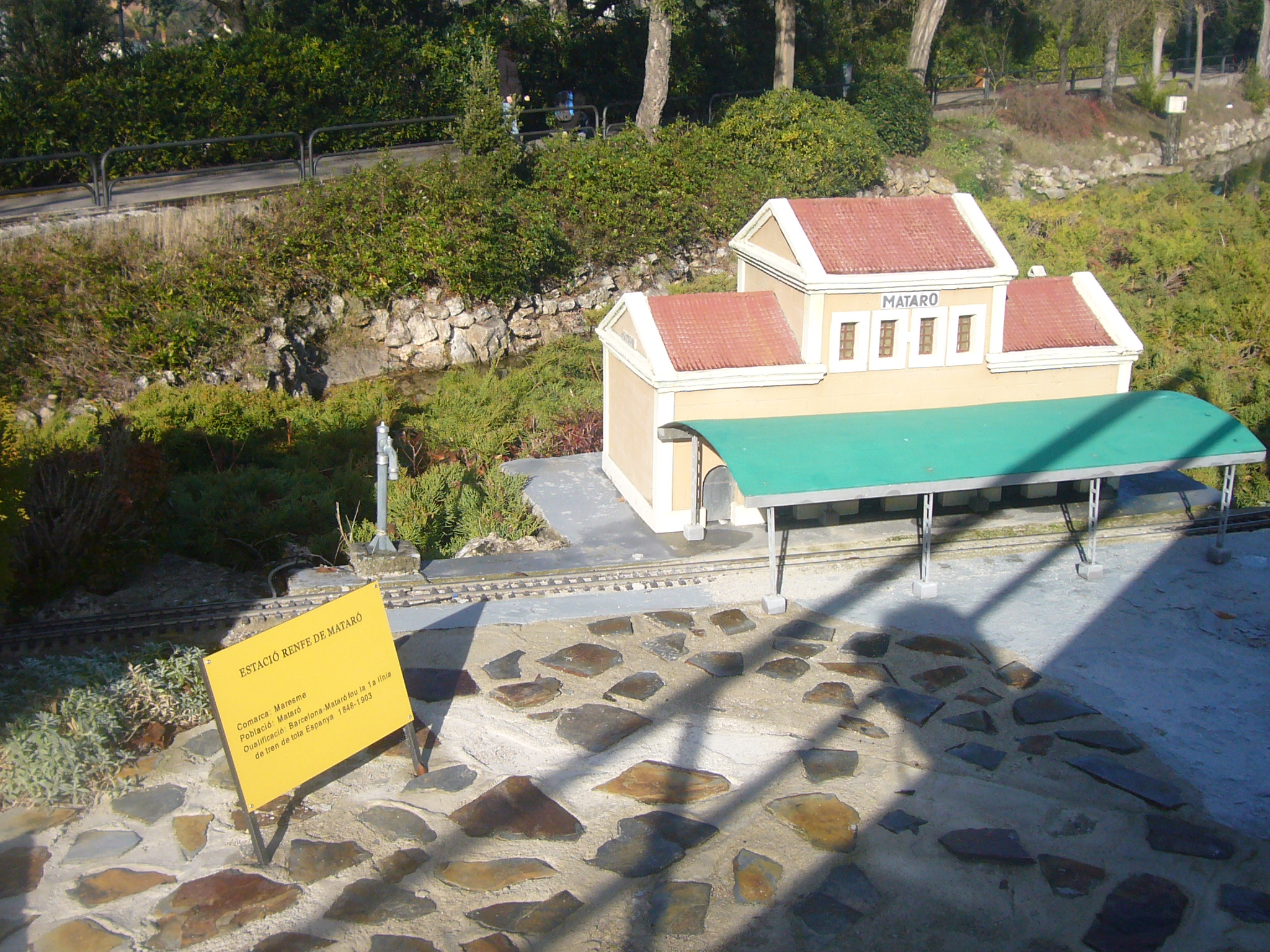
La gare de Mataró.
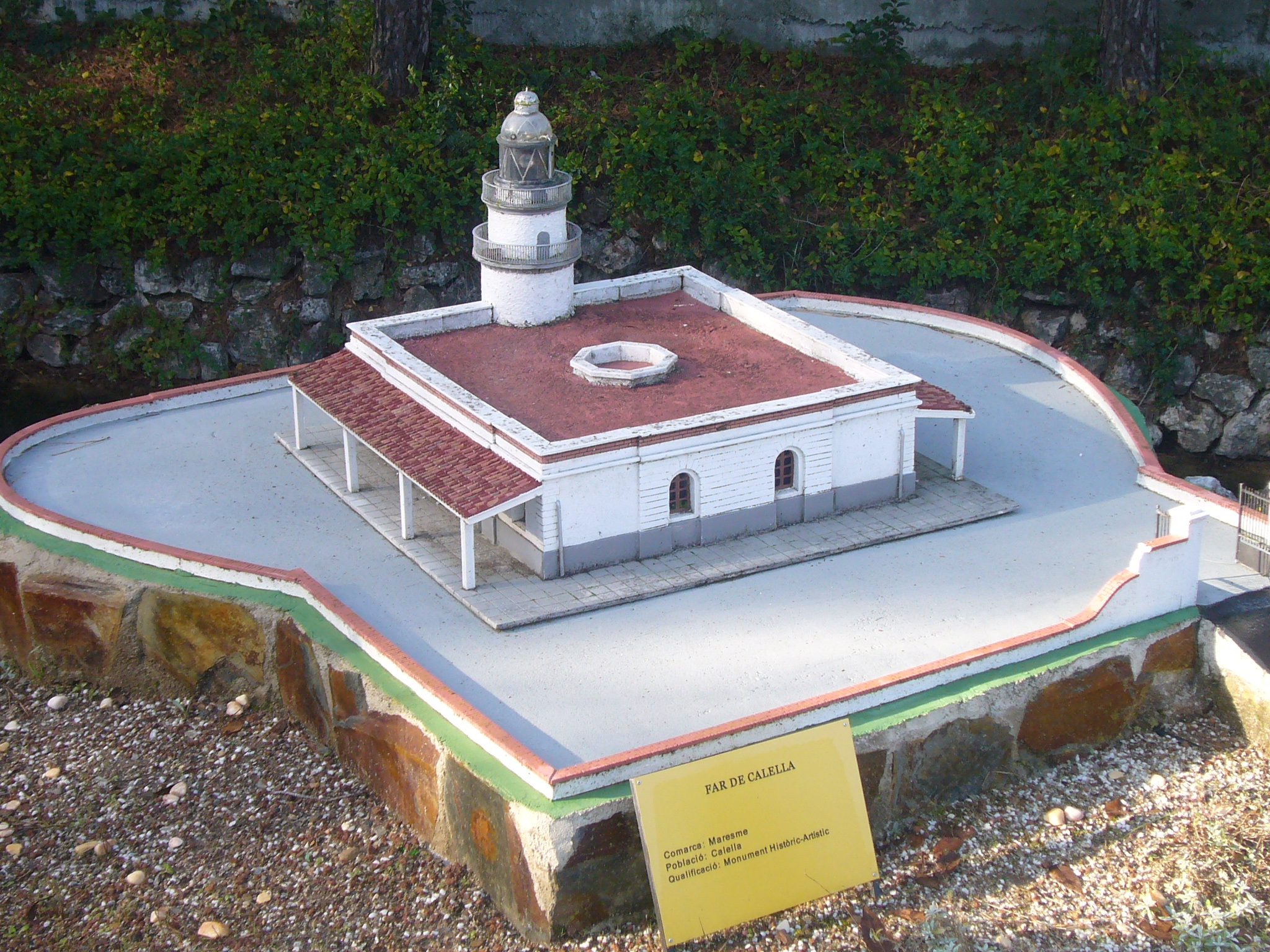
Le phare de Calella.
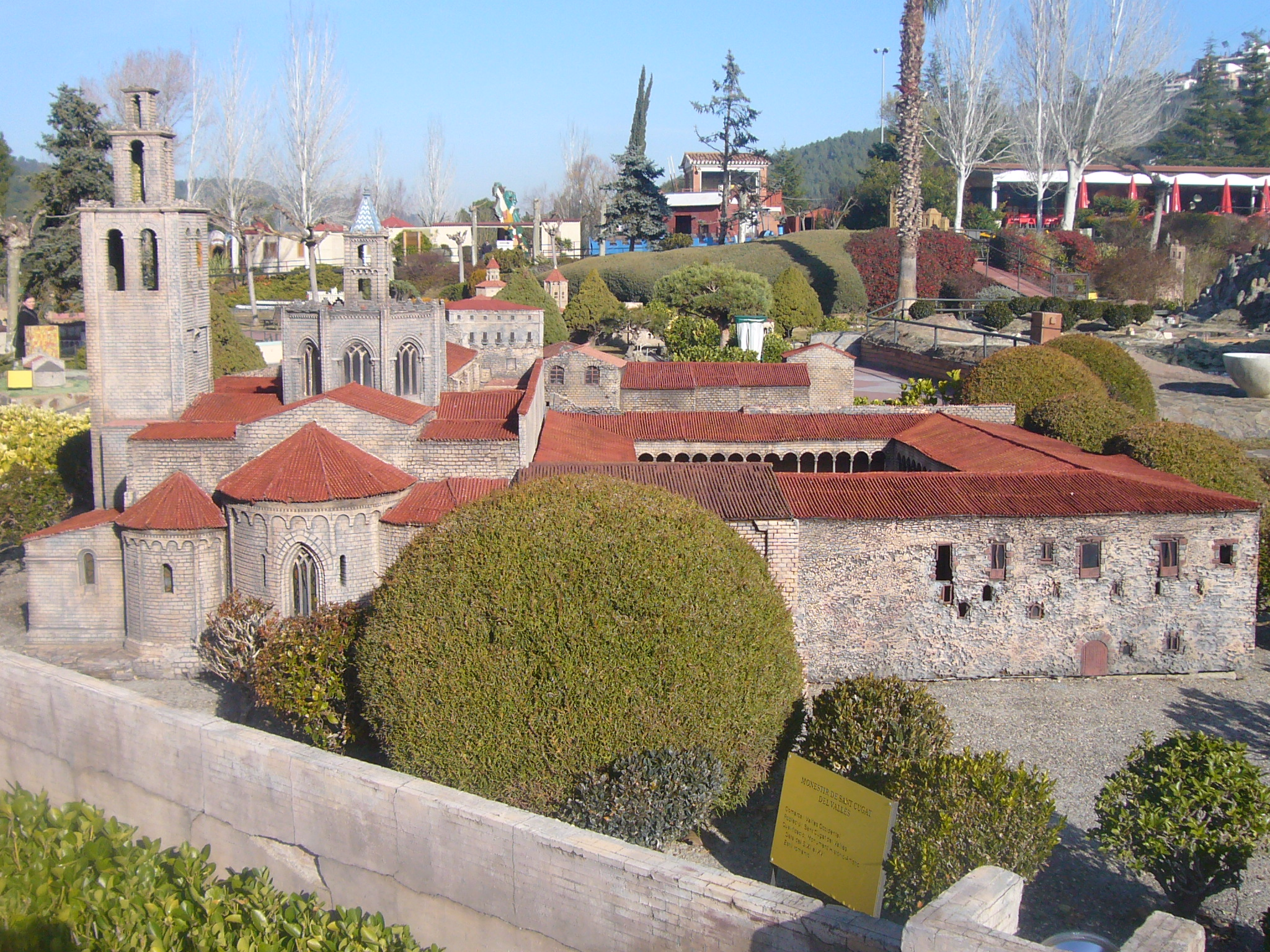
Le monastère Saint-Cucufa.
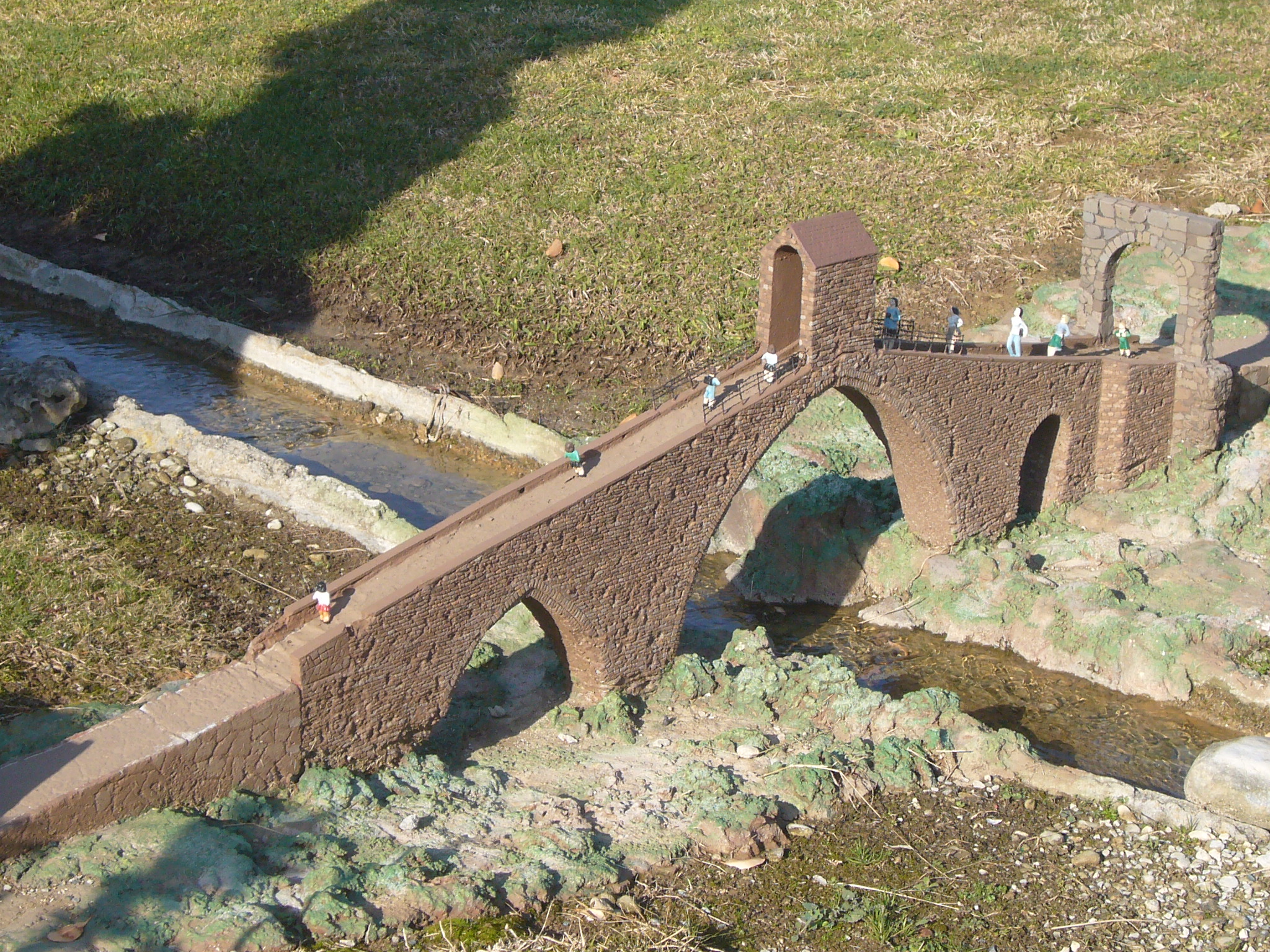
Le pont du Diable (Martorell).
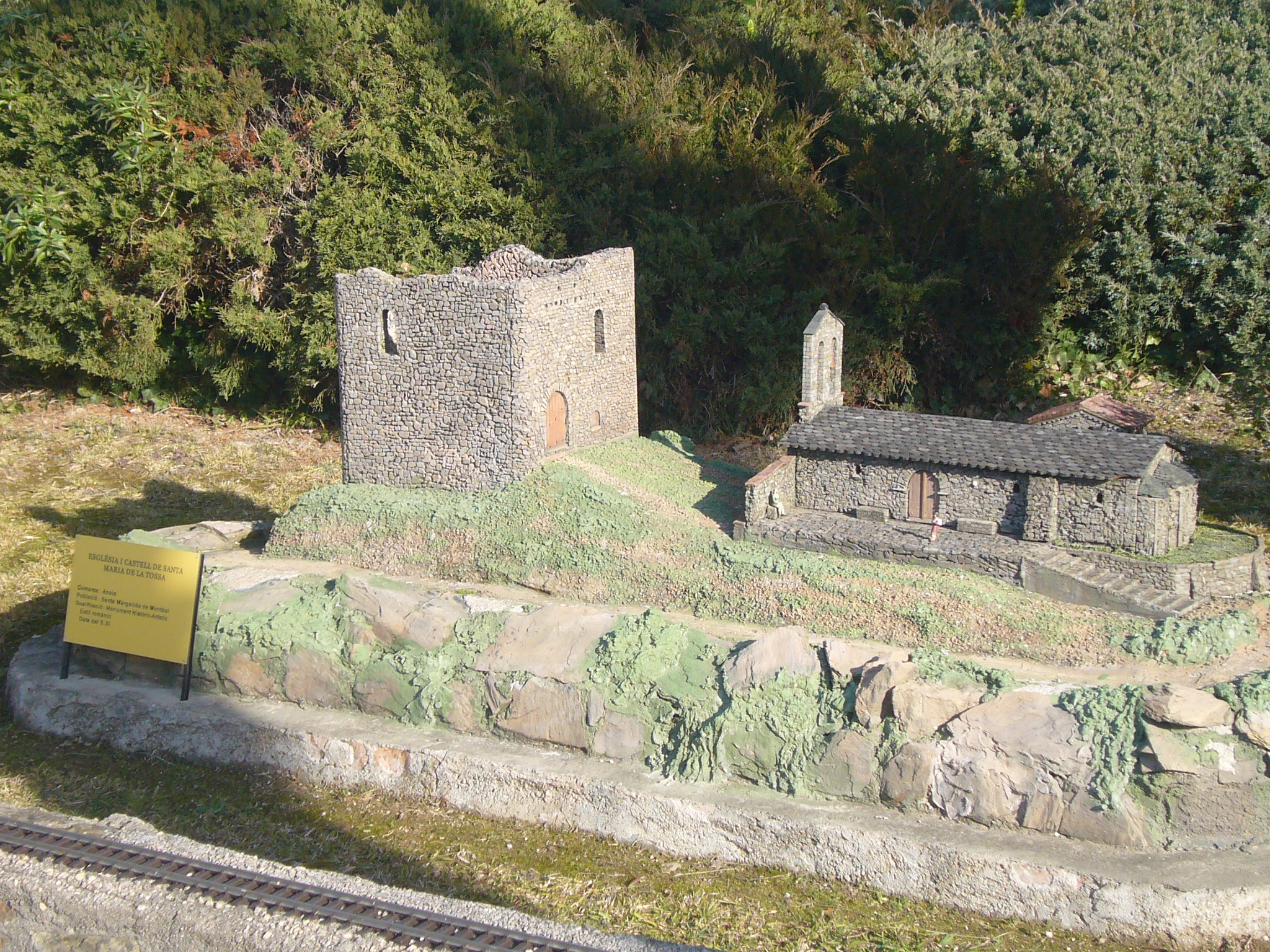
Le château et l'église de Montbuy (Santa María de la Tossa).
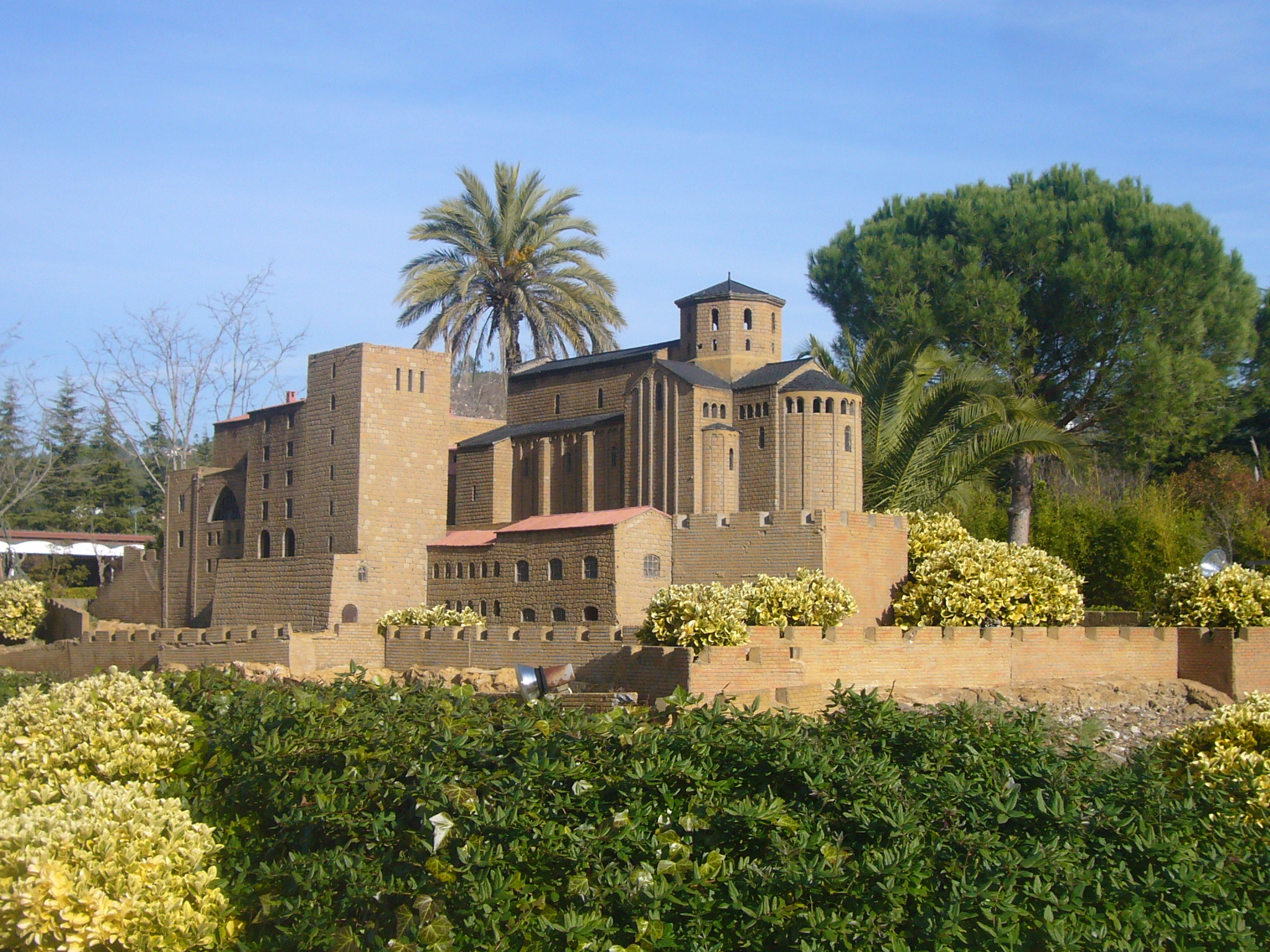
Le château de Cardona.
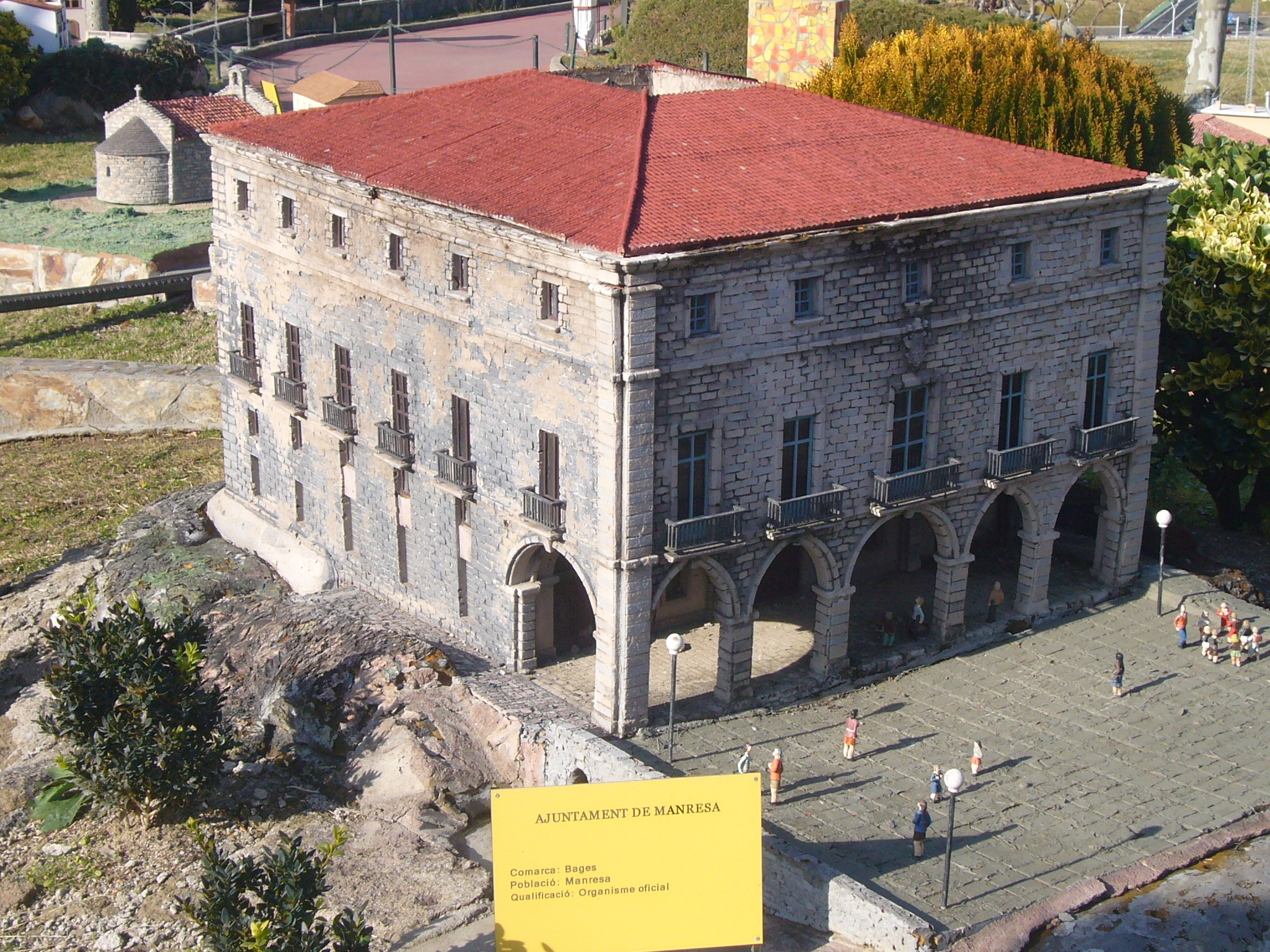
La mairie de Manresa.
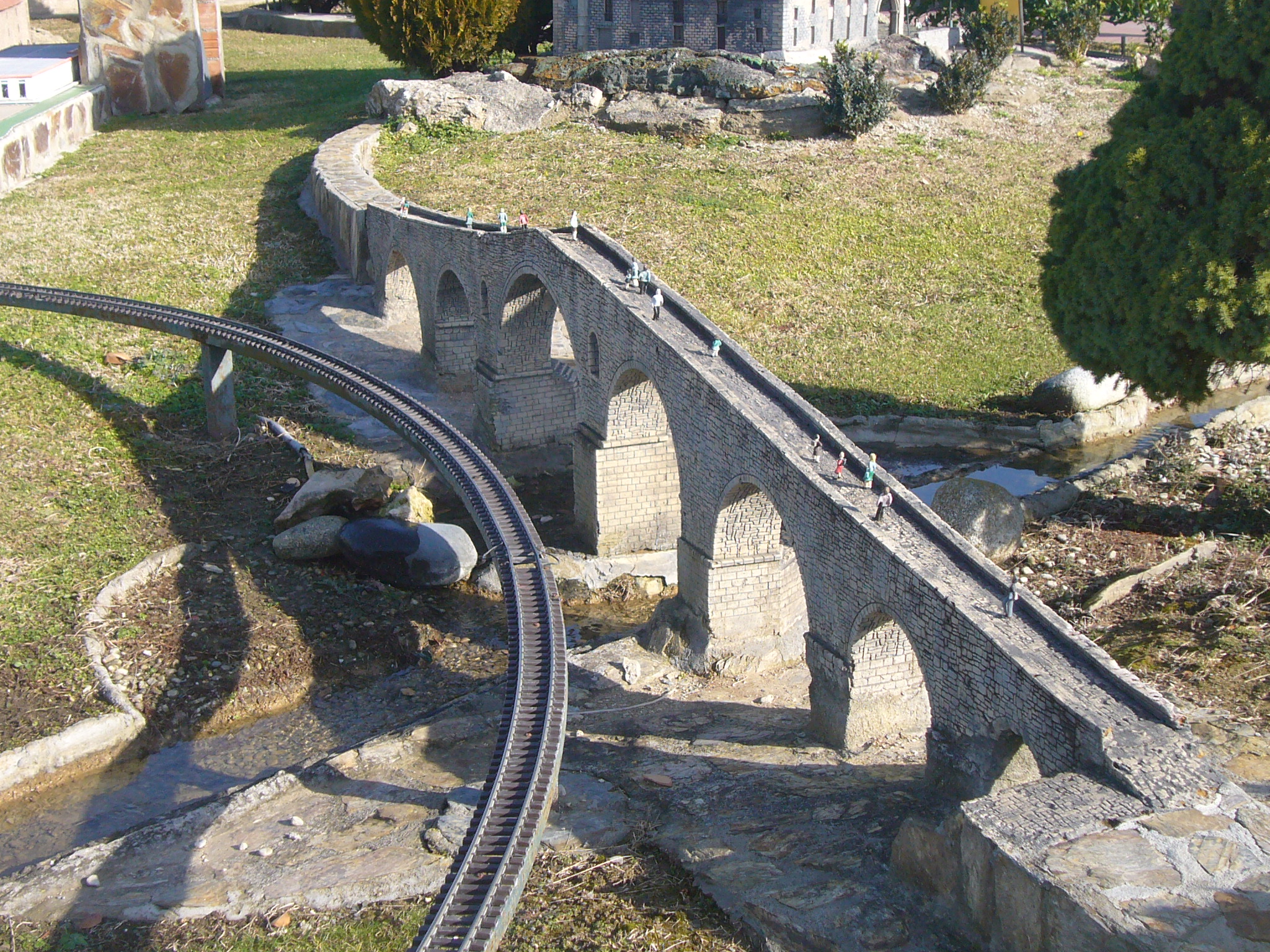
Le vieux pont de Manresa.
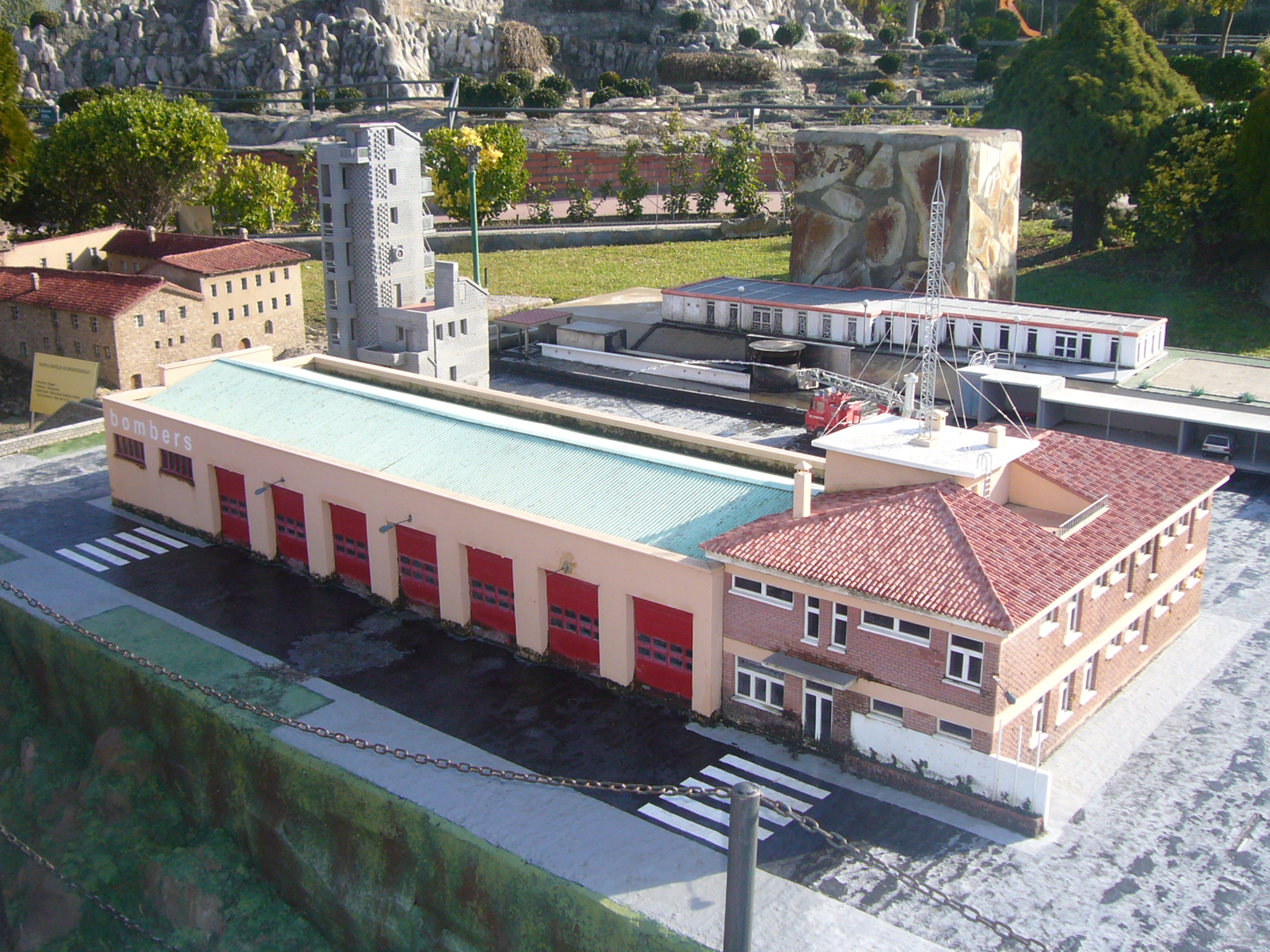
La caserne de Manresa.
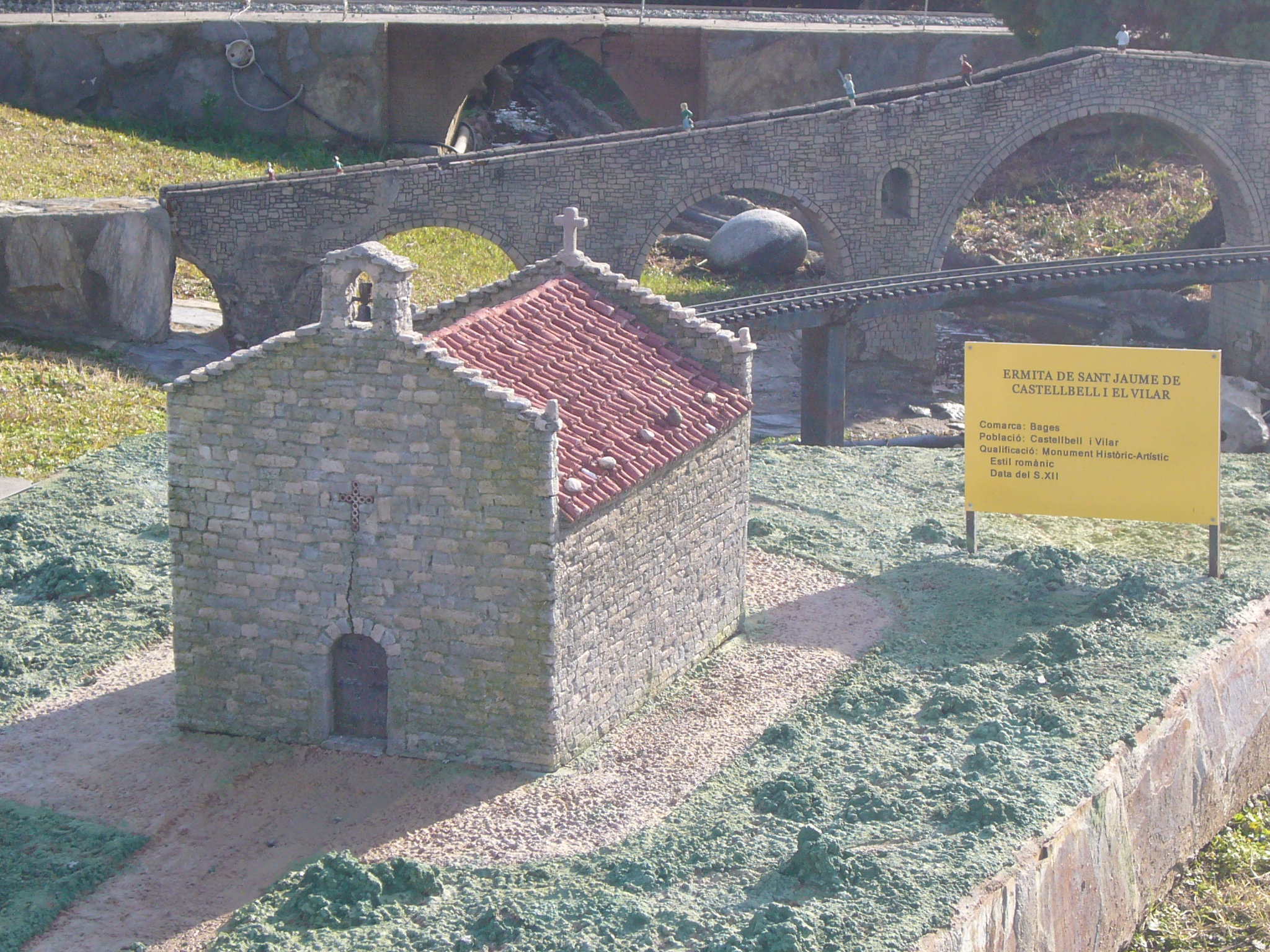
L'ermitage de Castellbell i el Vilar.
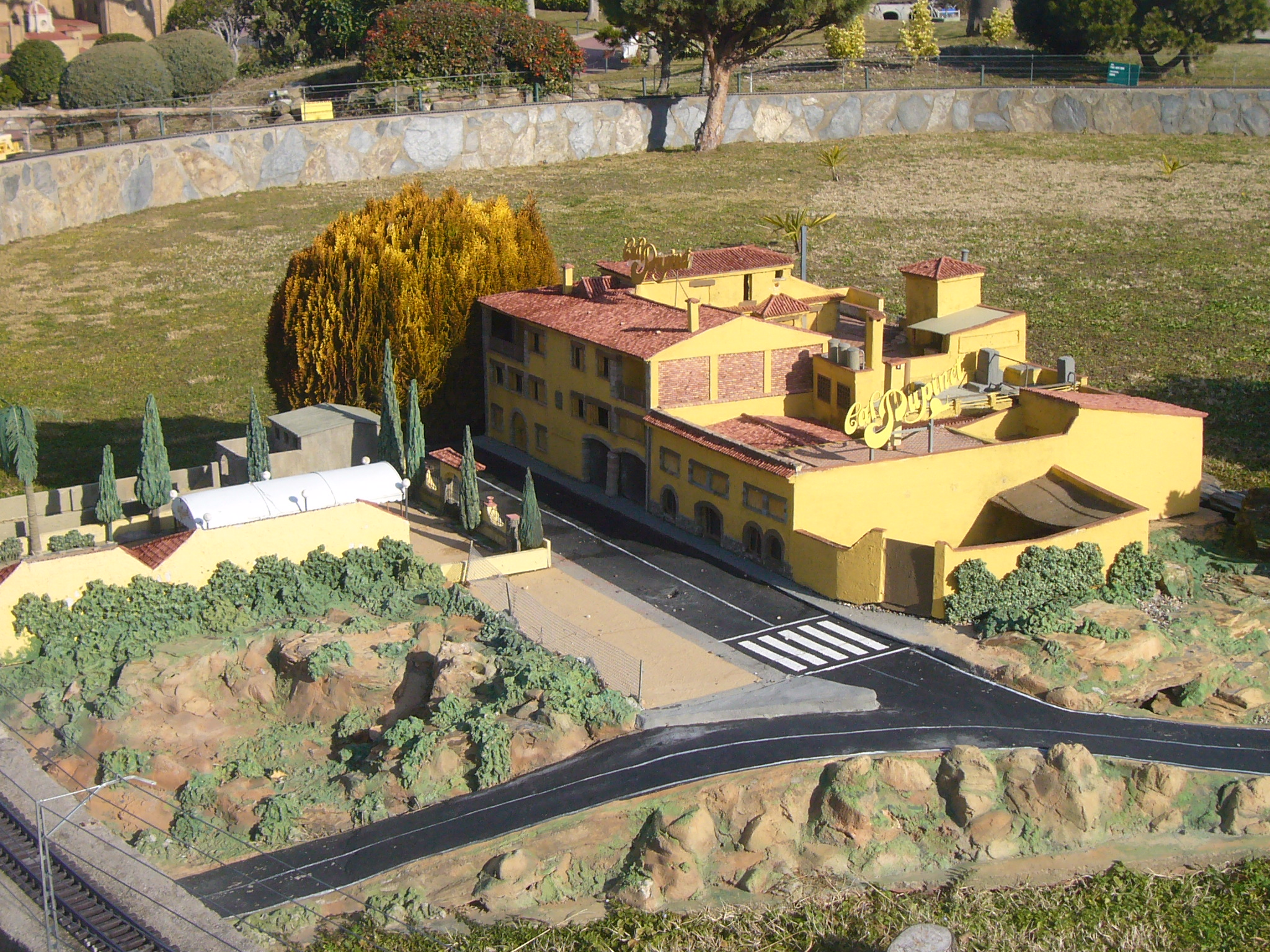
Le restaurant Cal Pupinet à Castellbisbal.
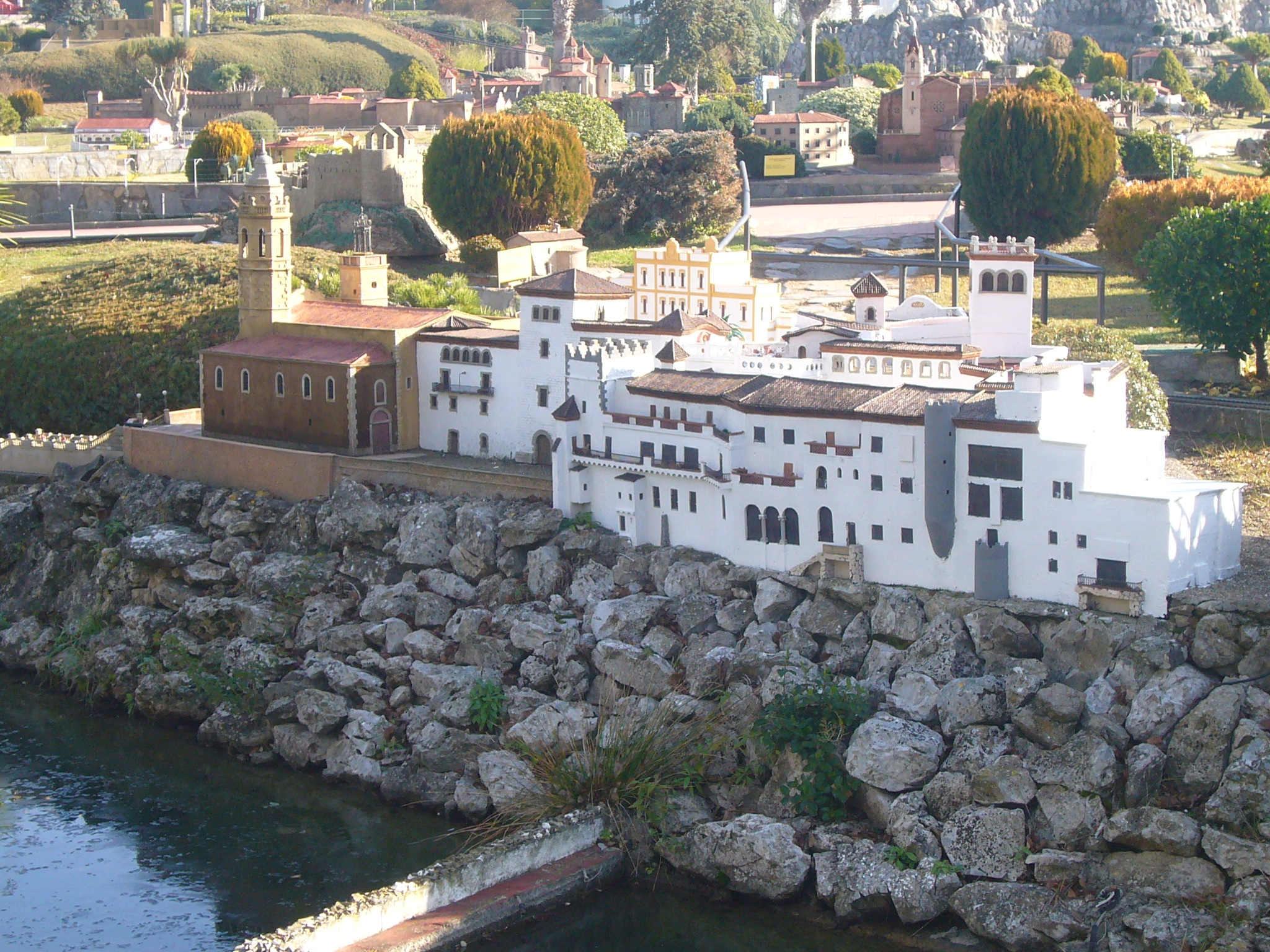
Le front de mer de Sitges.
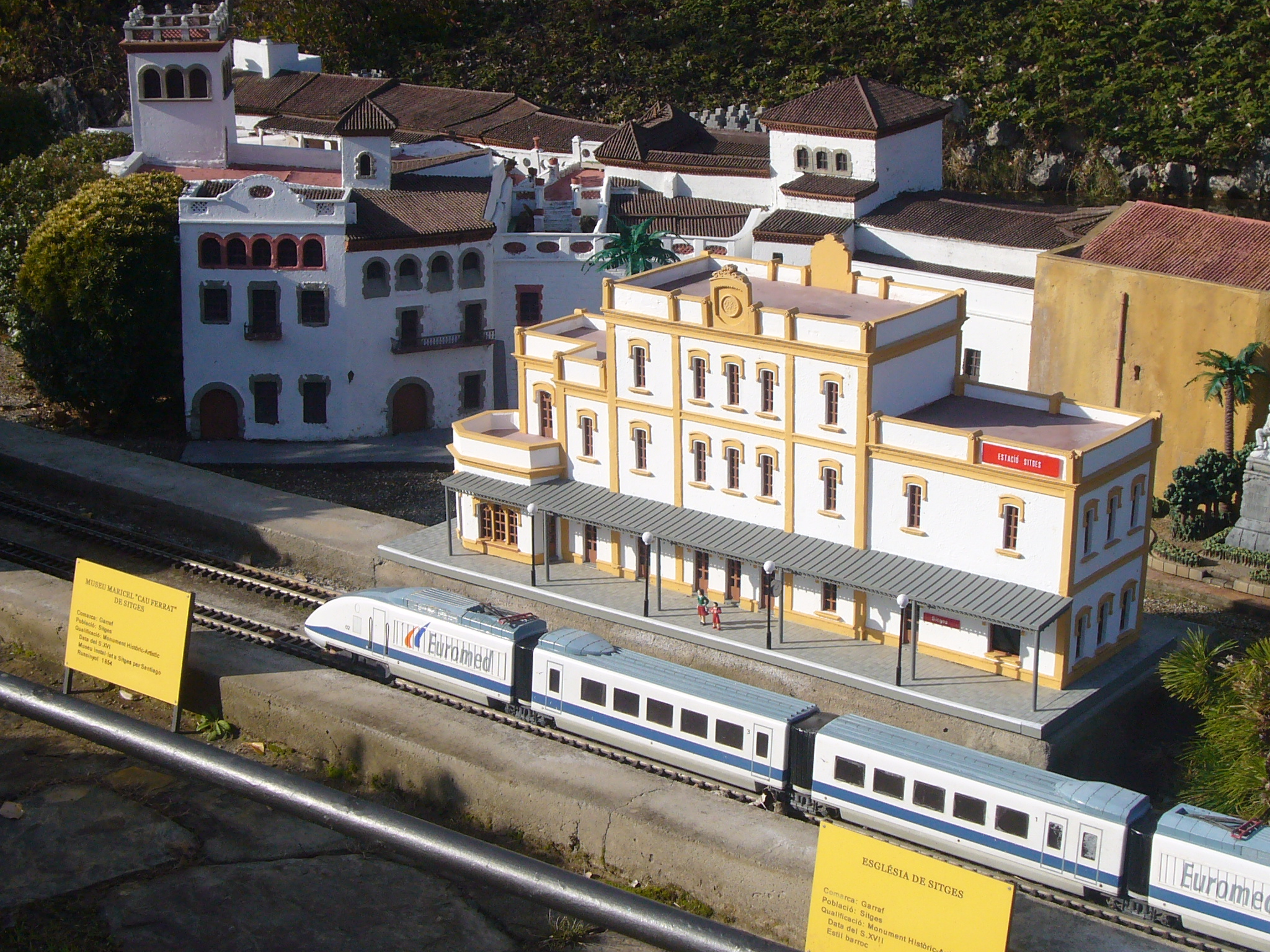
La gare de Sitges.
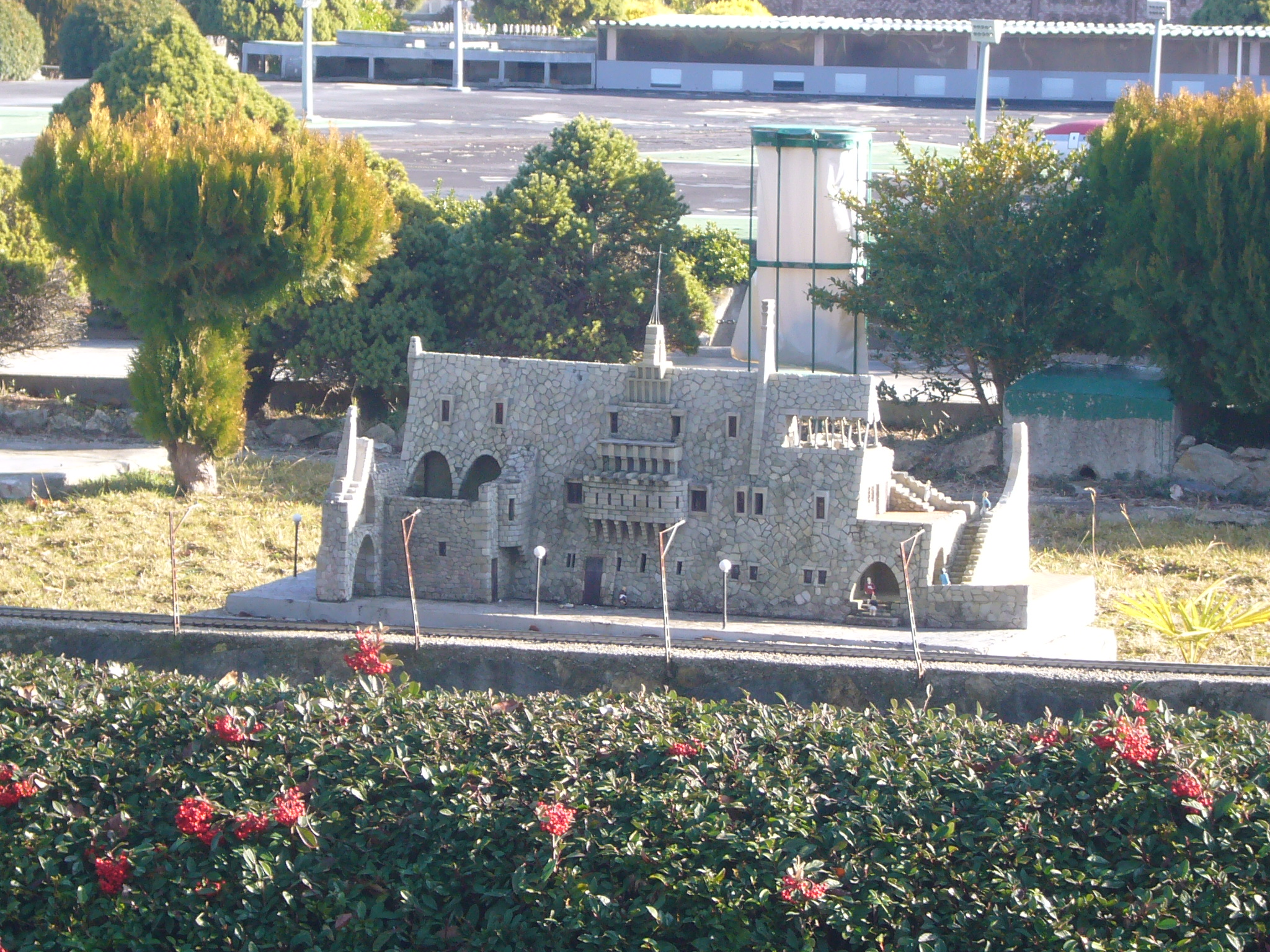
Le Cellier Güell.
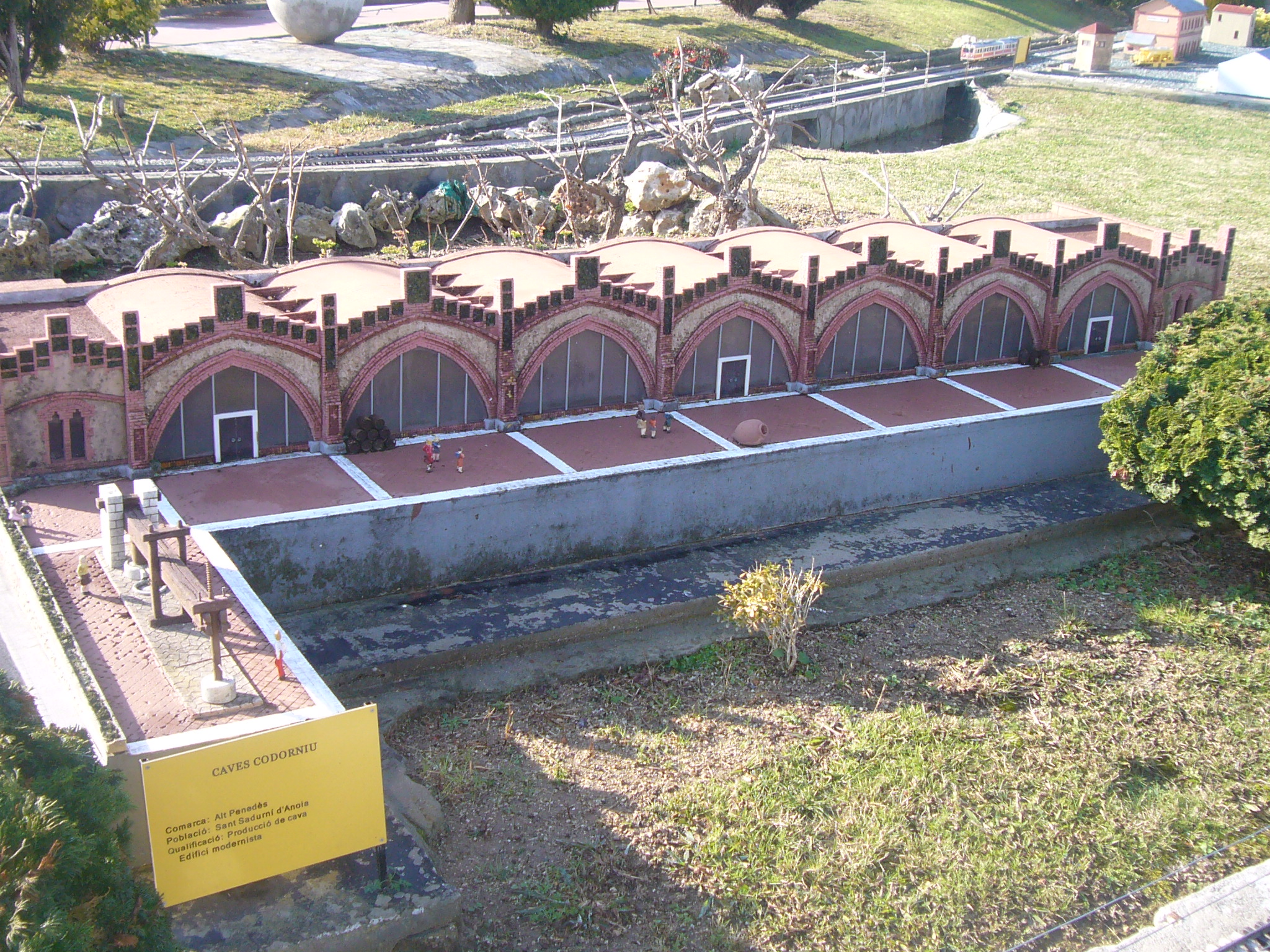
Les caves de l'entreprise Codorníu (Sant Sadurní d'Anoia).
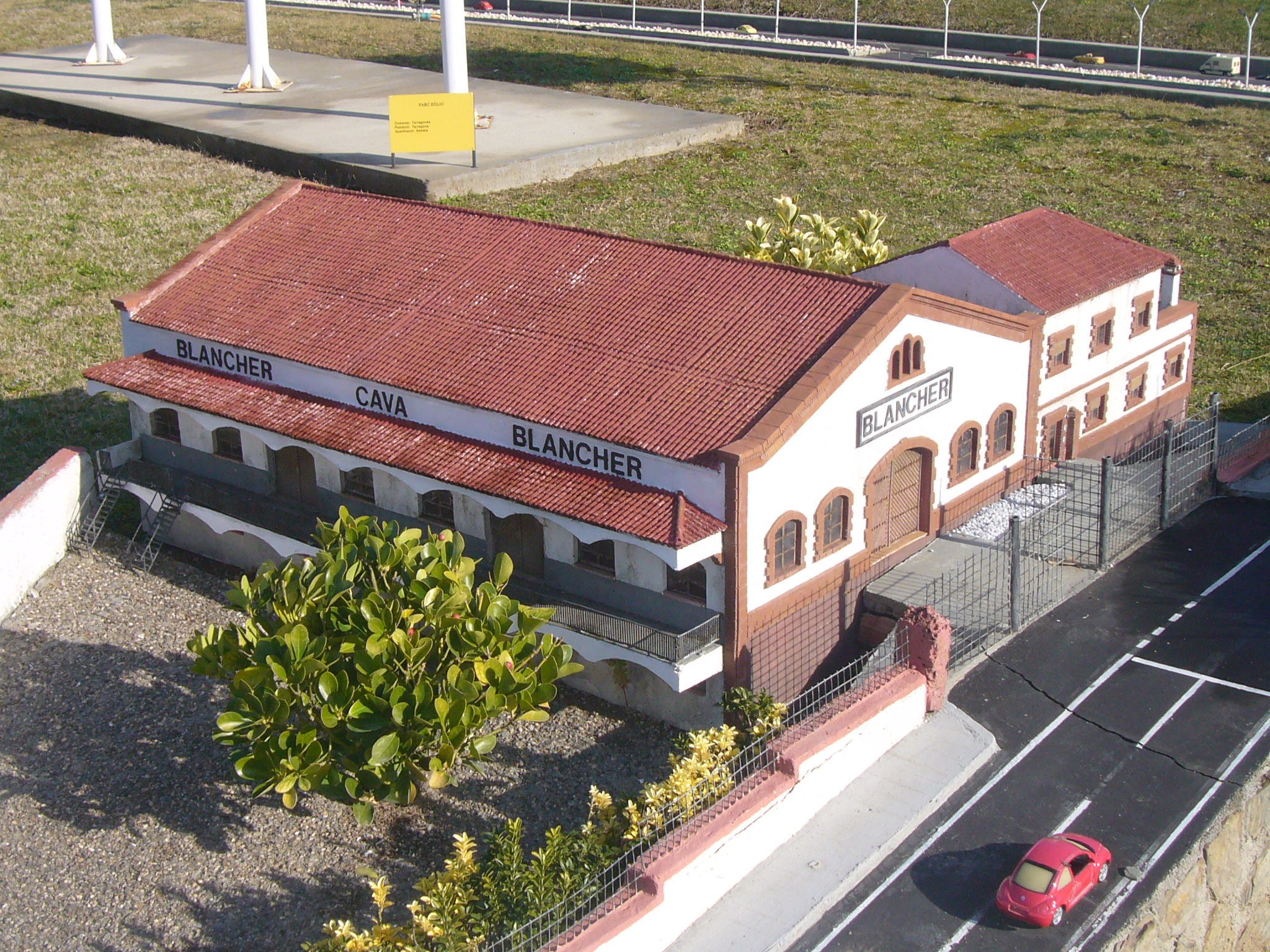
Les caves Blancher (Sant Sadurní d'Anoia).
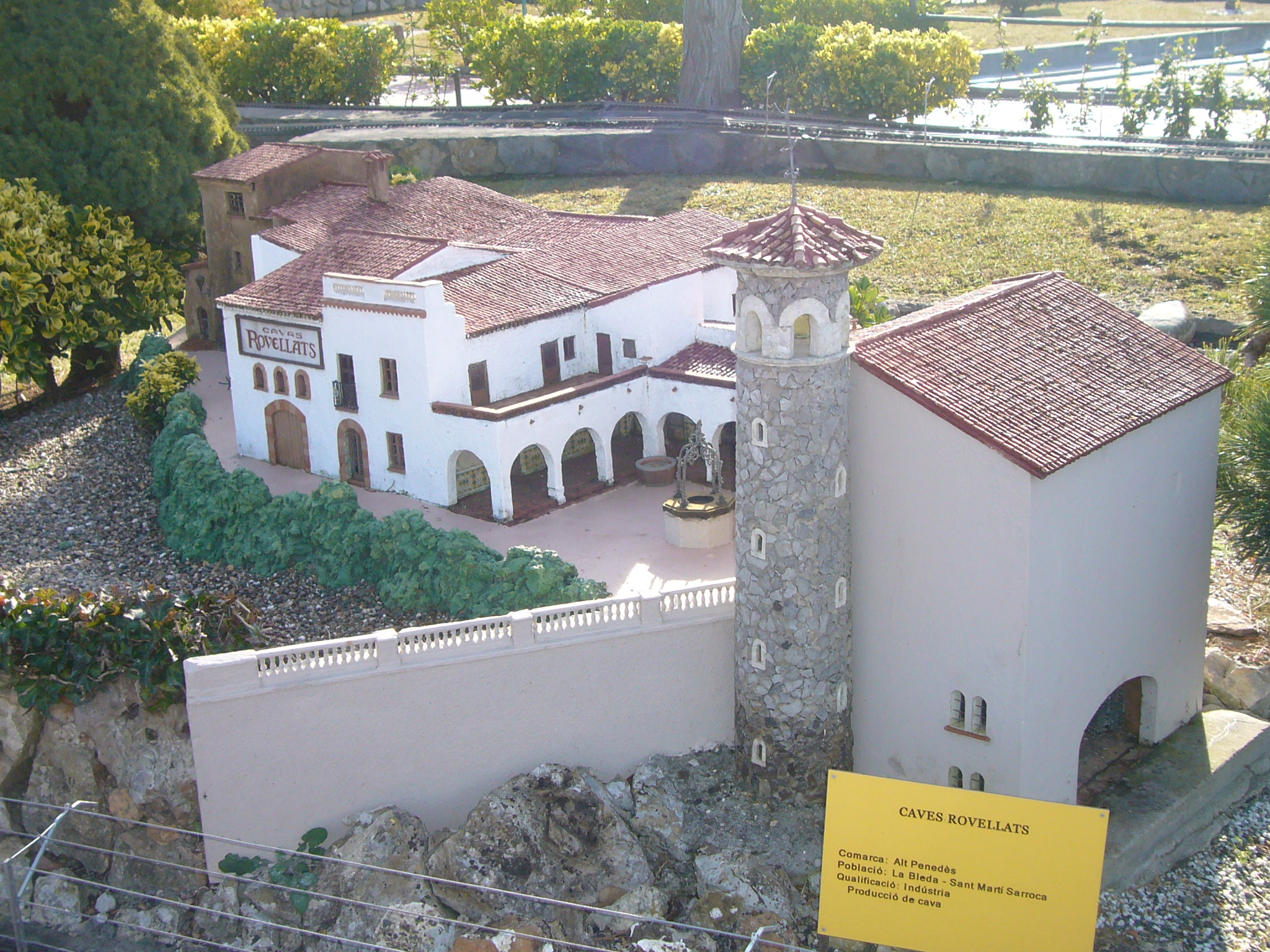
Les caves Rovellats (Sant Martí Sarroca).
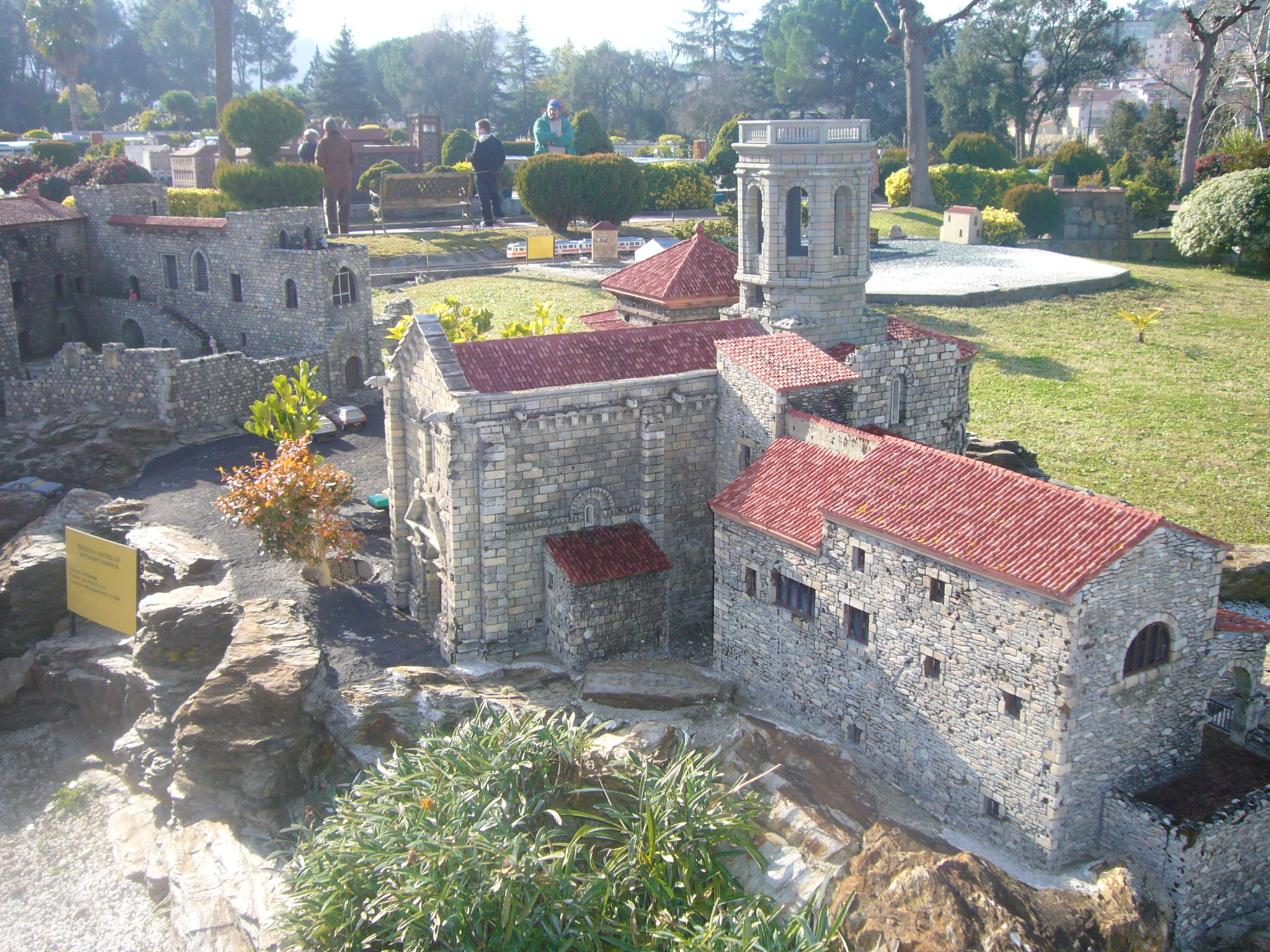
Le château et l'église de Sant Martí Sarroca.
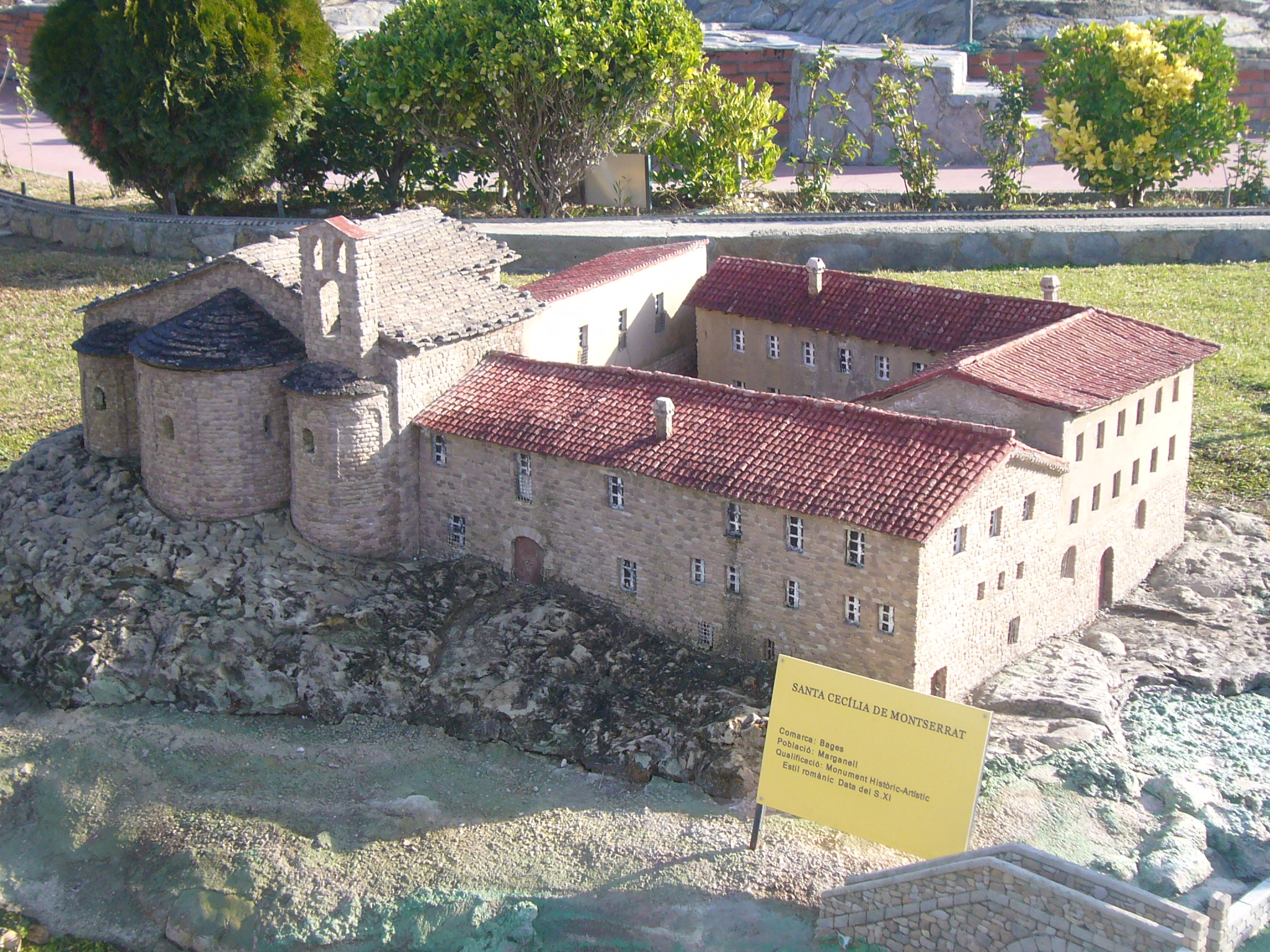
Le monastère de Santa Cecília de Montserrat (Marganell).
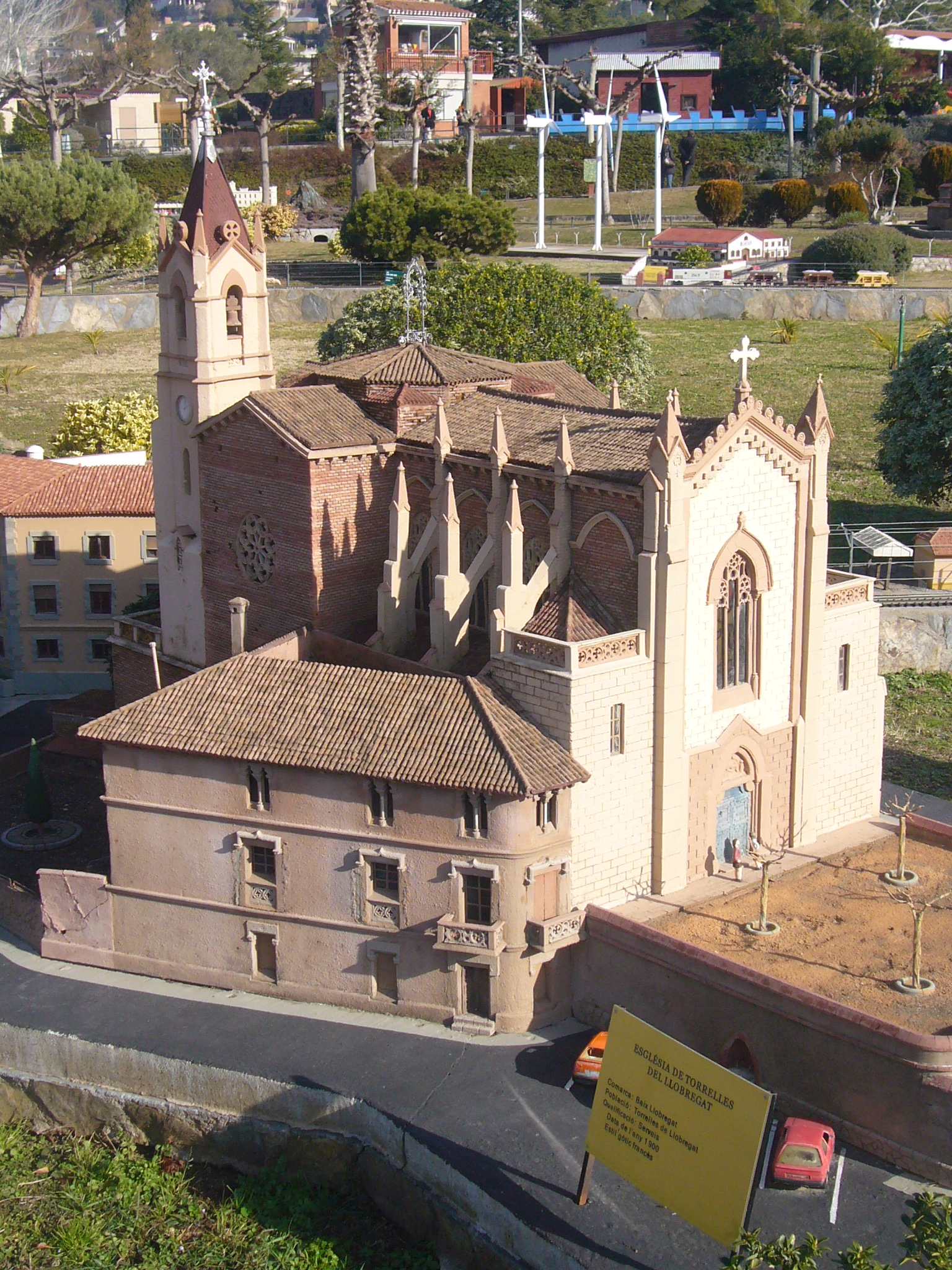
L'église de Torrelles de Llobregat.
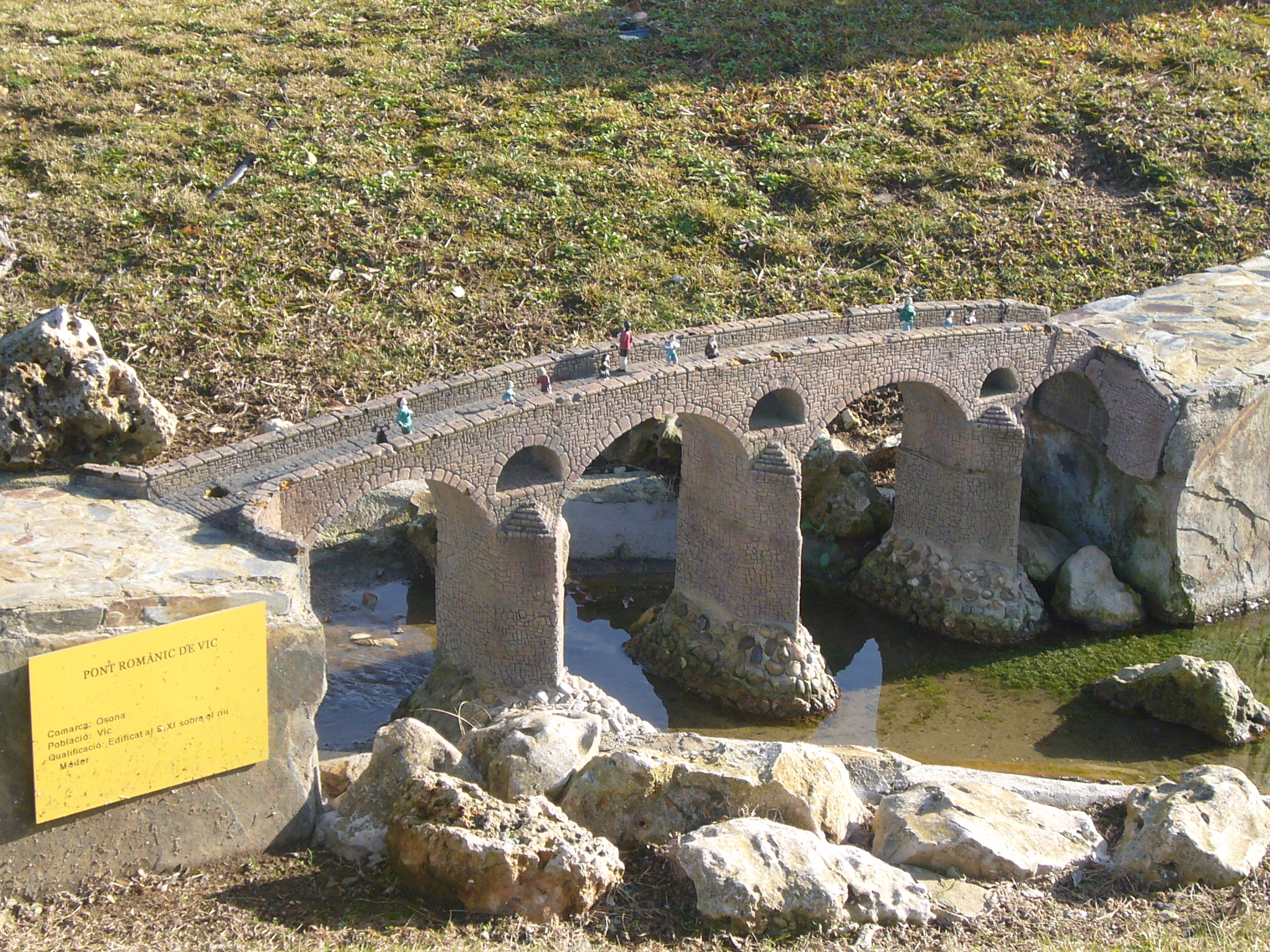
Le pont romain de Vic.
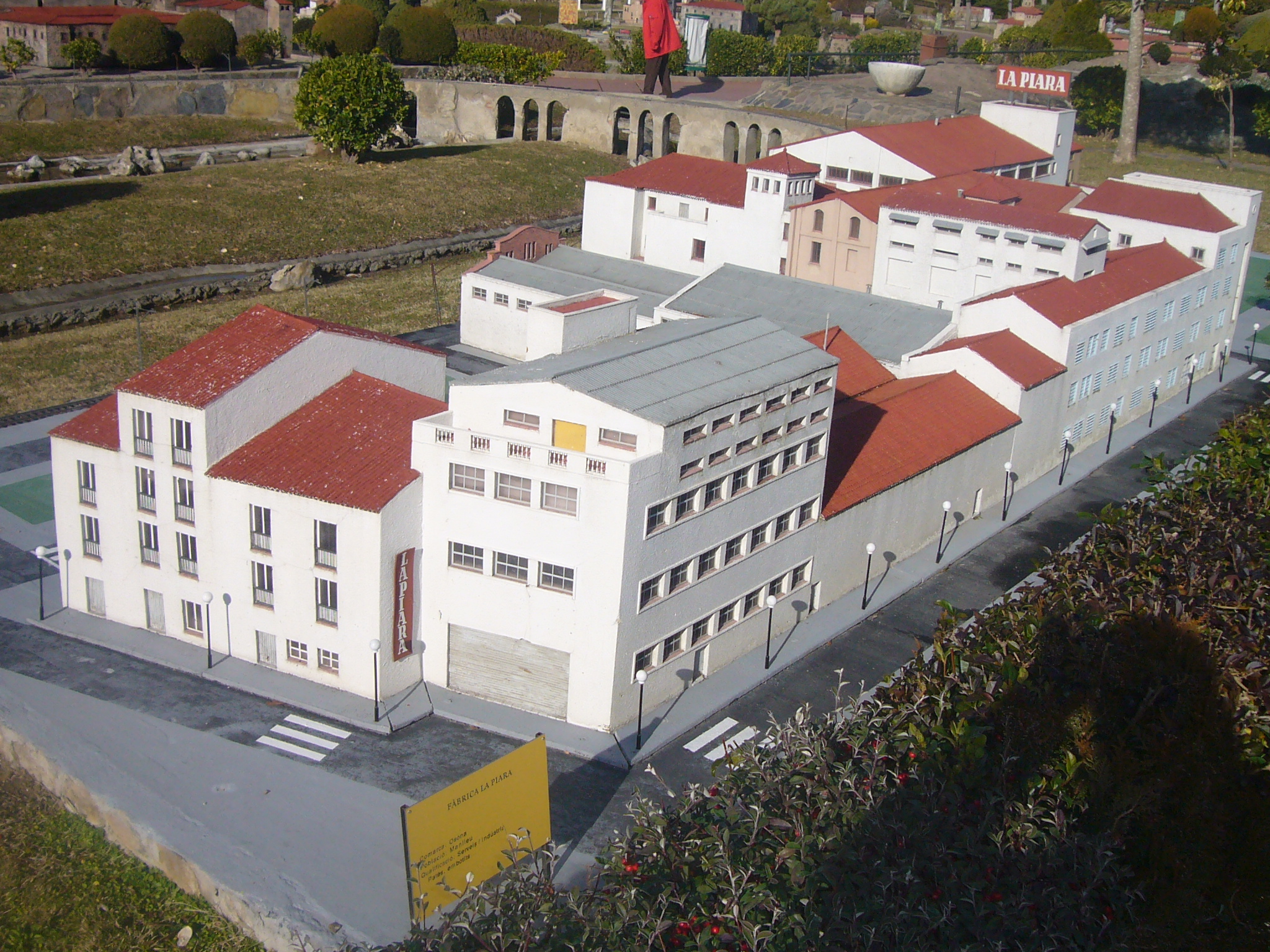
La manufacture La Piara (Manlleu).
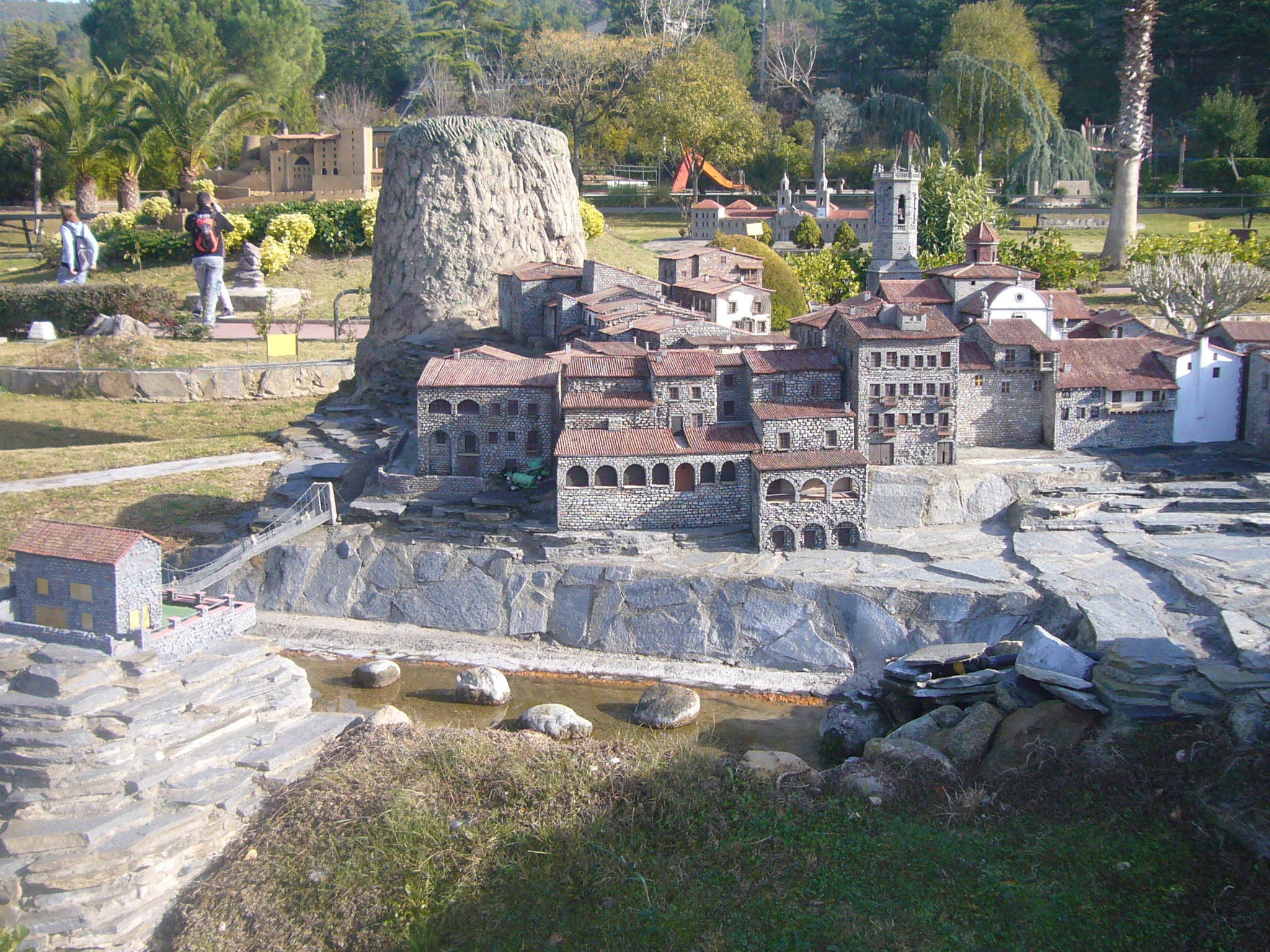
Le village de Rupit.
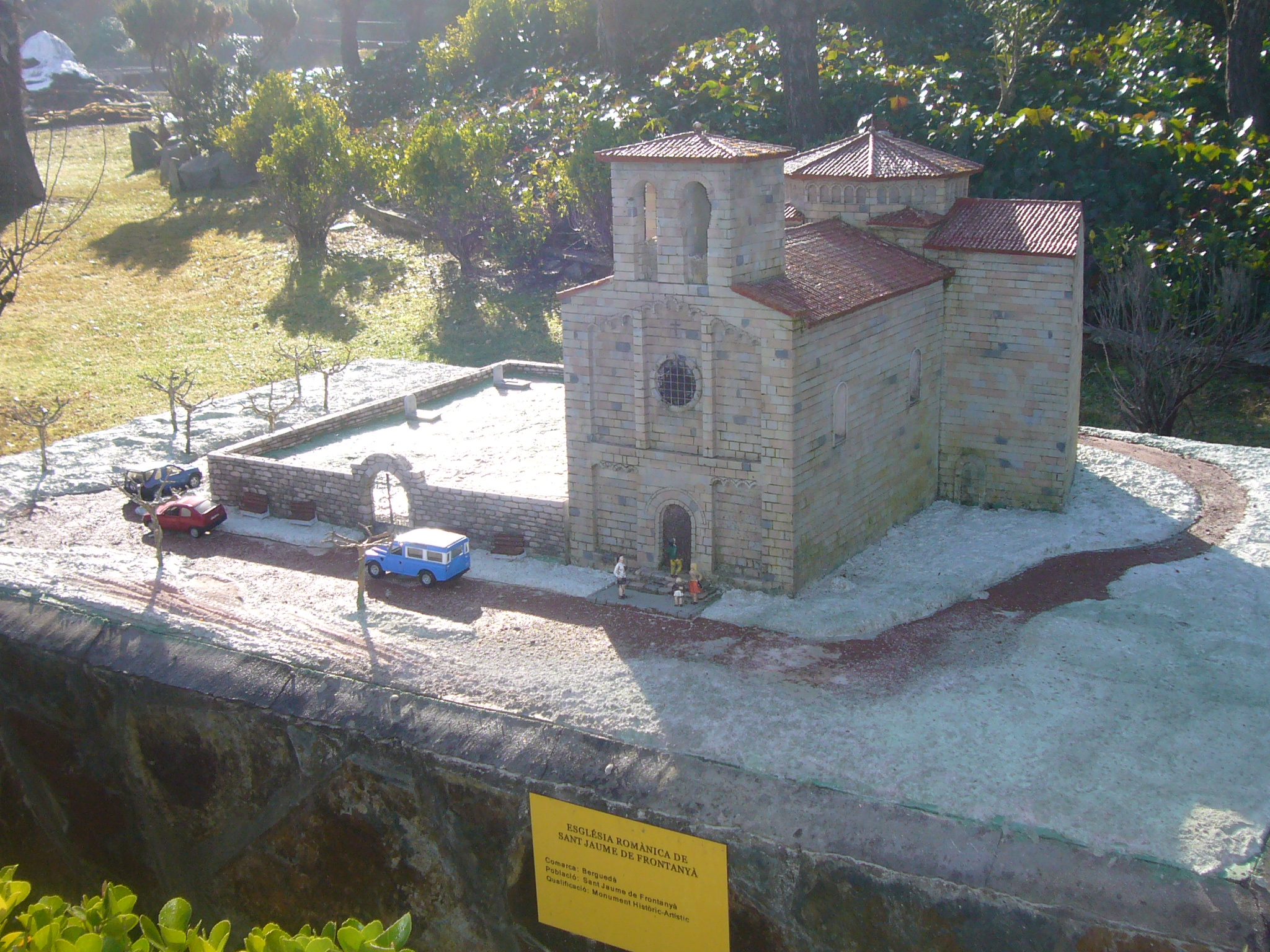
Le monastère de Sant Jaume de Frontanyà.

### Province de Gérone

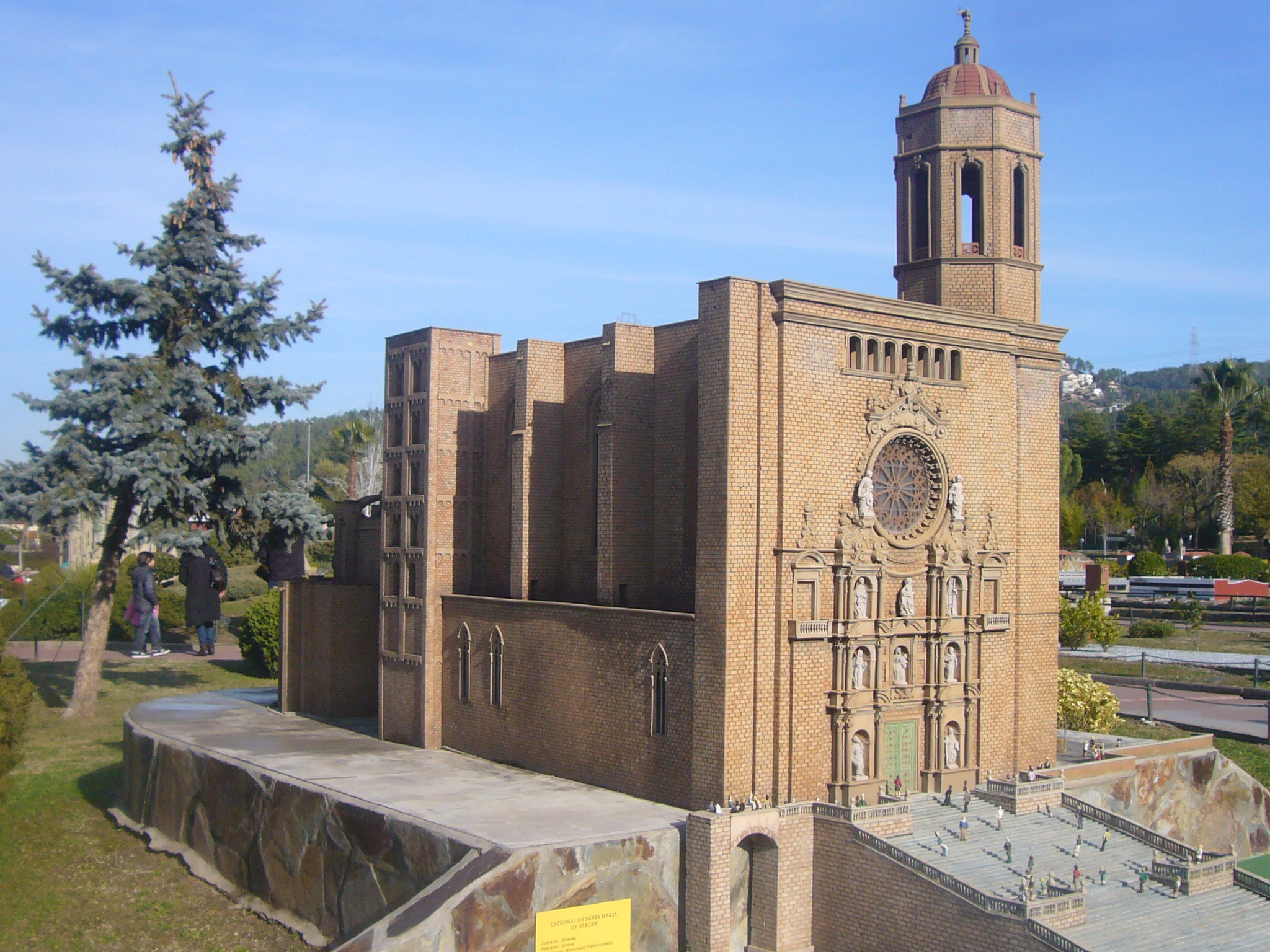
La Cathédrale Sainte-Marie de Gérone.
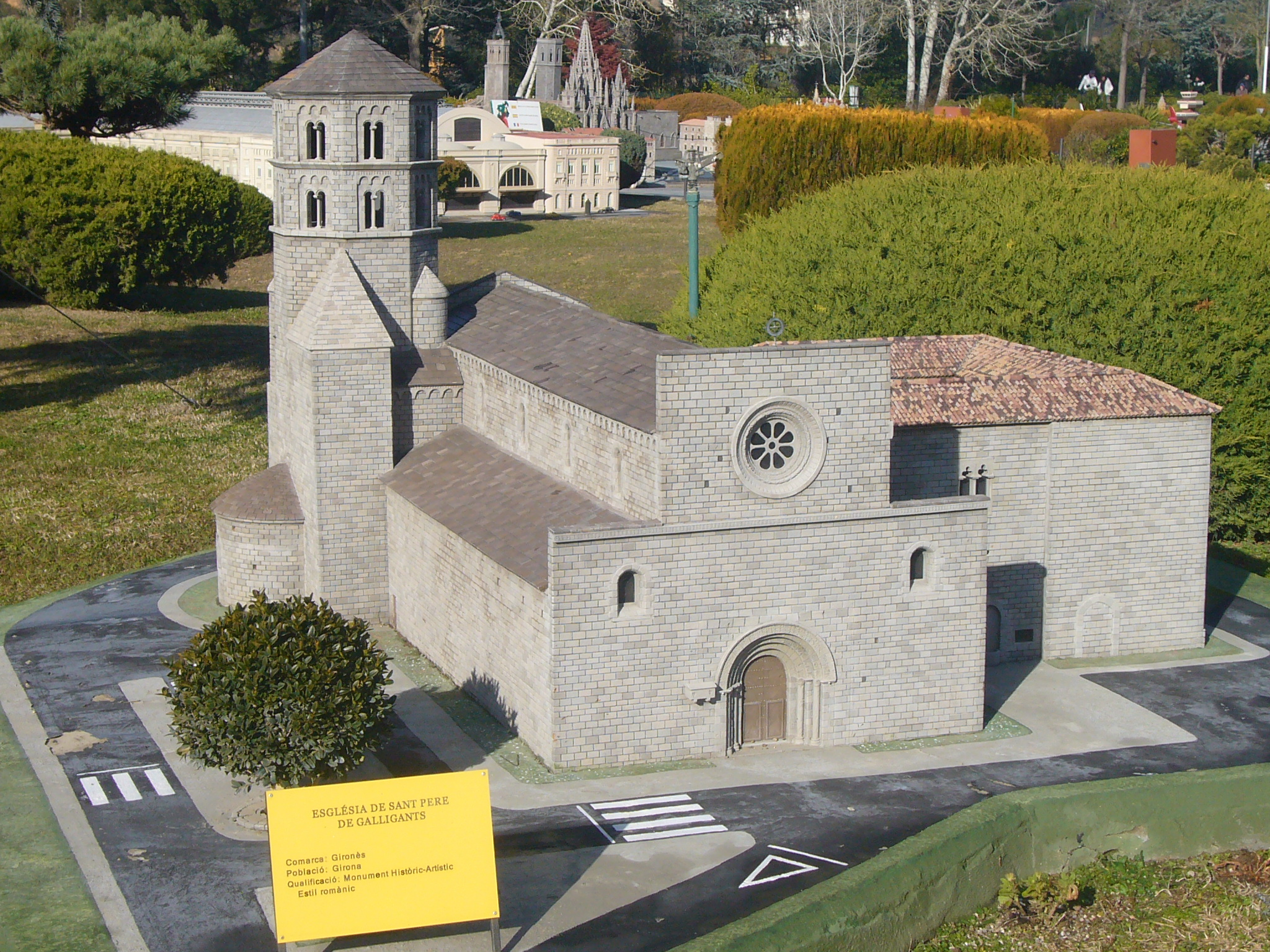
Le monastère de Sant Pere de Galligants.
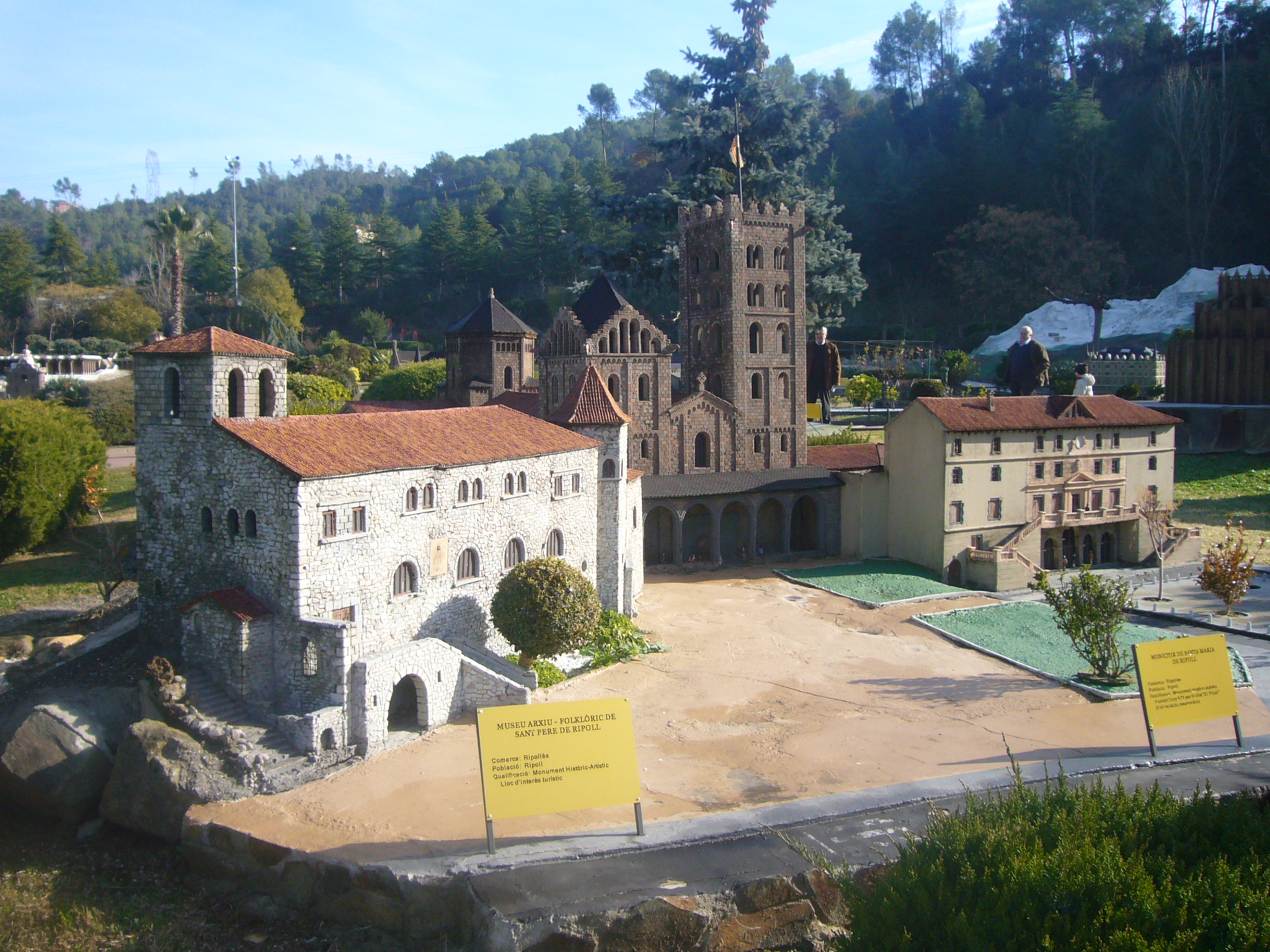
Le monastère de Ripoll.
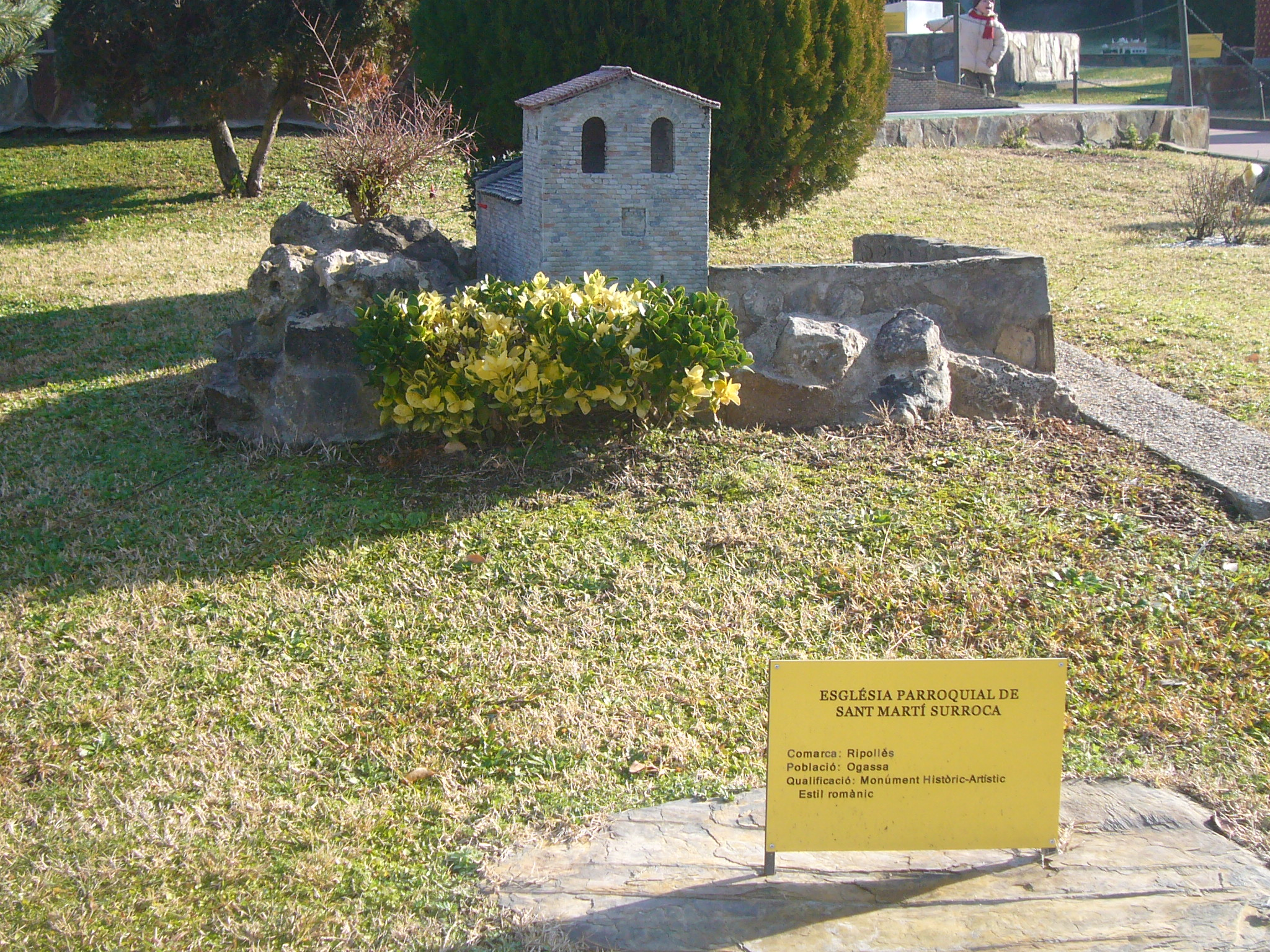
L'église Sant Martí de Surroca (Ogassa).
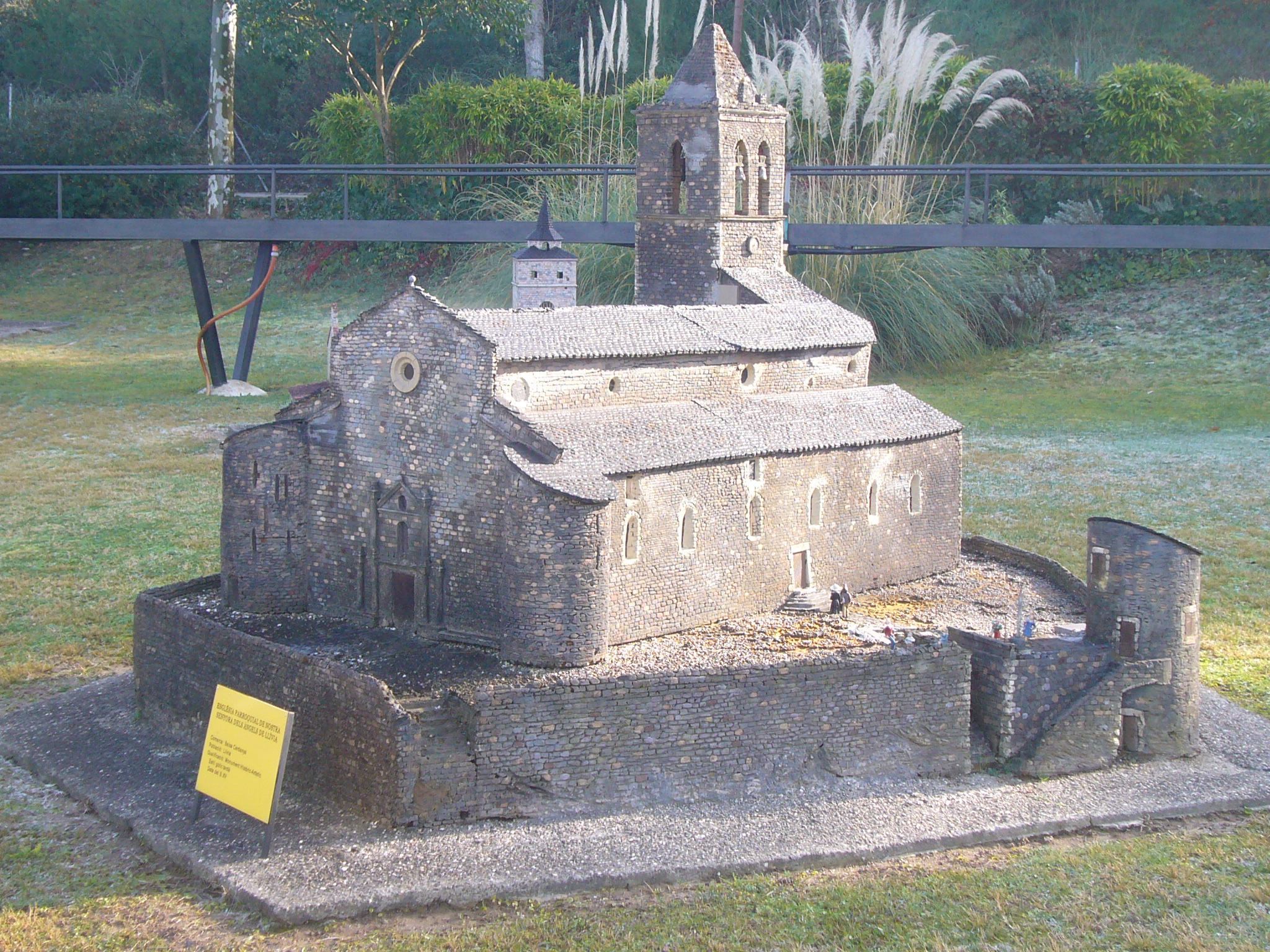
L'église de Nuestra Señora de los Ángeles (Llívia).
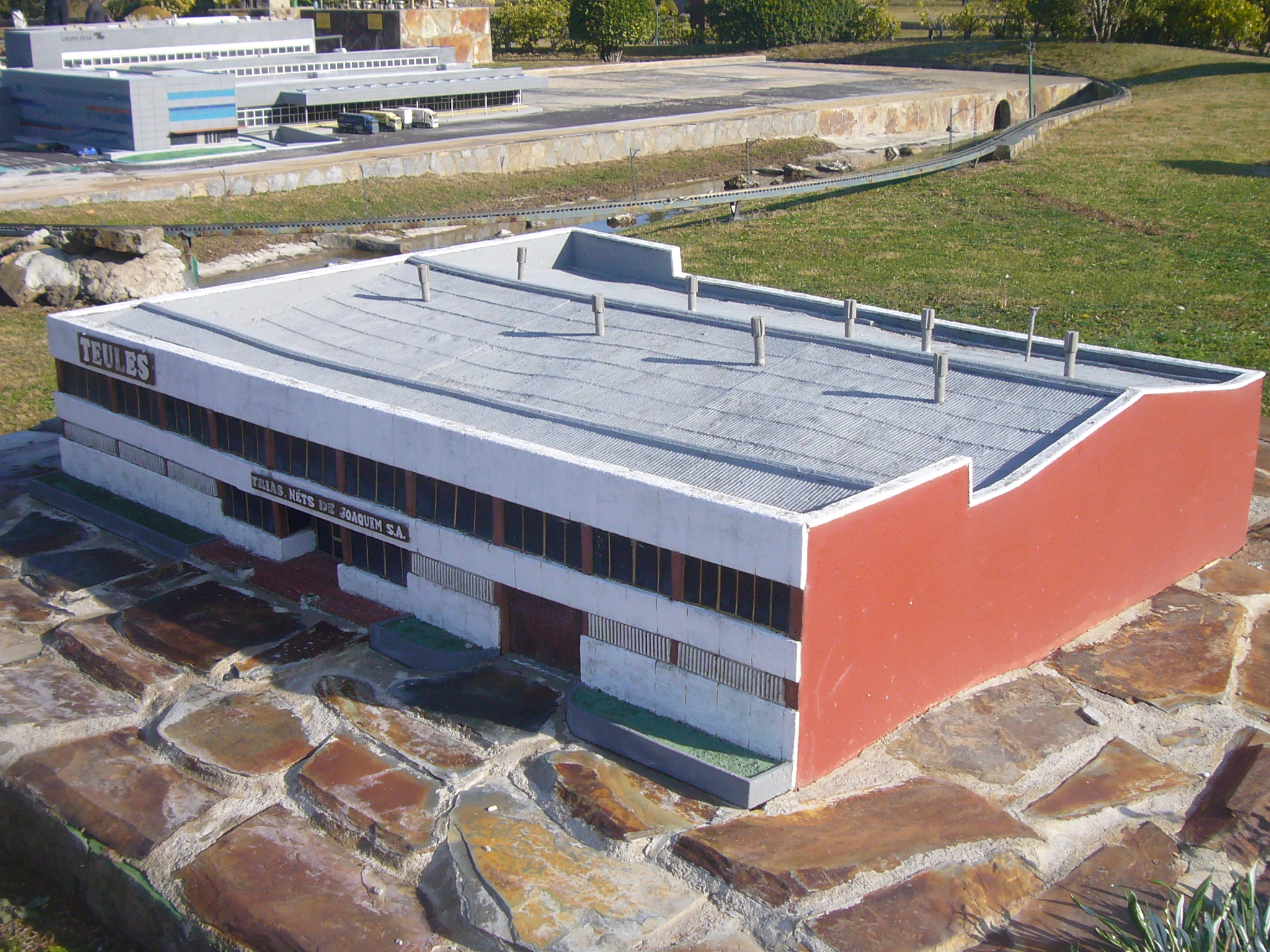
La manufacture Néts de Joaquim Trias en Santa Coloma de Farners.
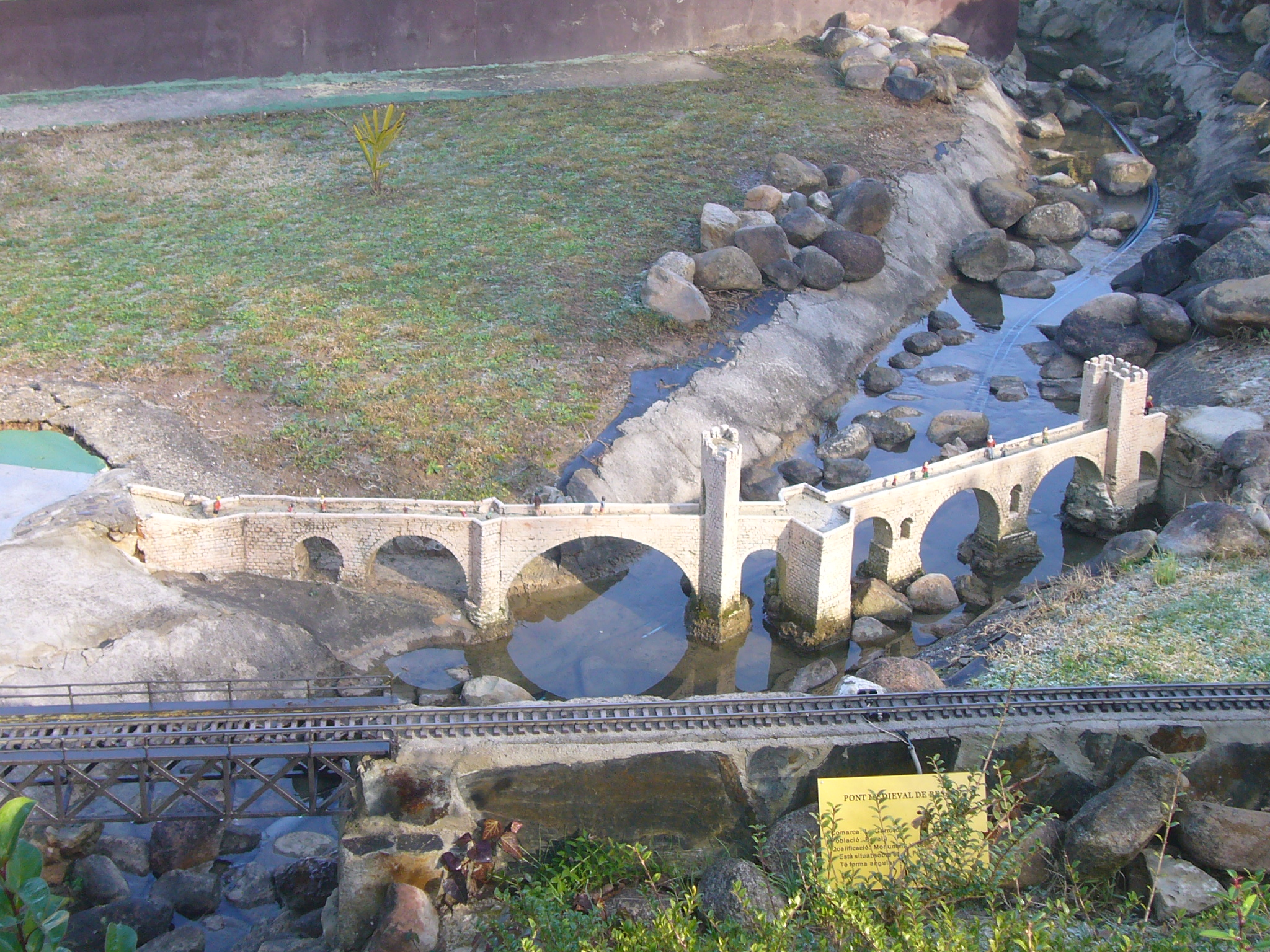
Le pont médiéval de Besalú.
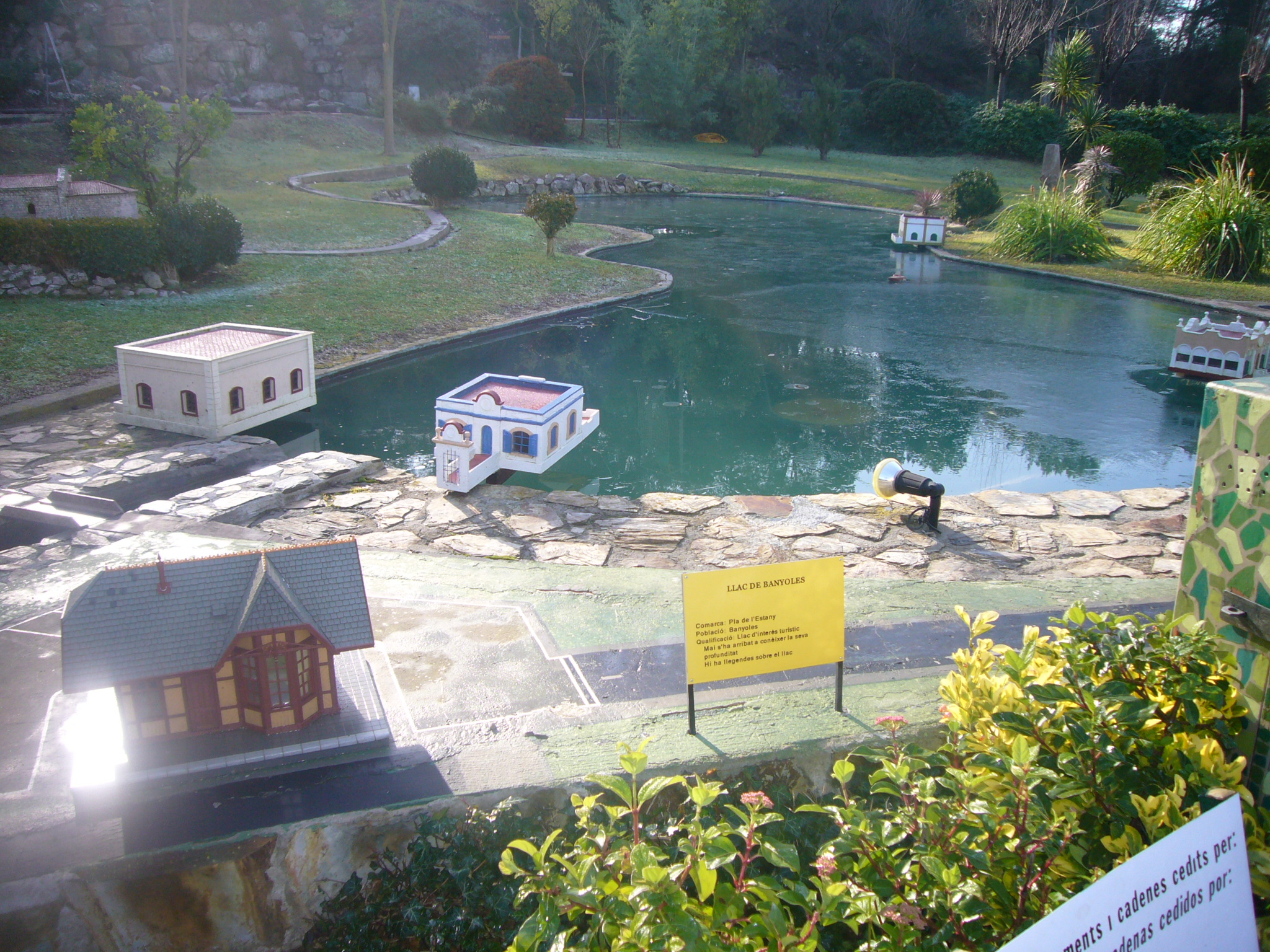
Le lac de Banyoles.
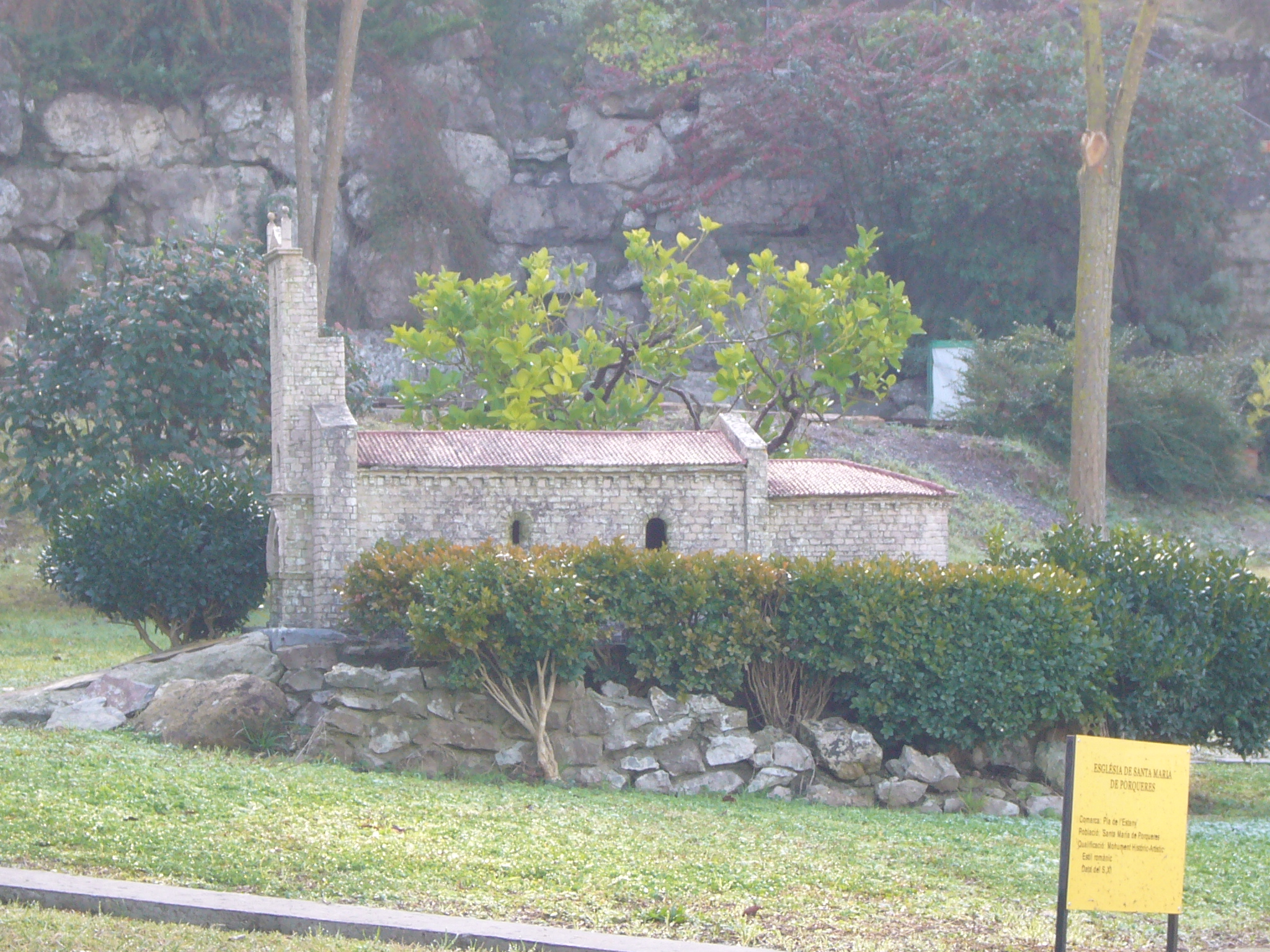
L'église de Santa María (Porqueres).
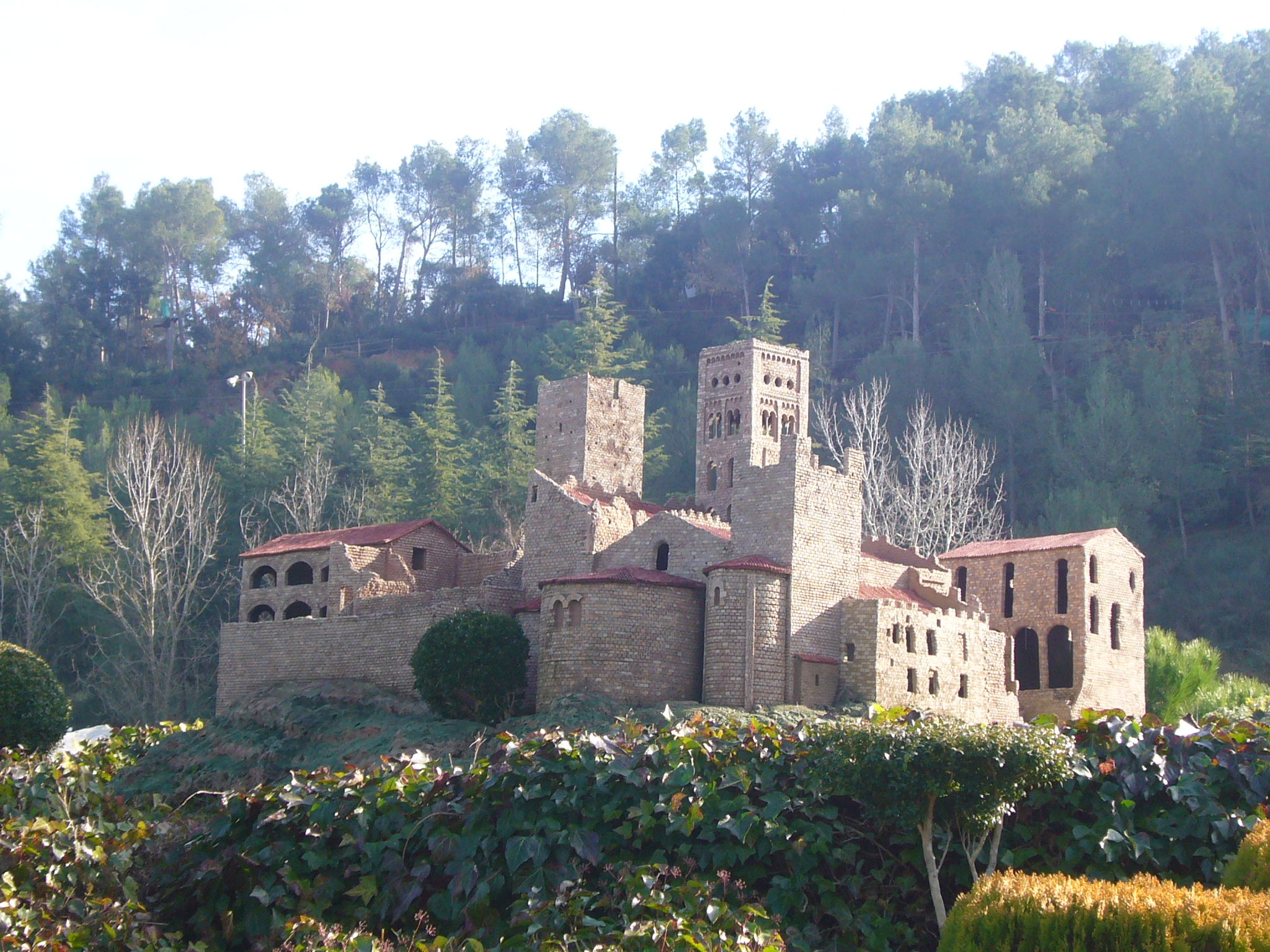
Le monastère de Sant Pere de Rodes.
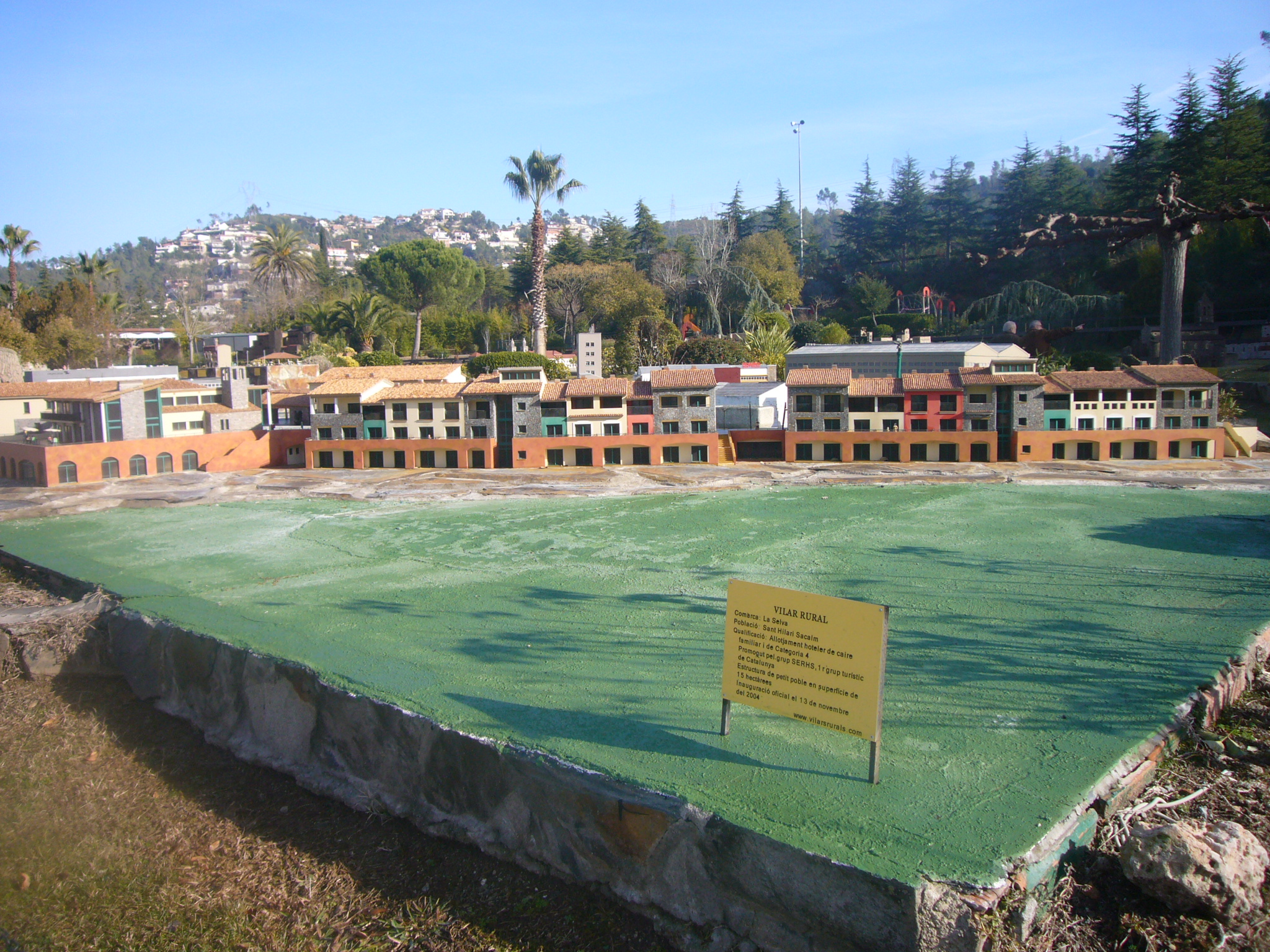
Le village Sant Hilari Sacalm.
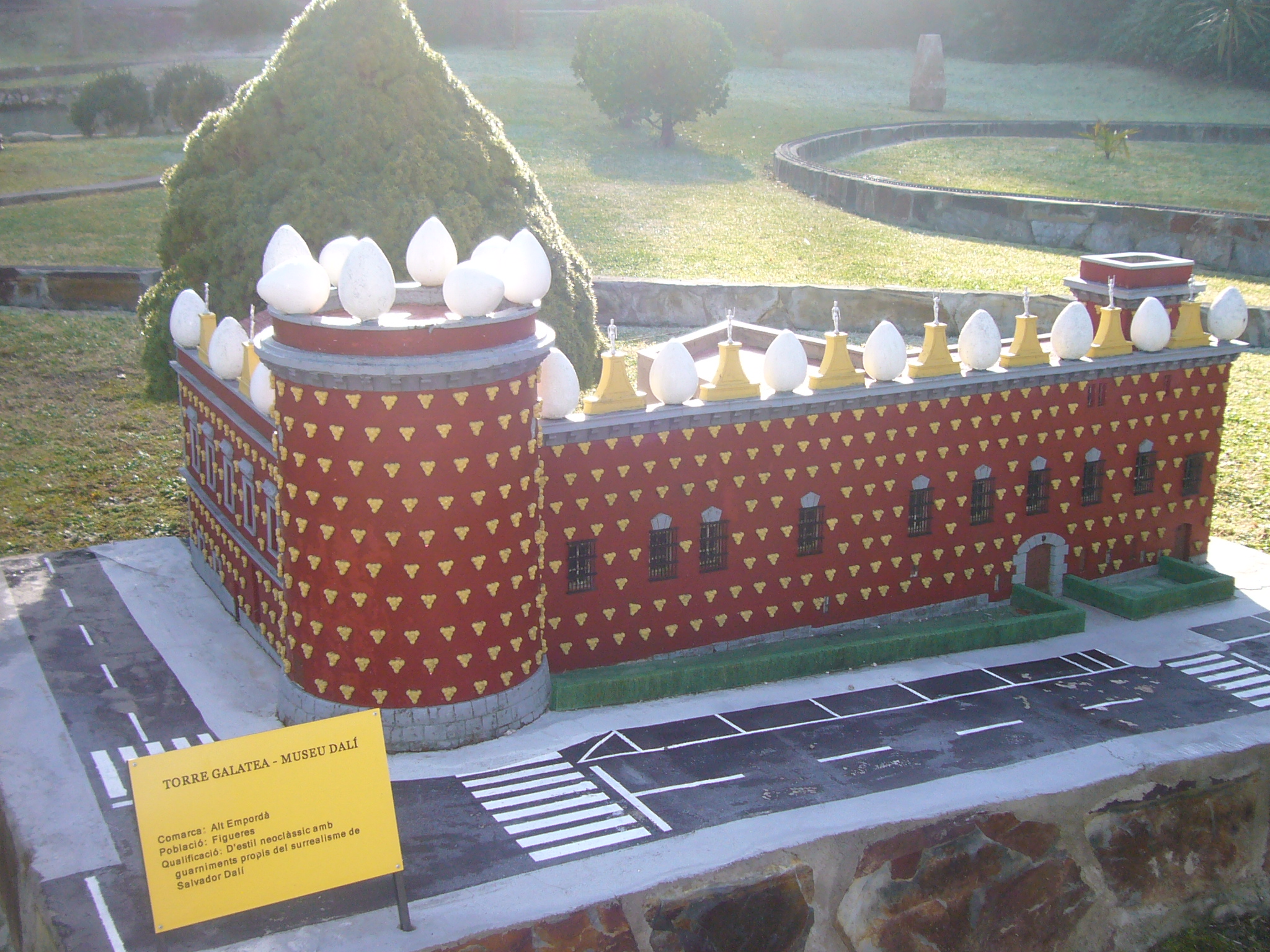
Le Théâtre-musée Dalí (Figueras).

### Province de Lérida

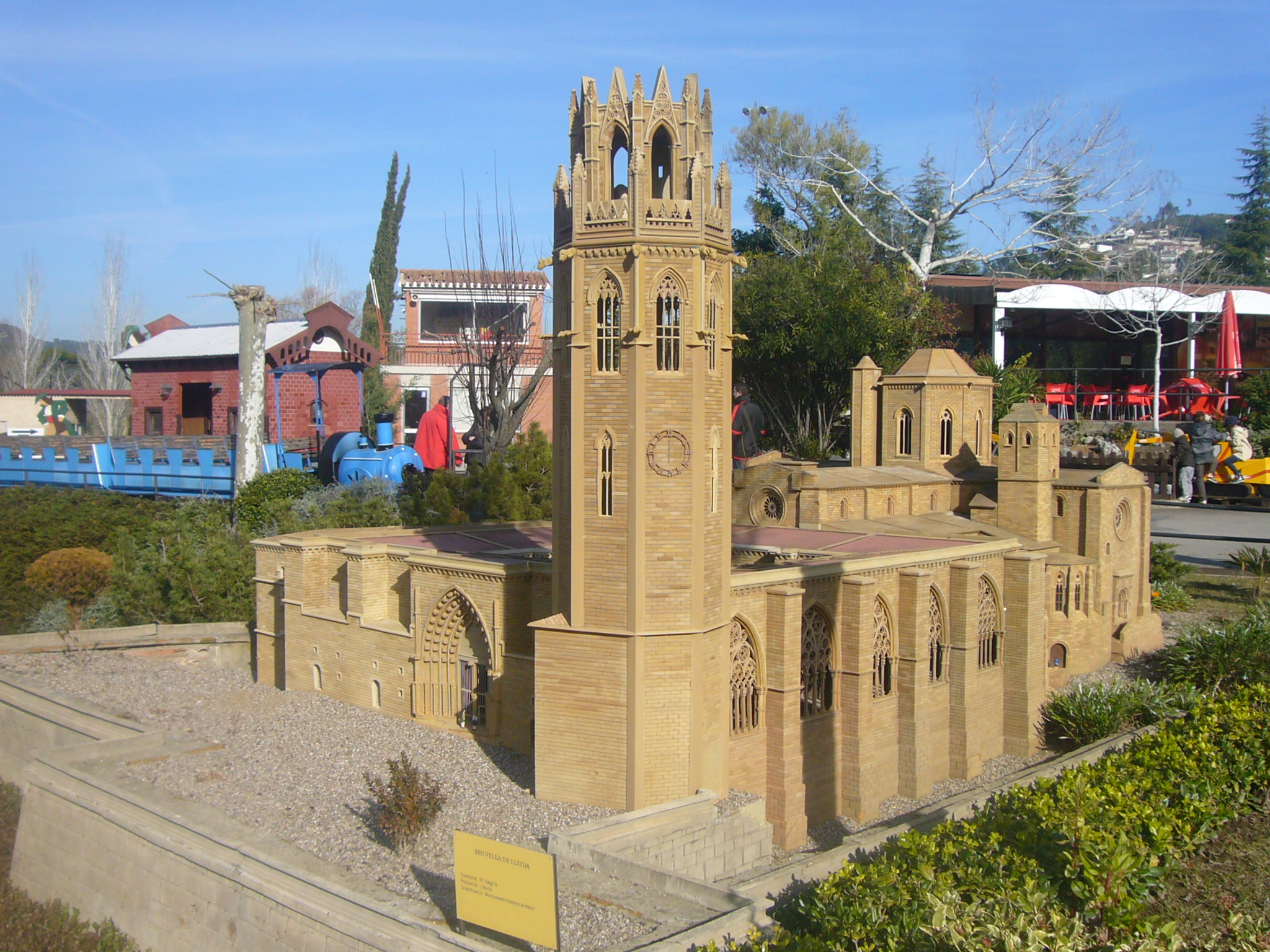
La cathédrale de la Seu Vella (Lérida).
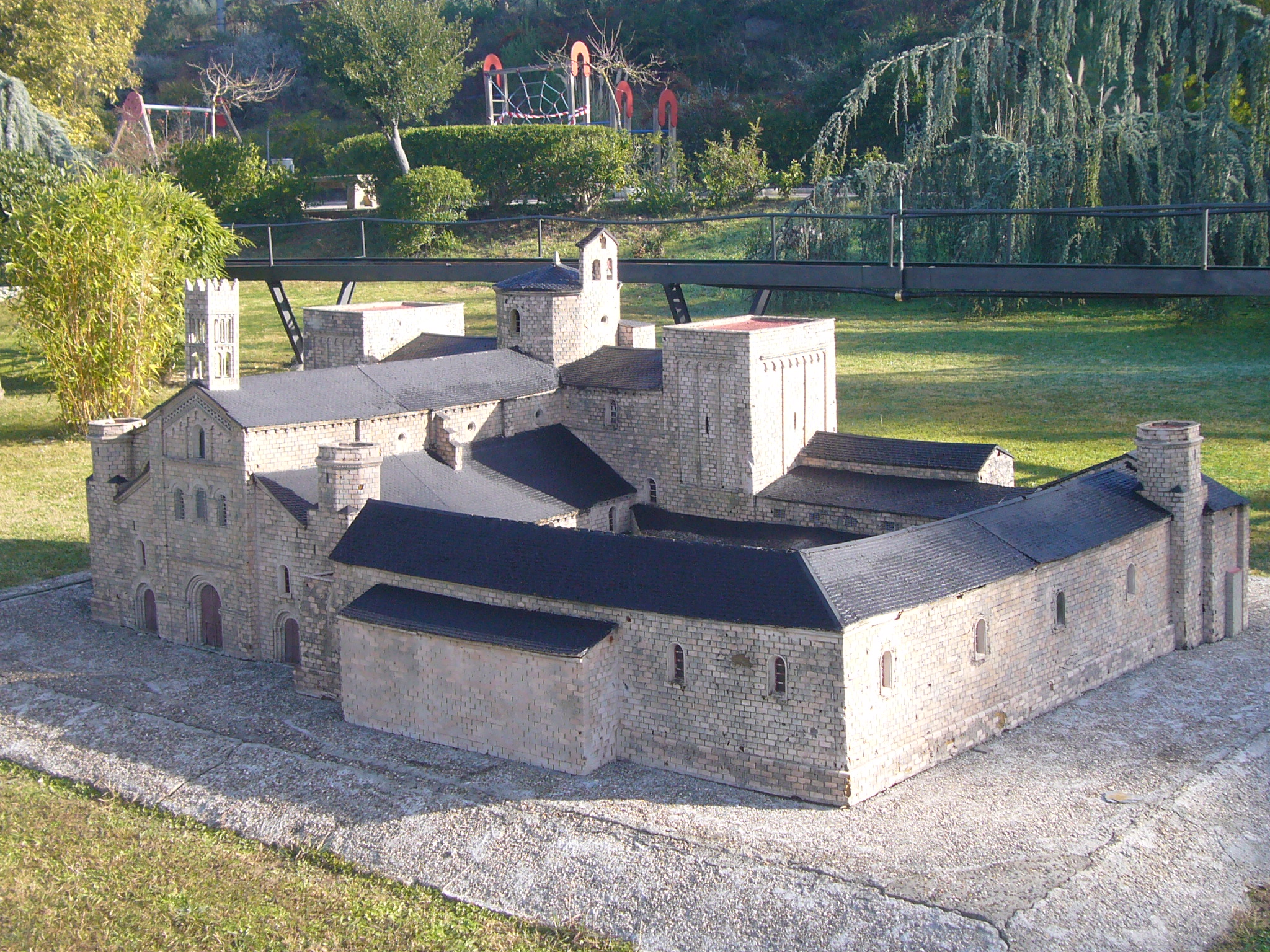
La cathédrale Sainte-Marie d'Urgell.
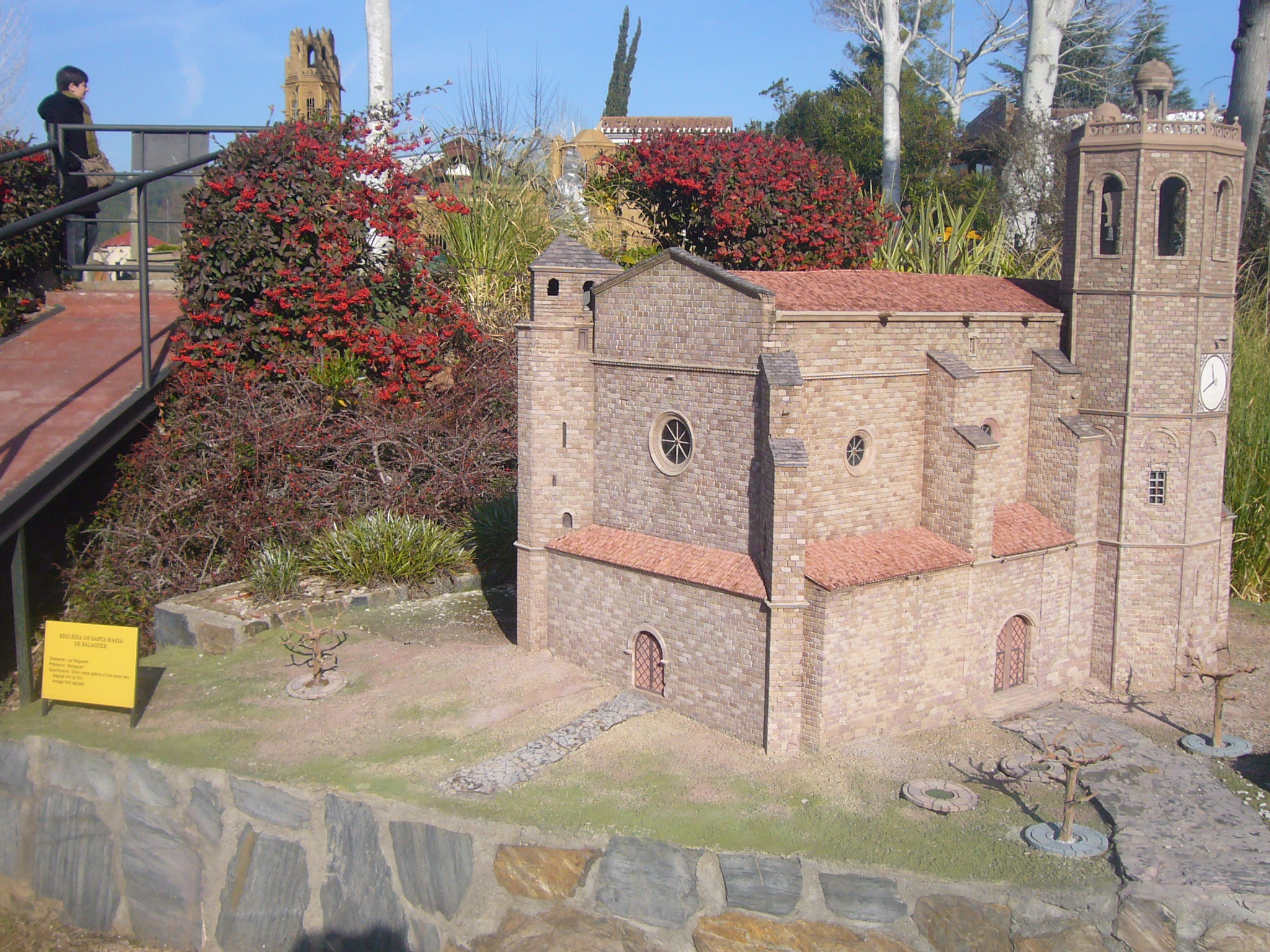
L'église Santa María de Balaguer.
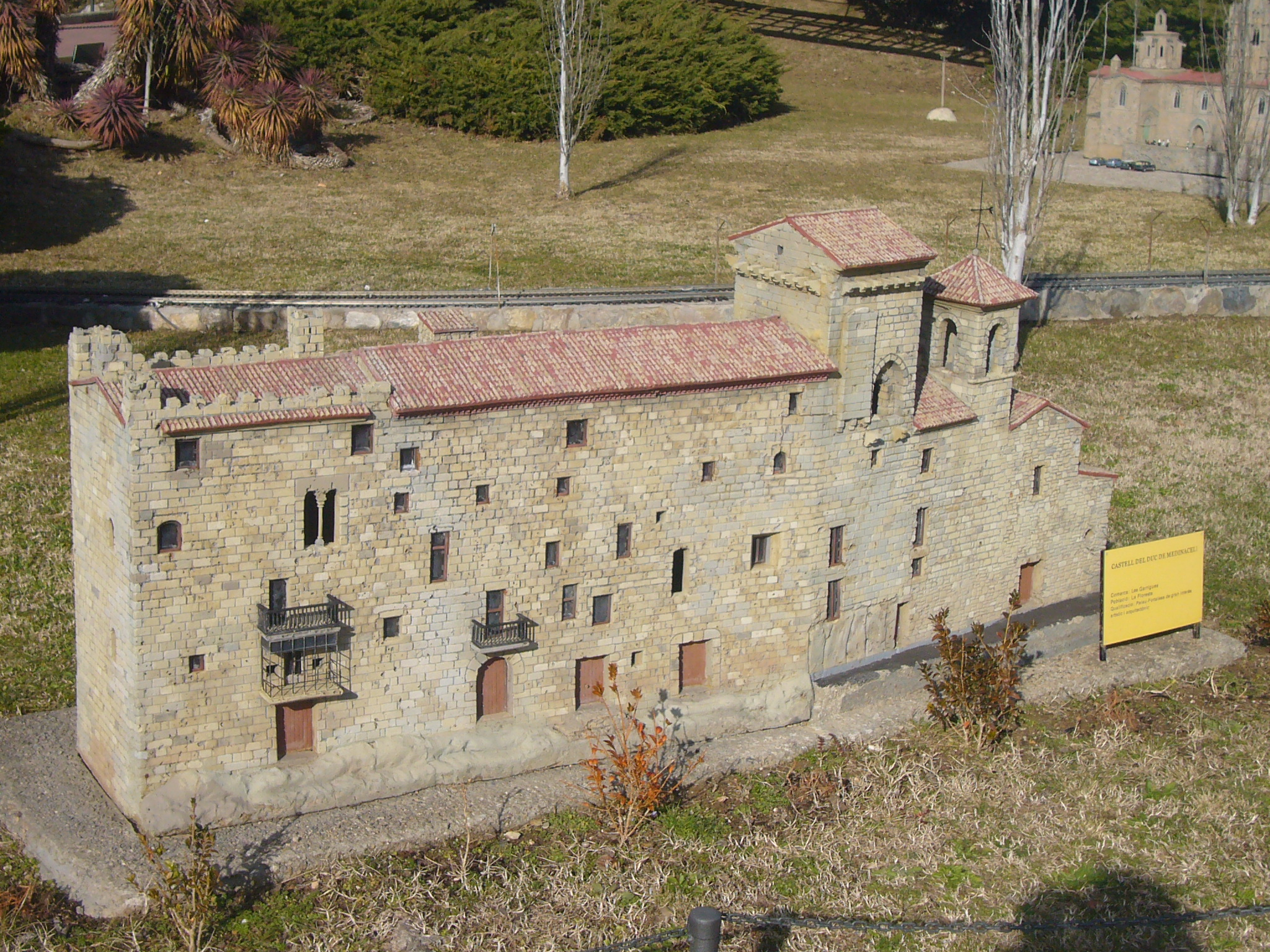
Le château de La Floresta.
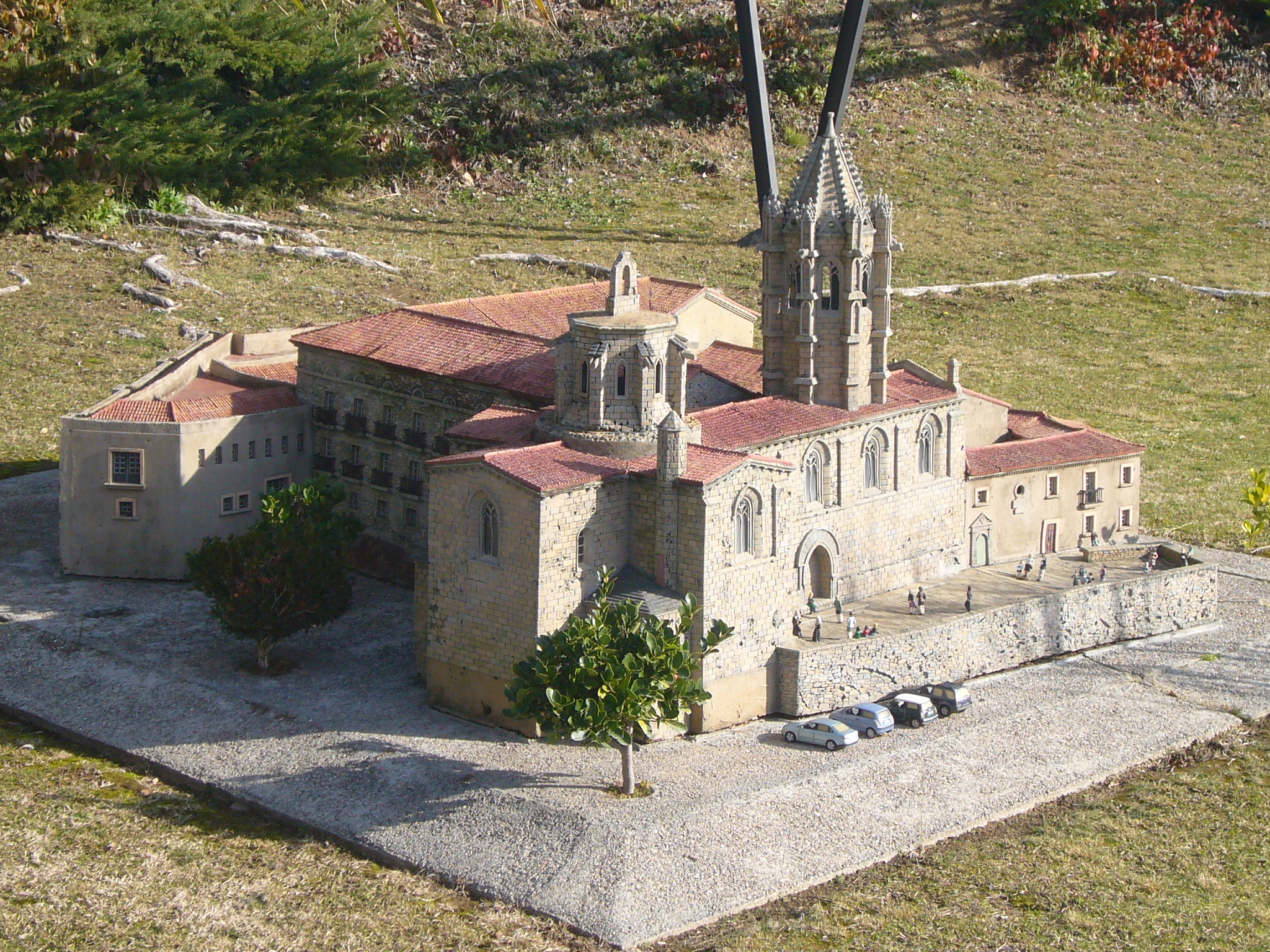
Le monastère de Vallbona de les Monges.
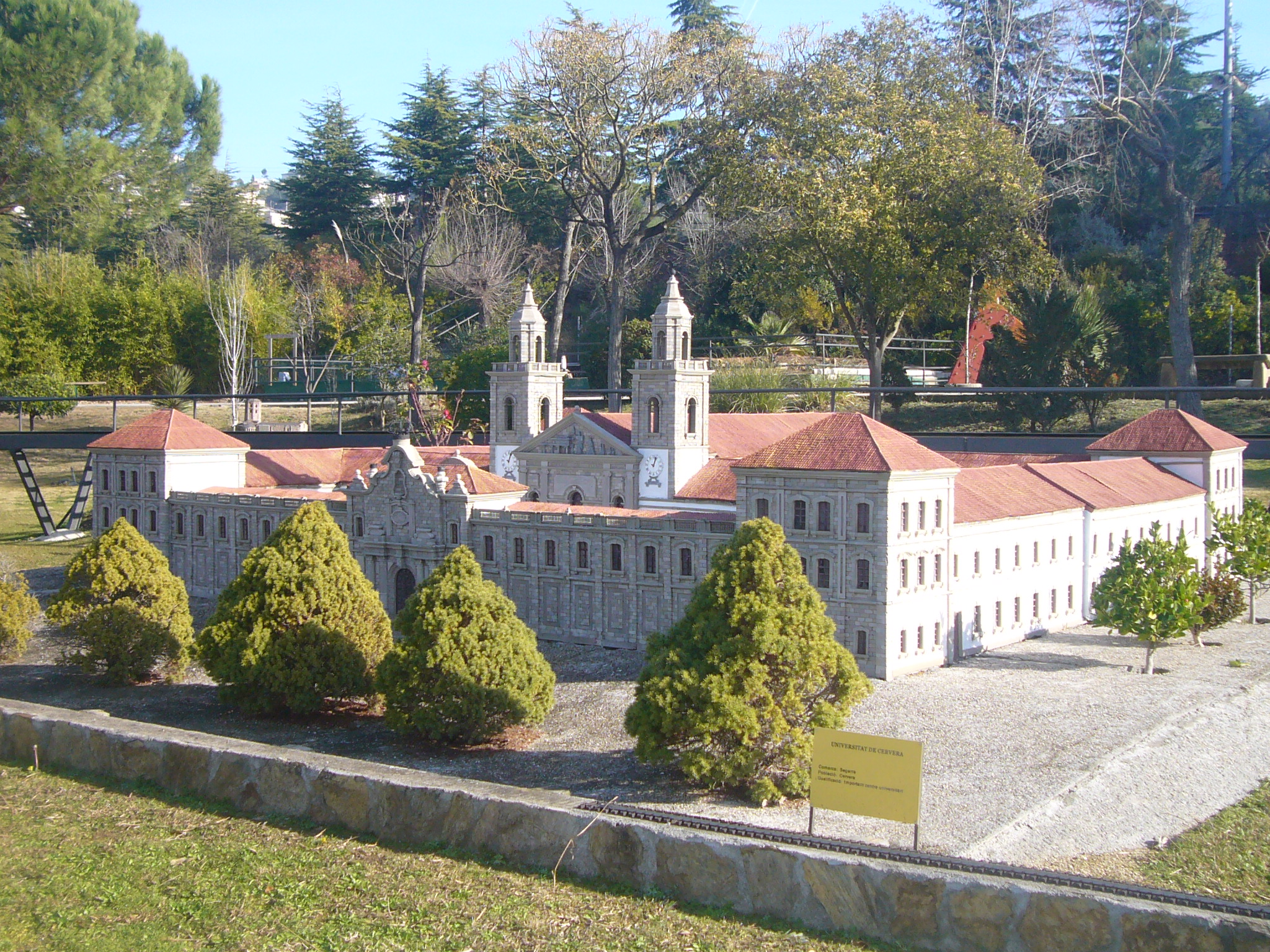
L'Université de Cervera.
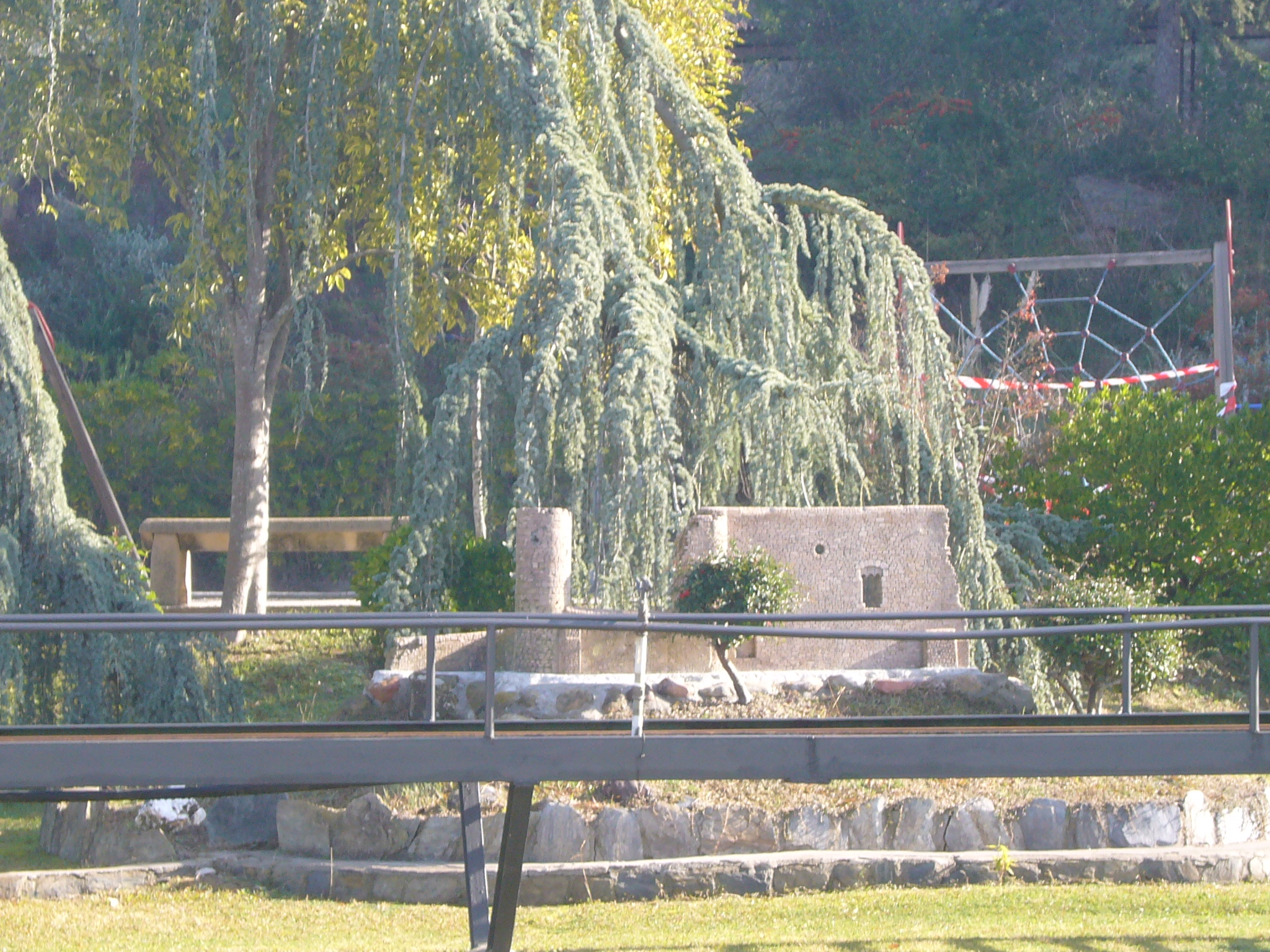
Les ruines du château de Sort.
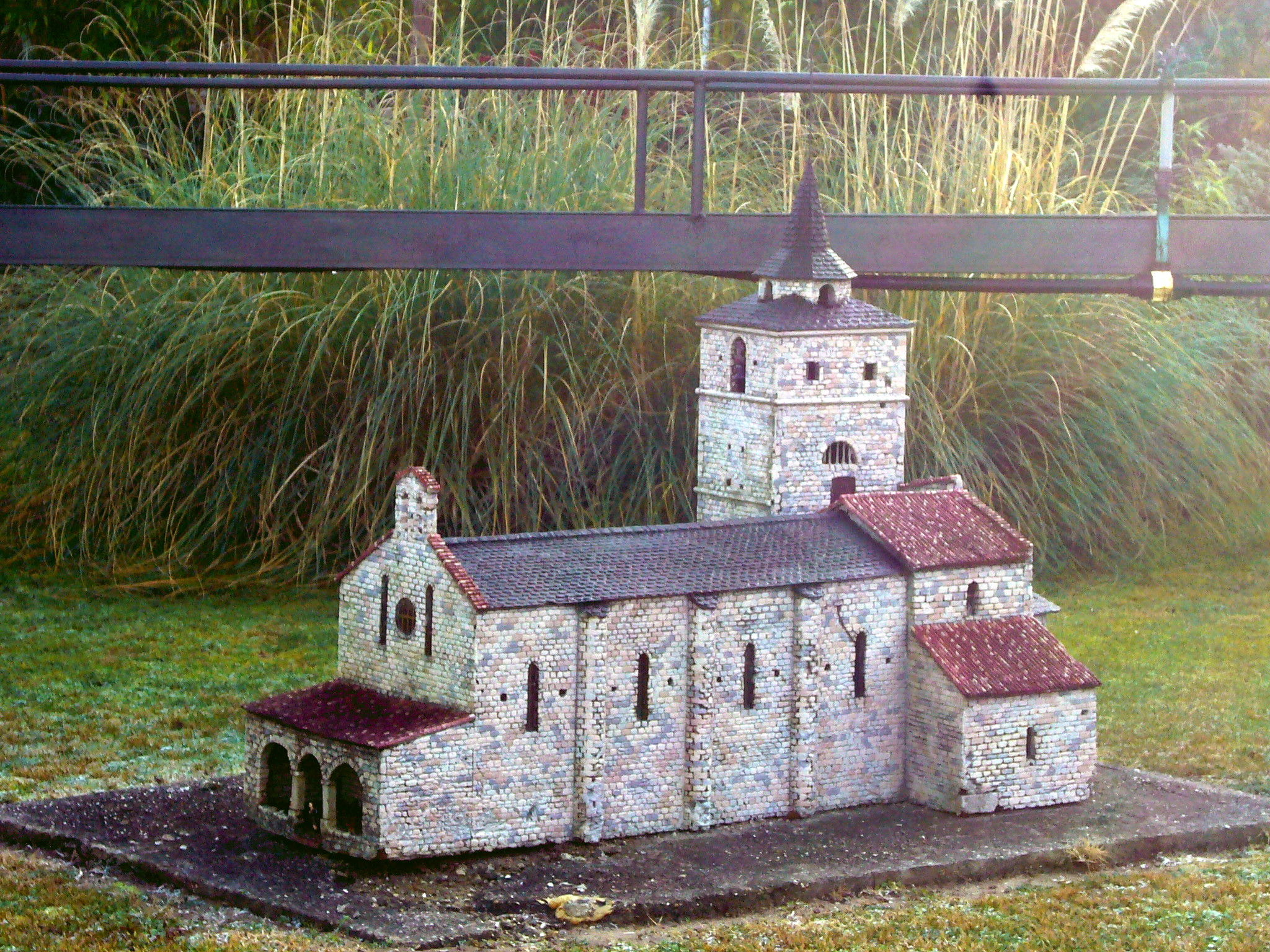
L'église Sainte-Marie de Talló.
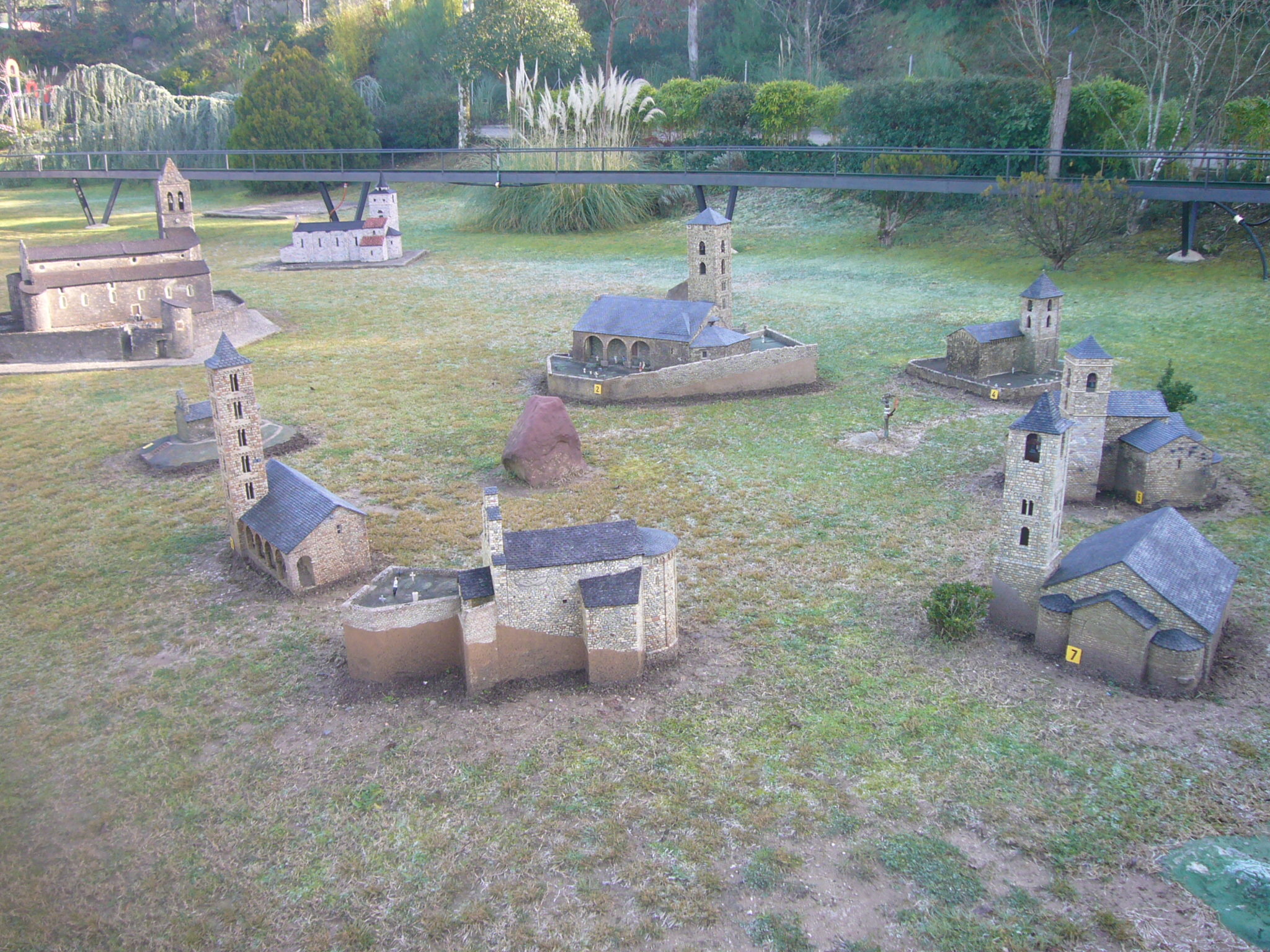
Les églises romanes de la Vall de Boí.
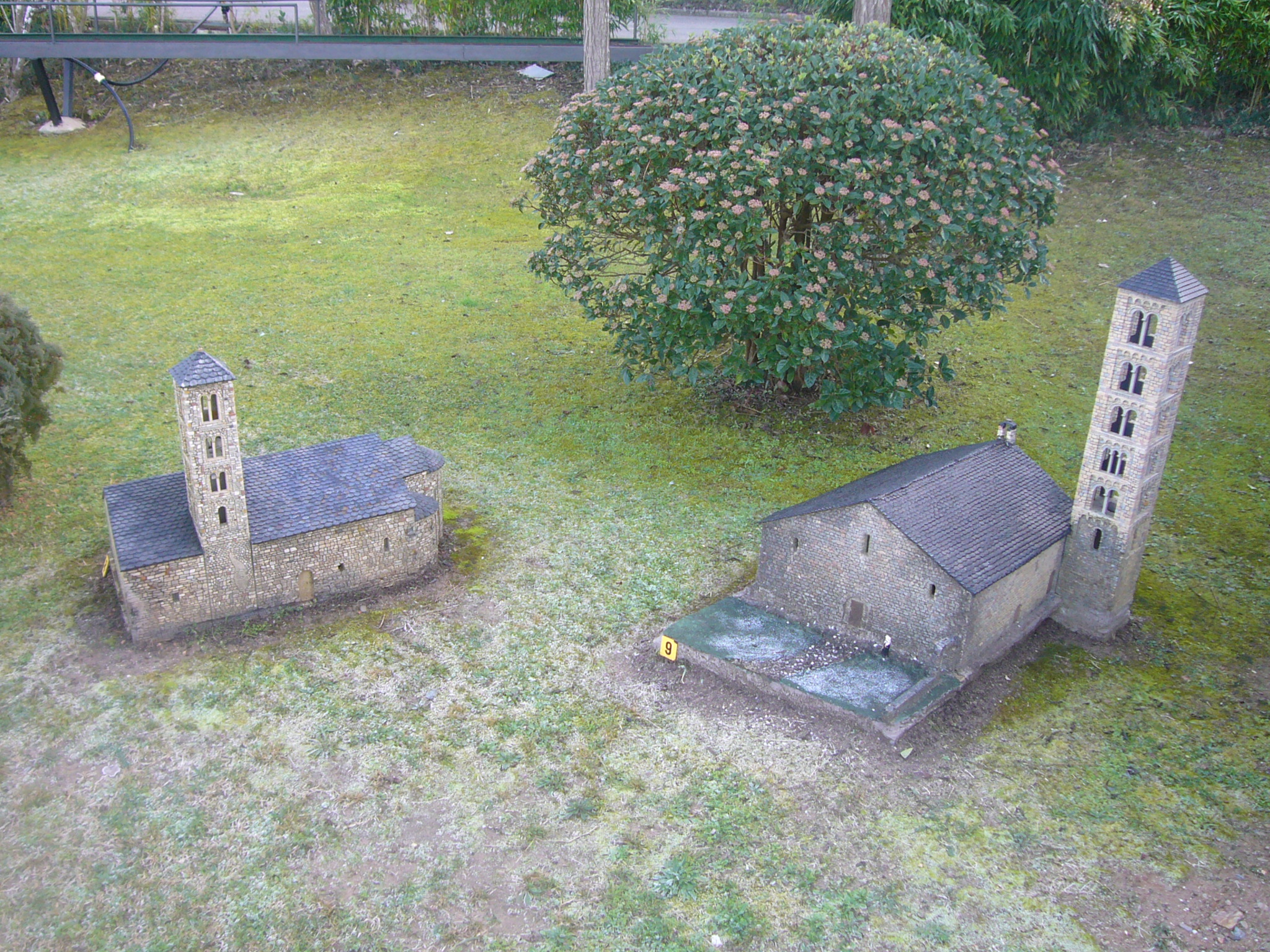
L'église Santa Maria de Taüll et l'église Sant Climent de Taüll.
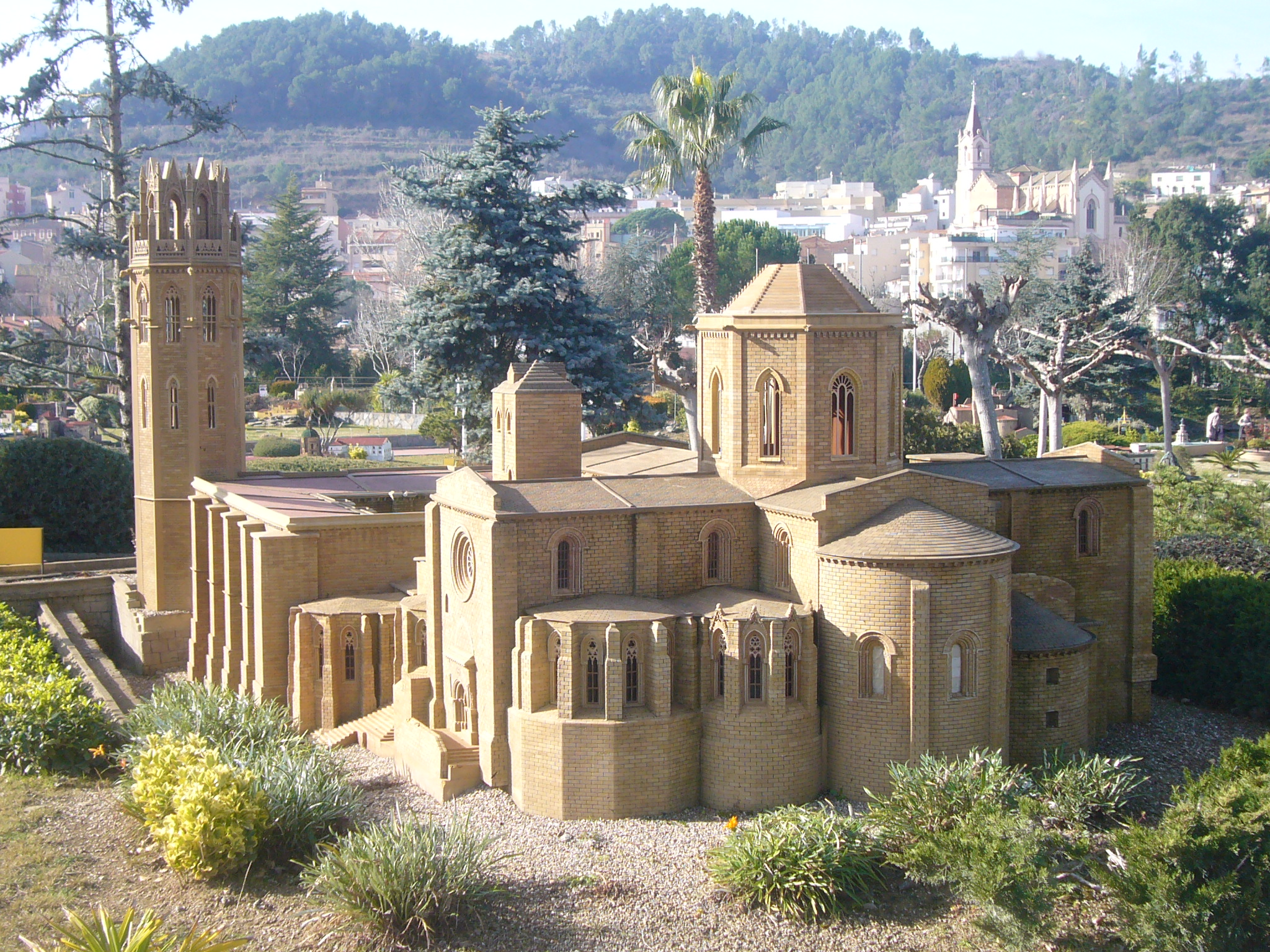
La cathédrale de la Seu Vella (Lérida).

### Province de Tarragone

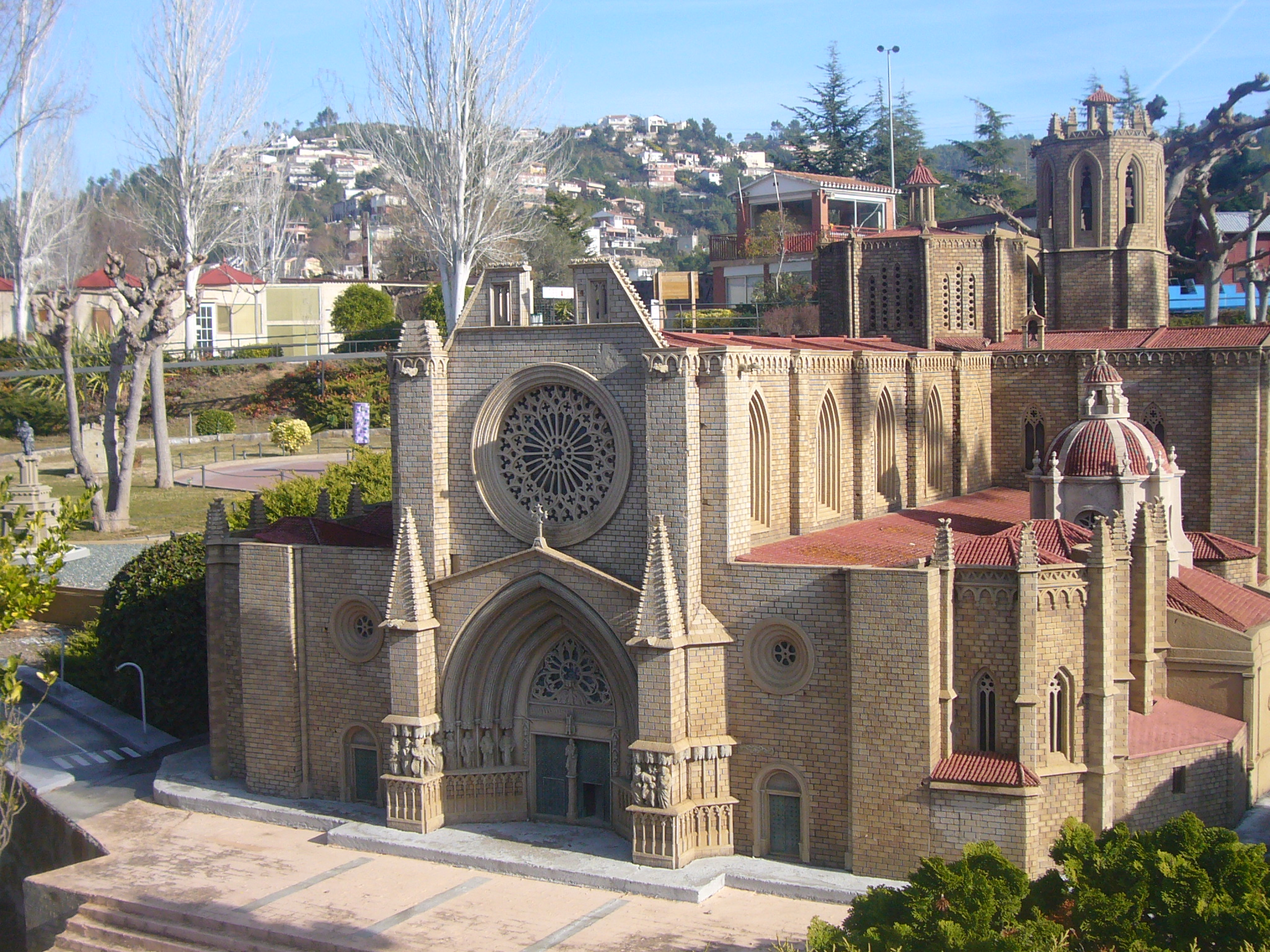
La cathédrale Sainte-Marie (Tarragone).
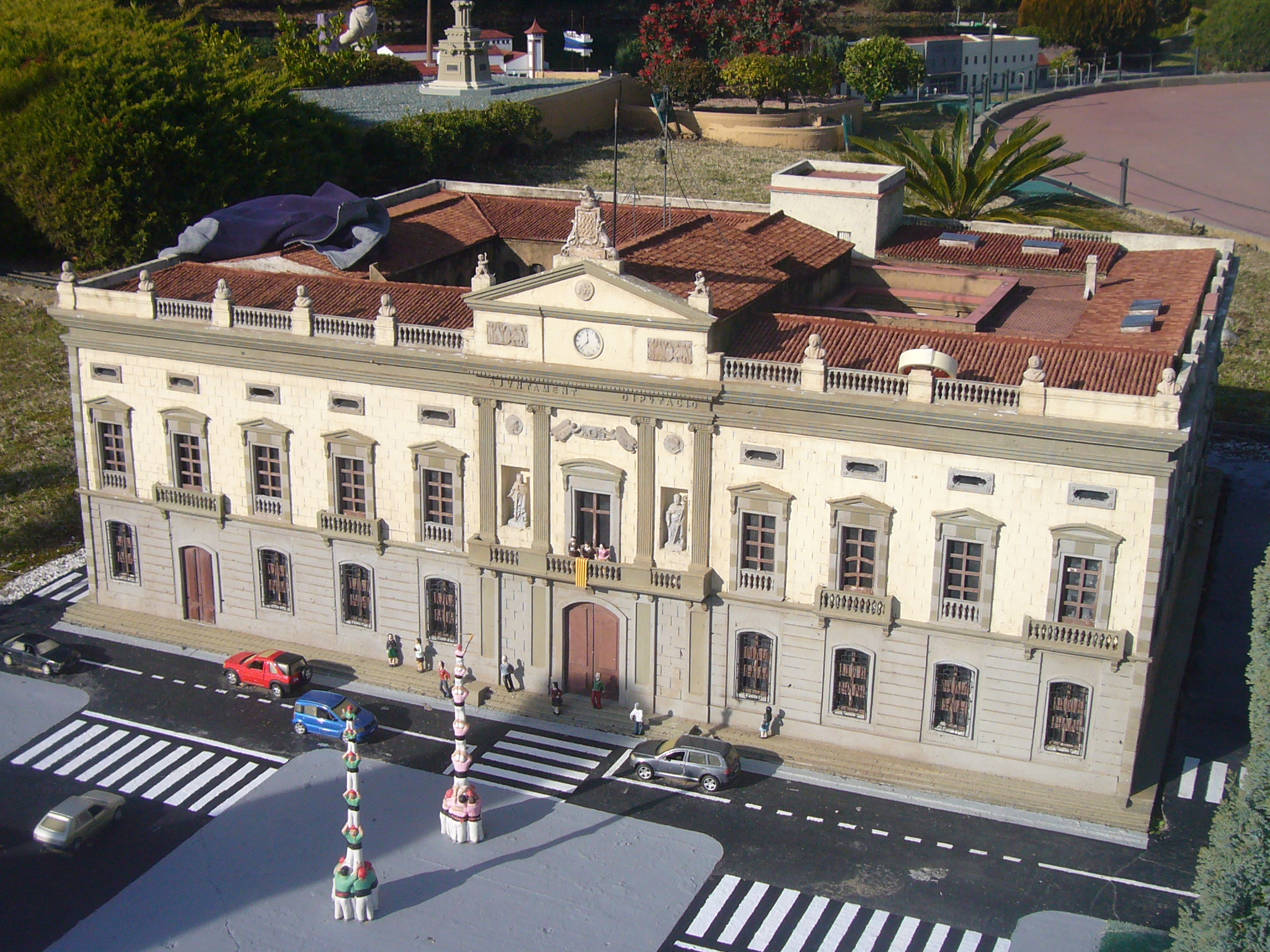
Mairie de Tarragone.
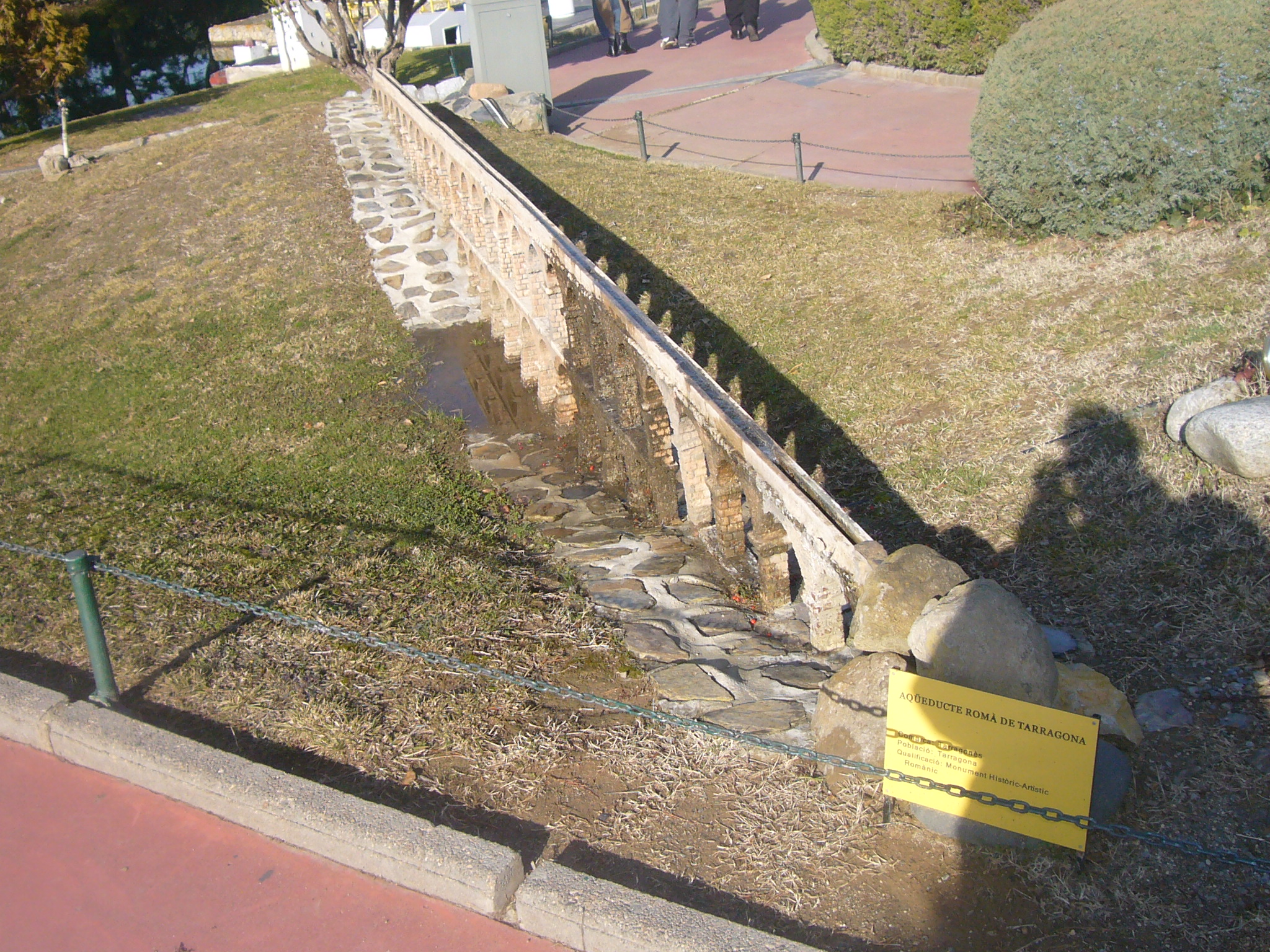
L'aqueduc de Tarragone.
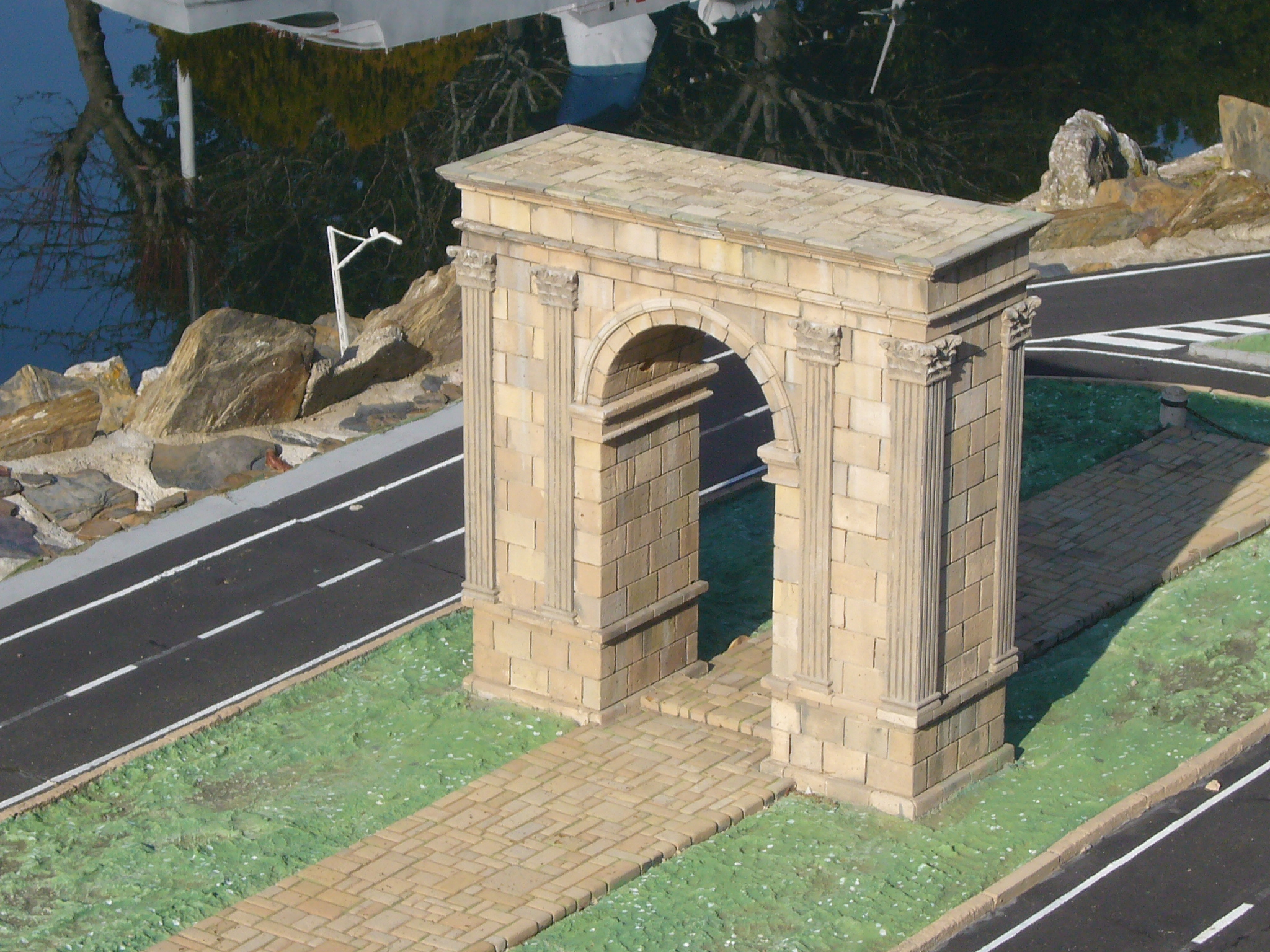
L'Arc de Berà.
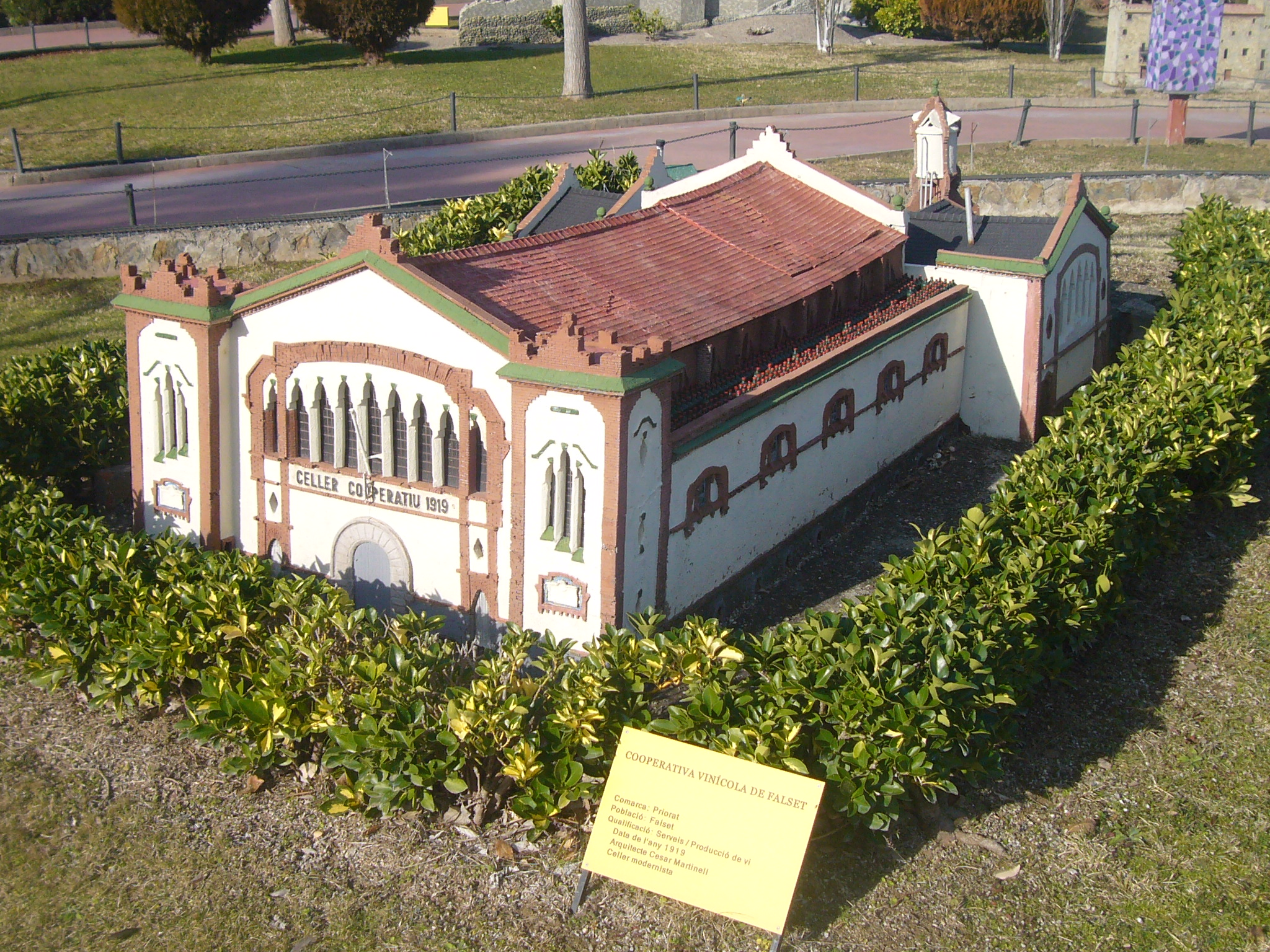
La coopérative de Falset.
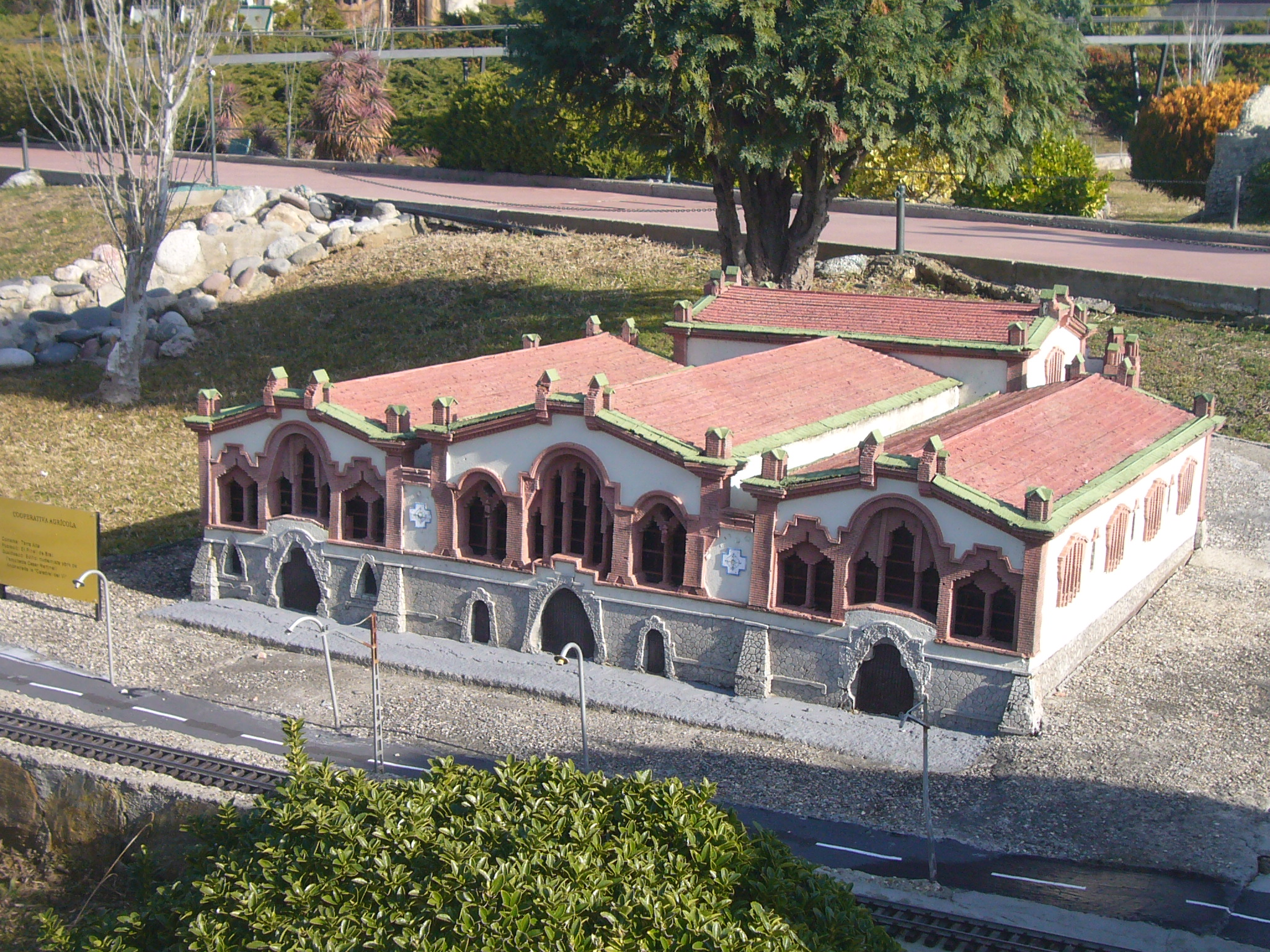
La coopérative de El Pinell de Brai.
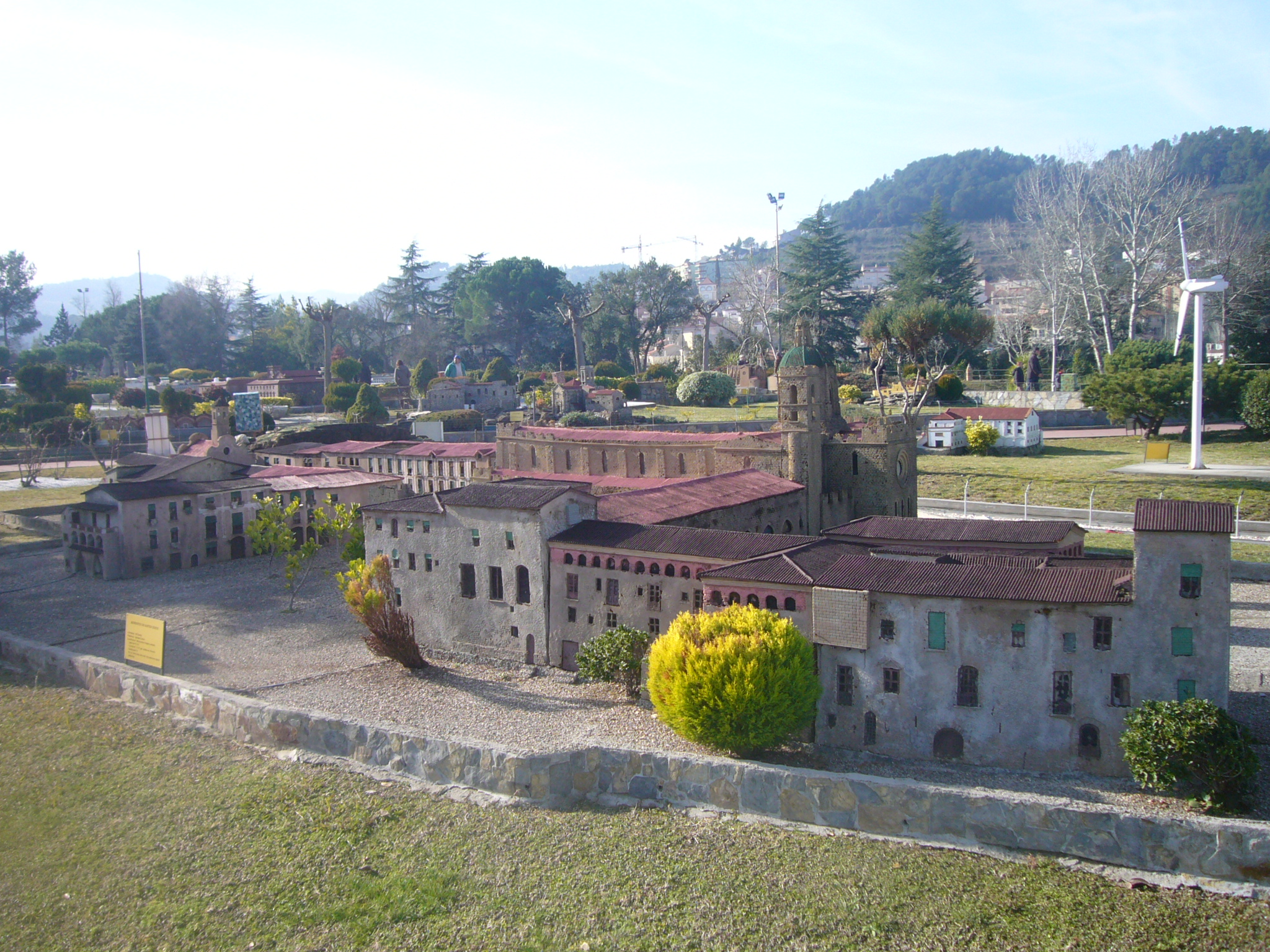
L'Abbaye de Santes Creus.
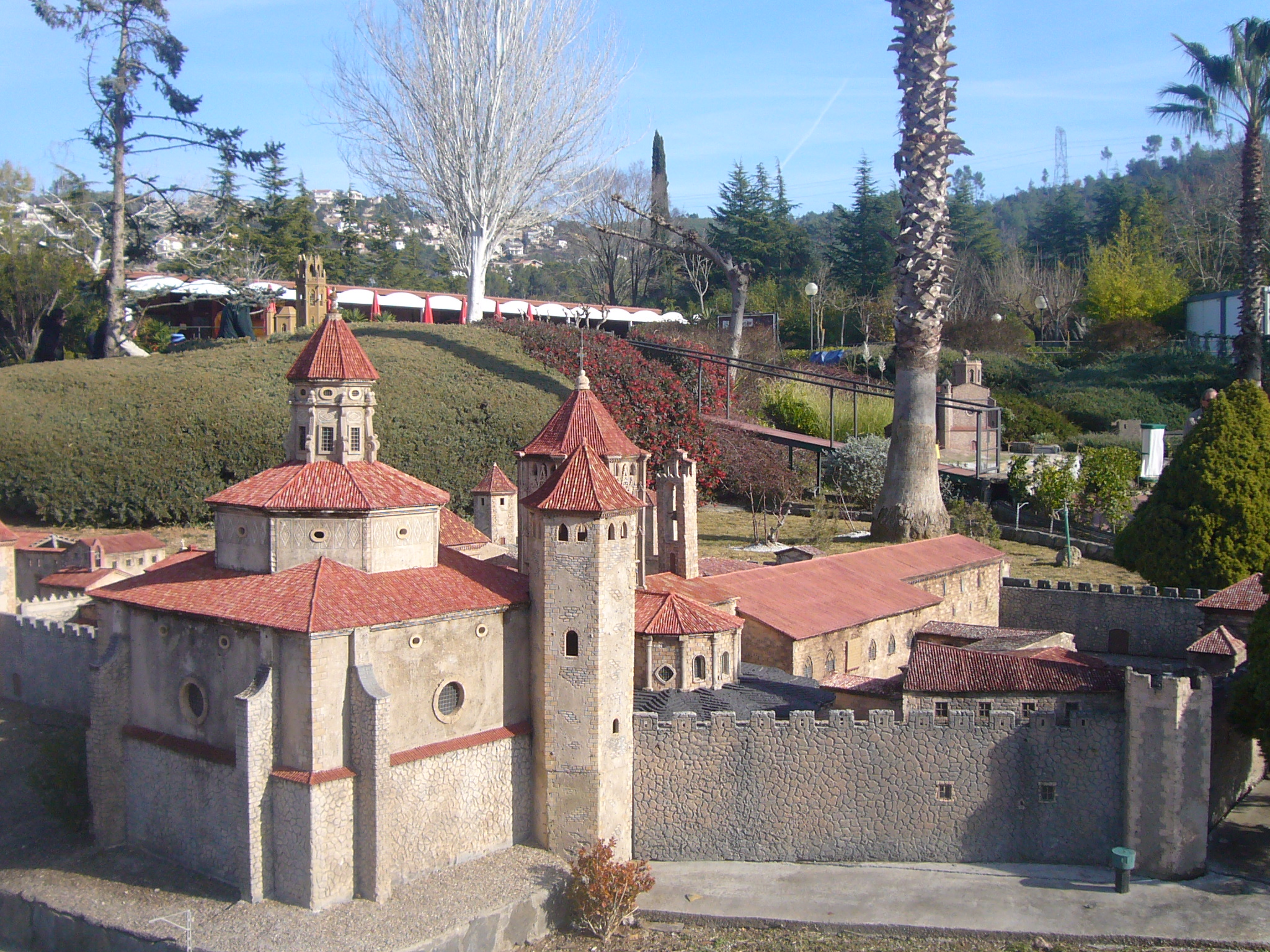
L'abbaye de Poblet.
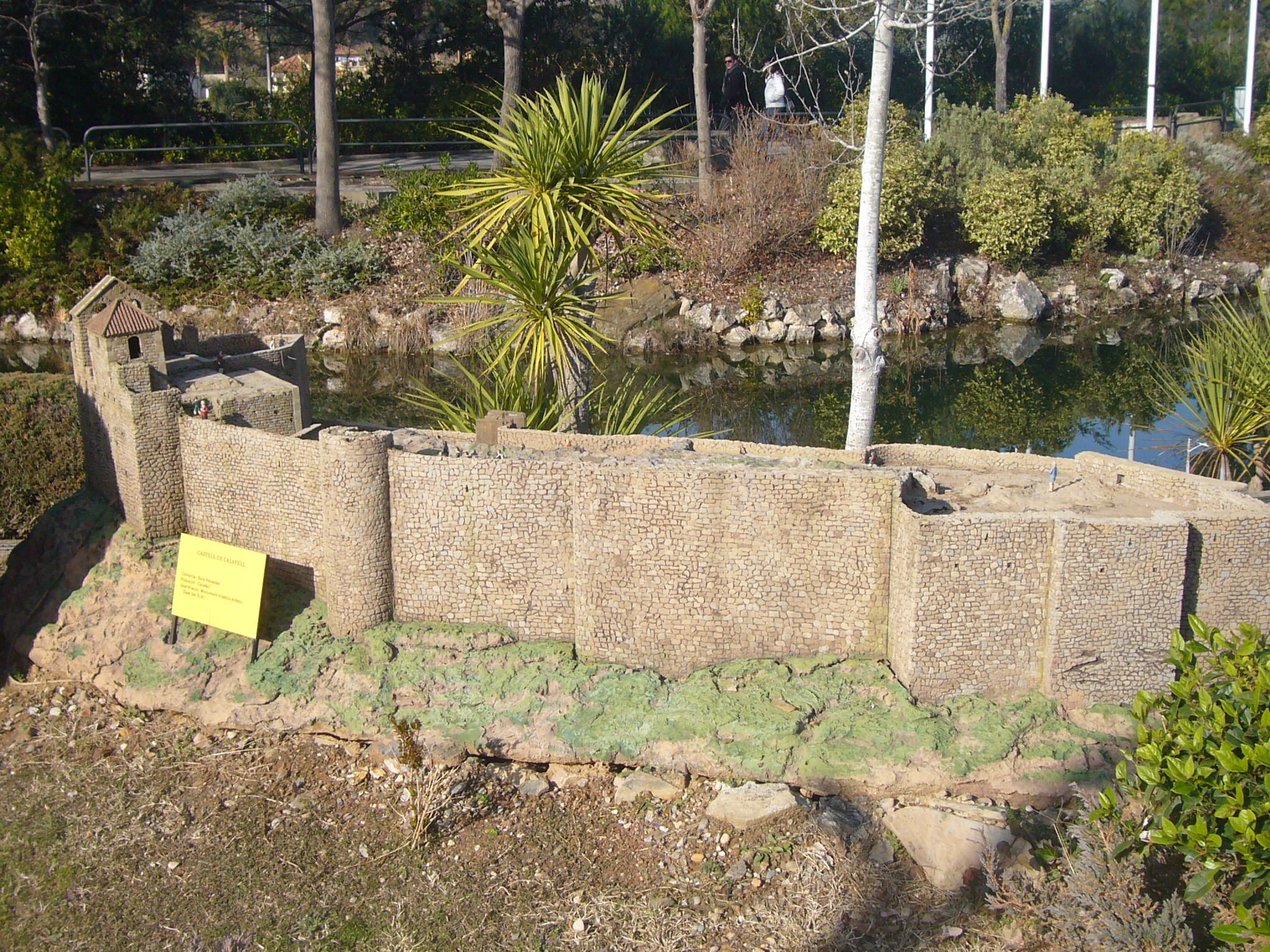
Le château de Calafell.
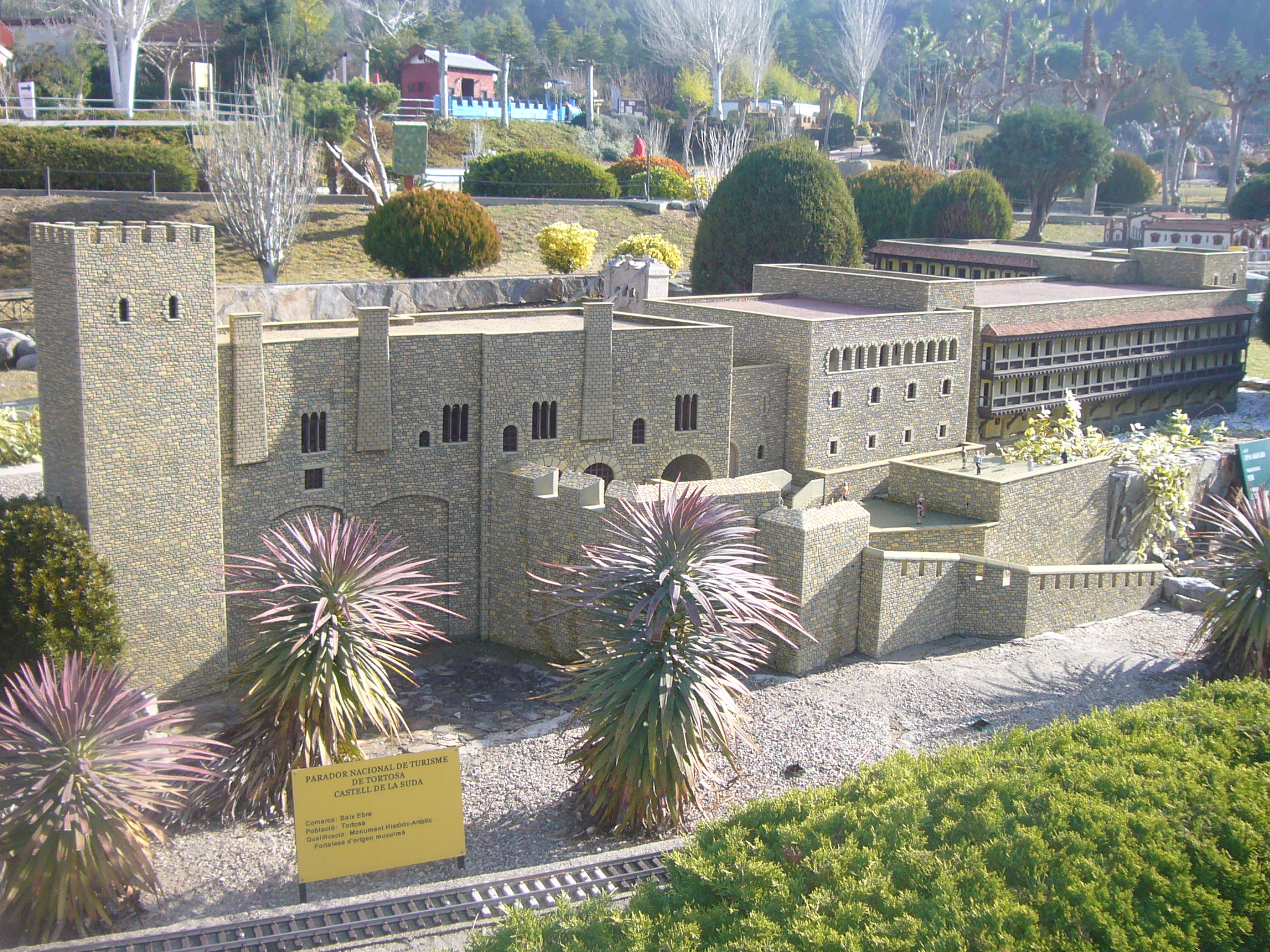
Le château de Sant Joan (Tortosa).
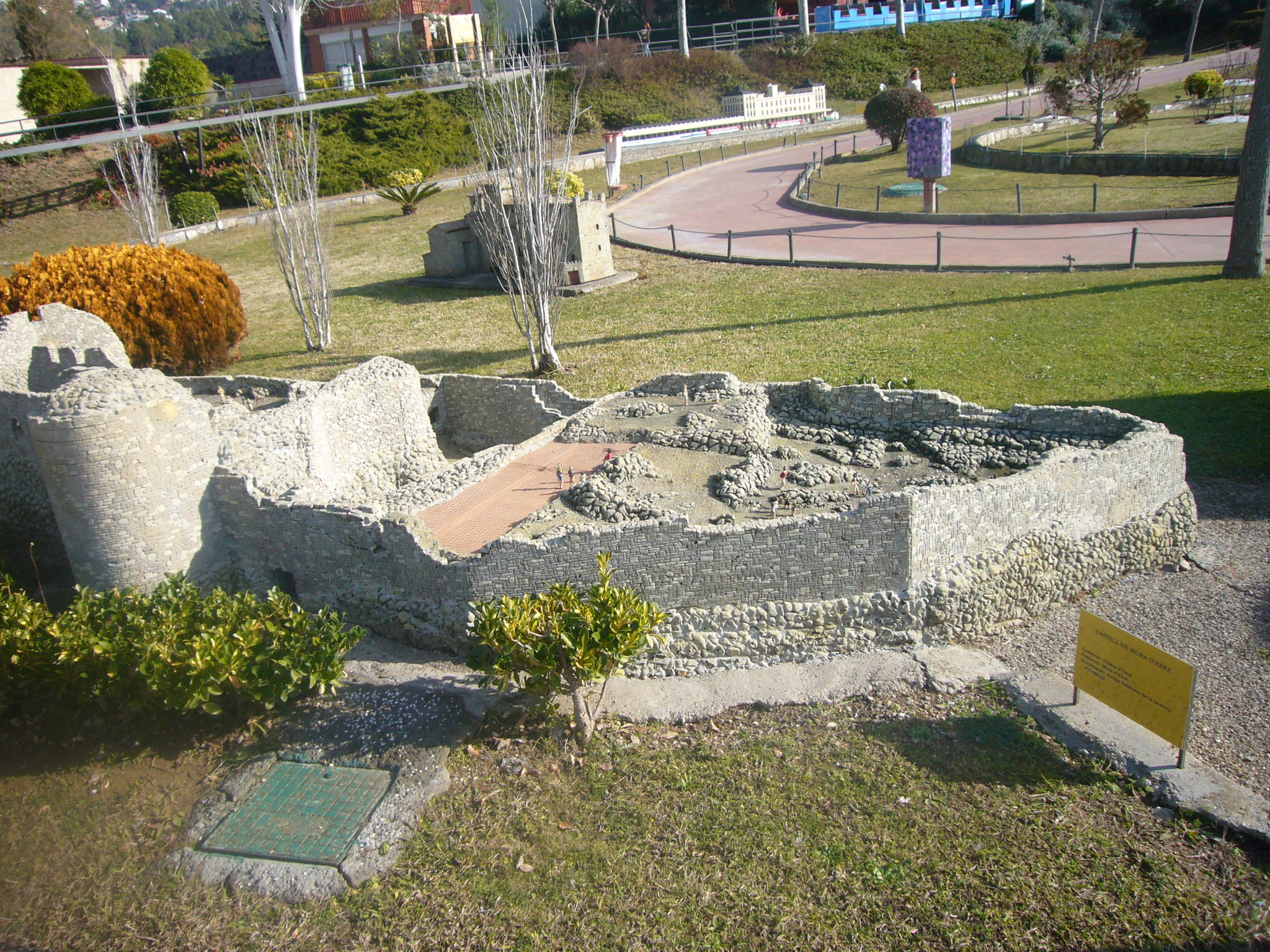
Le château de Móra d'Ebre.
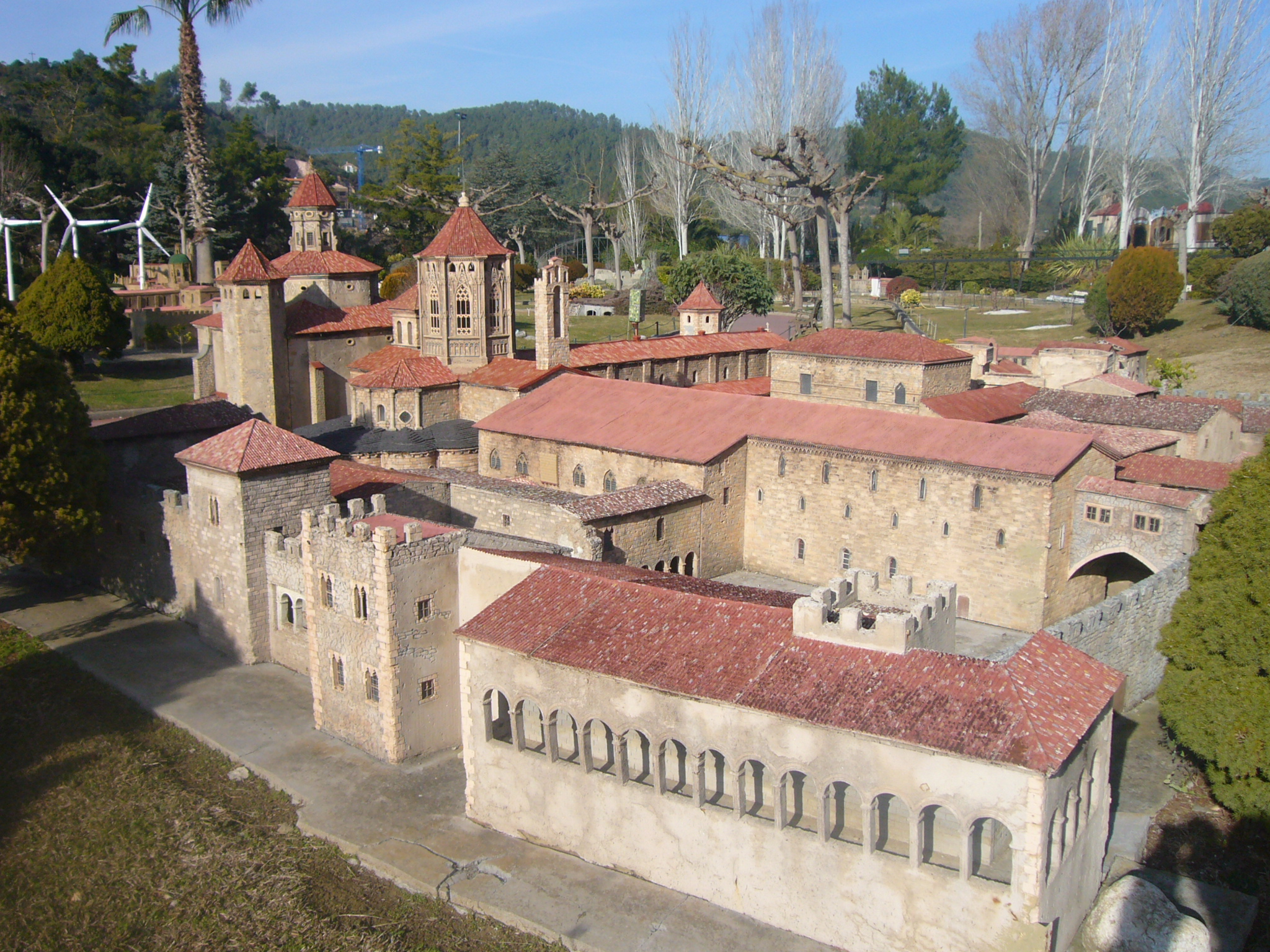
L'abbaye de Poblet.

### Majorque

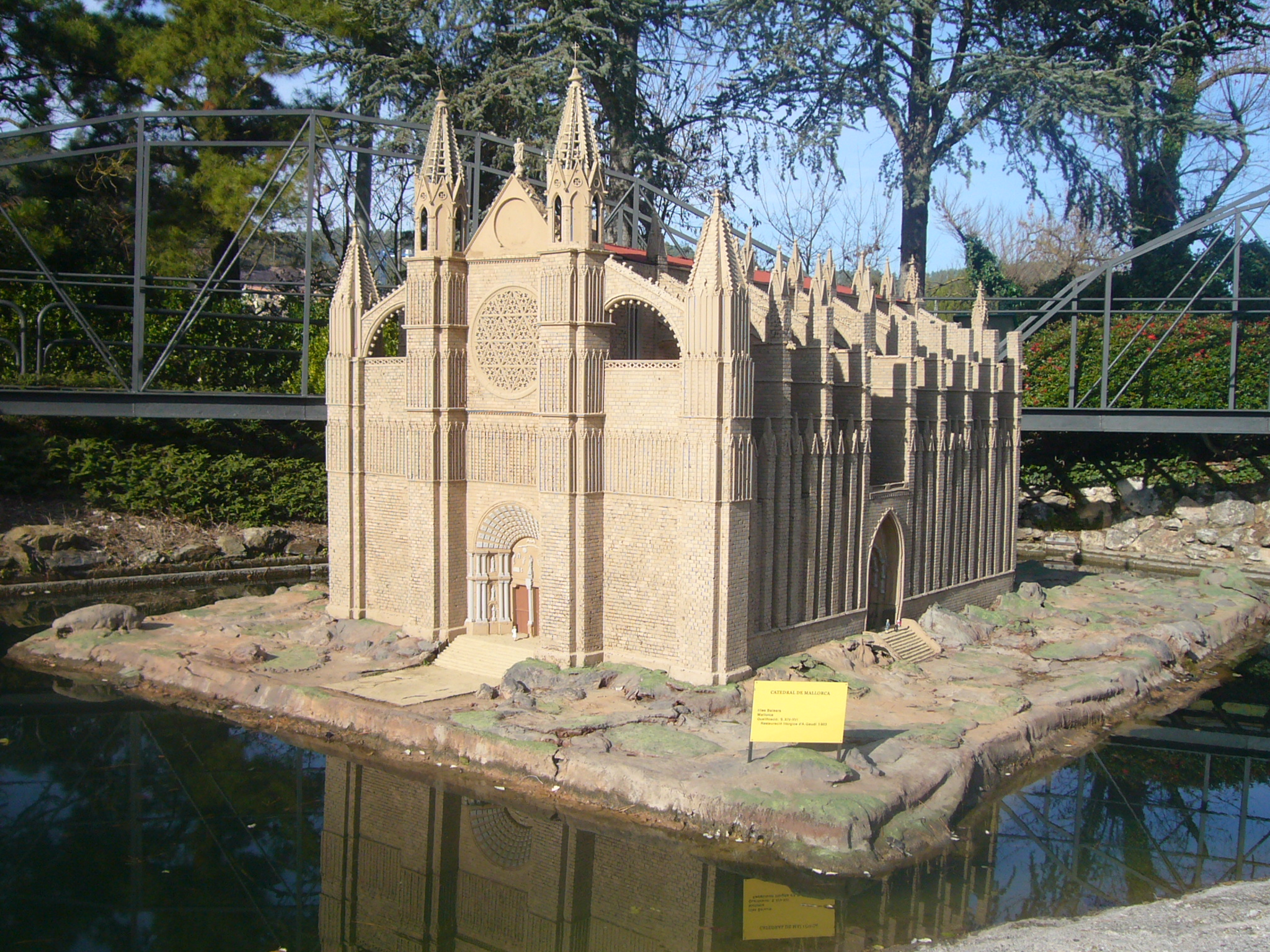
La cathédrale de Palma de Majorque.

### Ouvrages de Gaudí en León, Astorga et Comillas

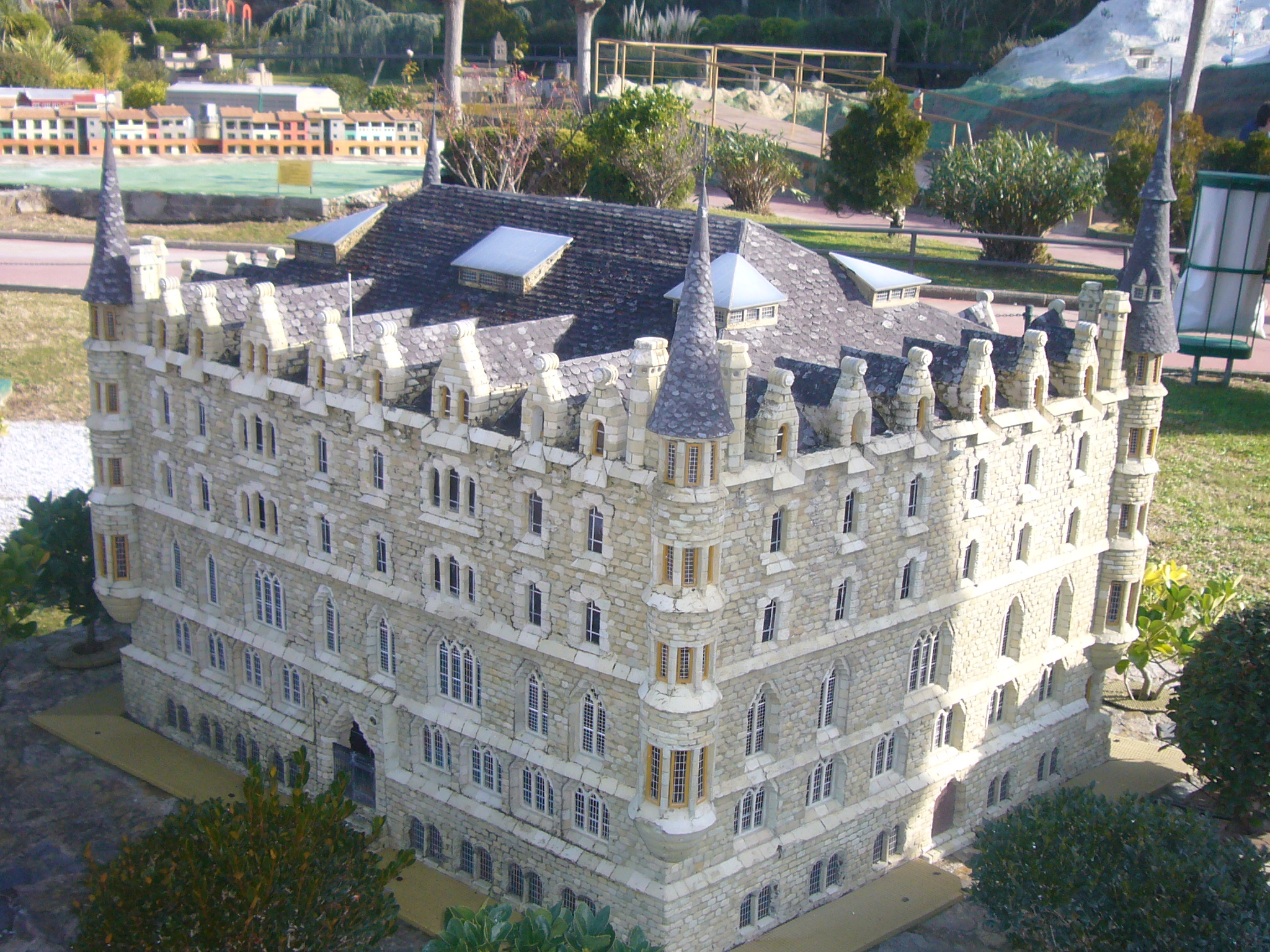
La Casa Botines.
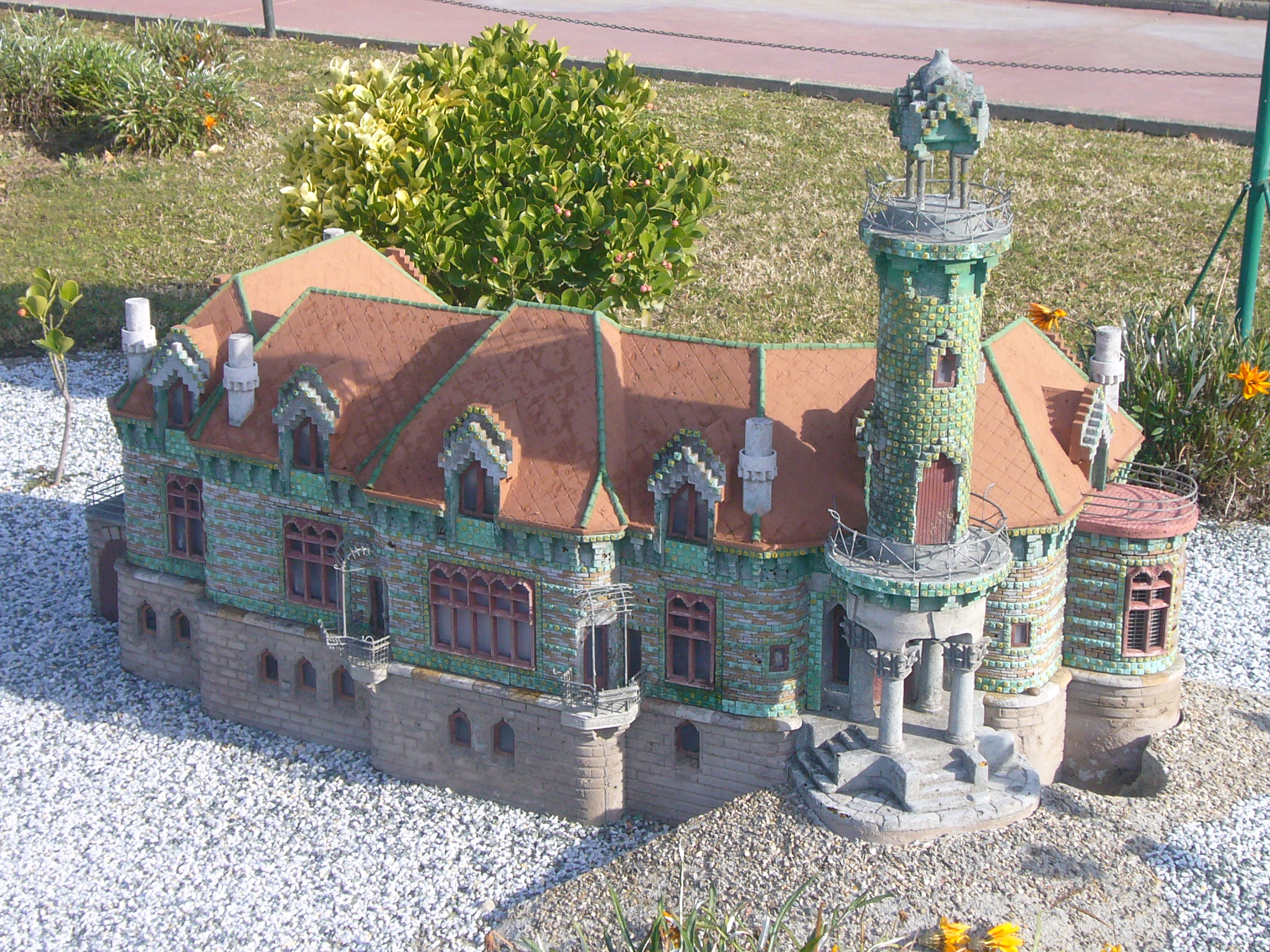
Le Caprice de Gaudí.
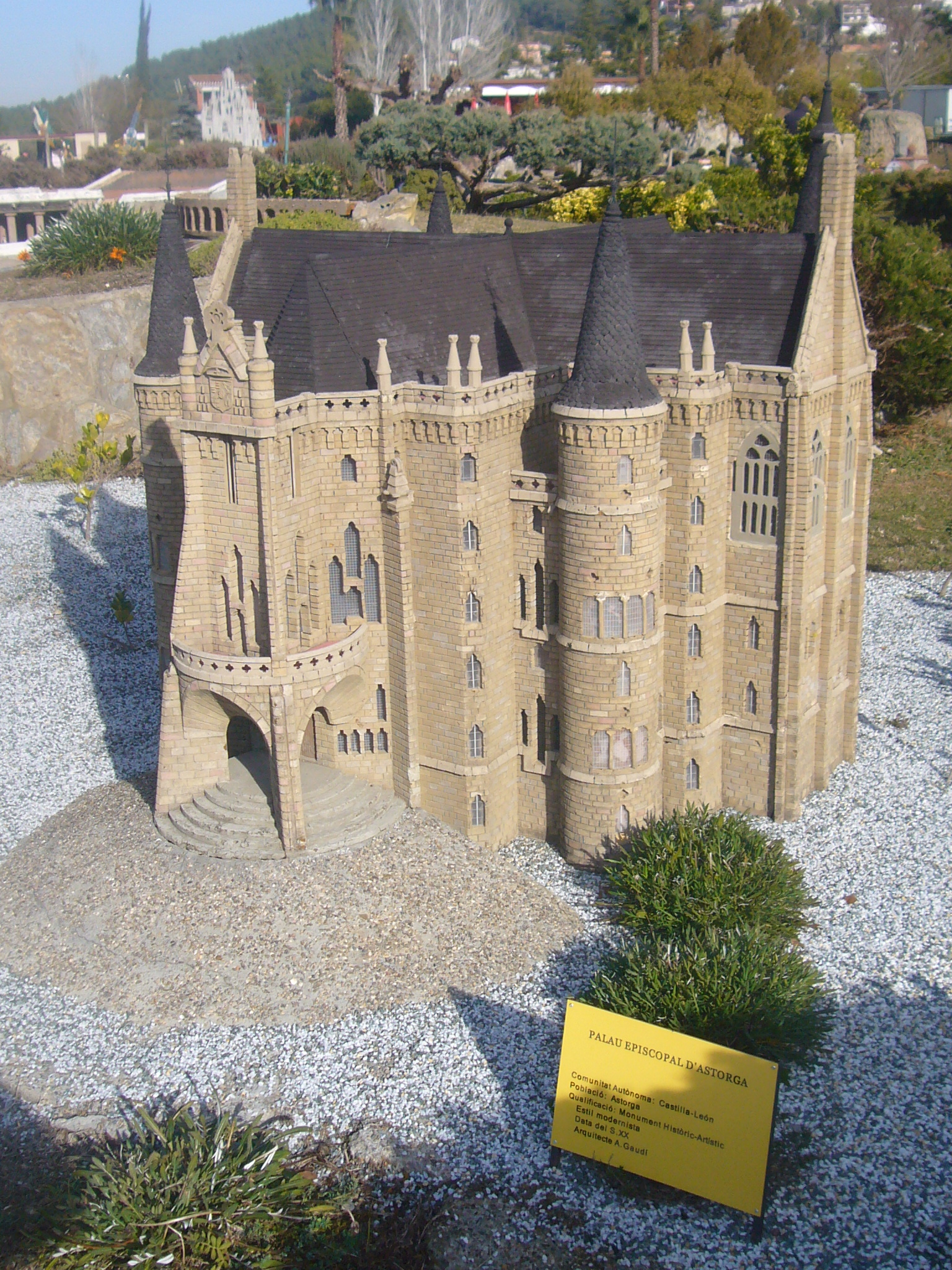
Le palais épiscopal d'Astorga.